# 西区 (名古屋市)
西区（にしく）は、名古屋市を構成する16区のうちの一つで、市の北西部に位置する。

## 概要

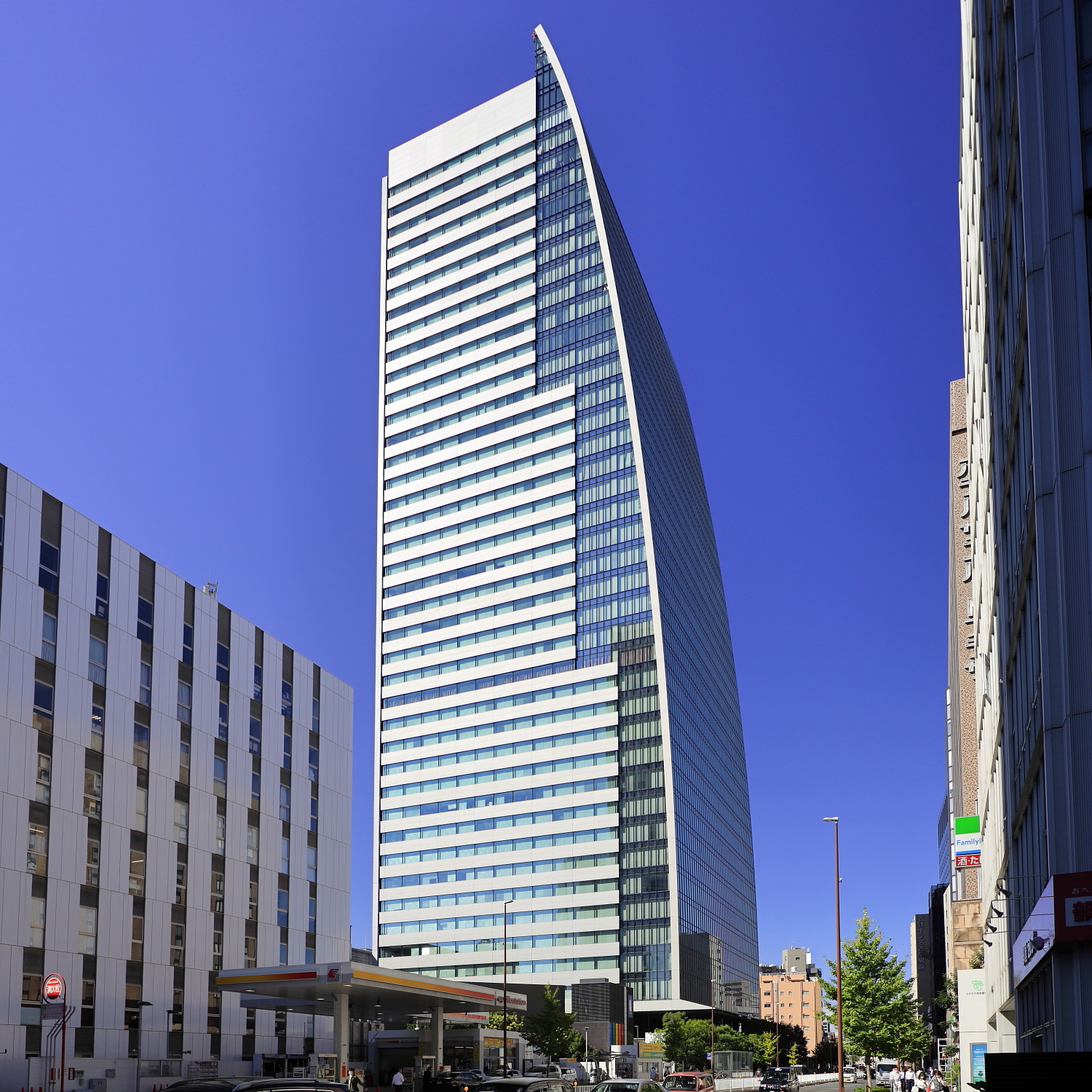
ルーセントタワー

1908年（明治41年）4月1日に4区制施行した時から存在する。1937年10月1日に区域の一部が中村区となる。
区の中央を南北に市営地下鉄鶴舞線が通り、区民の足となっている。庄内川が区のほぼ中央を東西に流れており、区を南北に二分する。庄内川の北側に位置する山田地区（旧西春日井郡山田村）は、1955年（昭和30年）10月1日に名古屋市と合併、西区に編入された。なお山田地区には山田支所が設置されている。

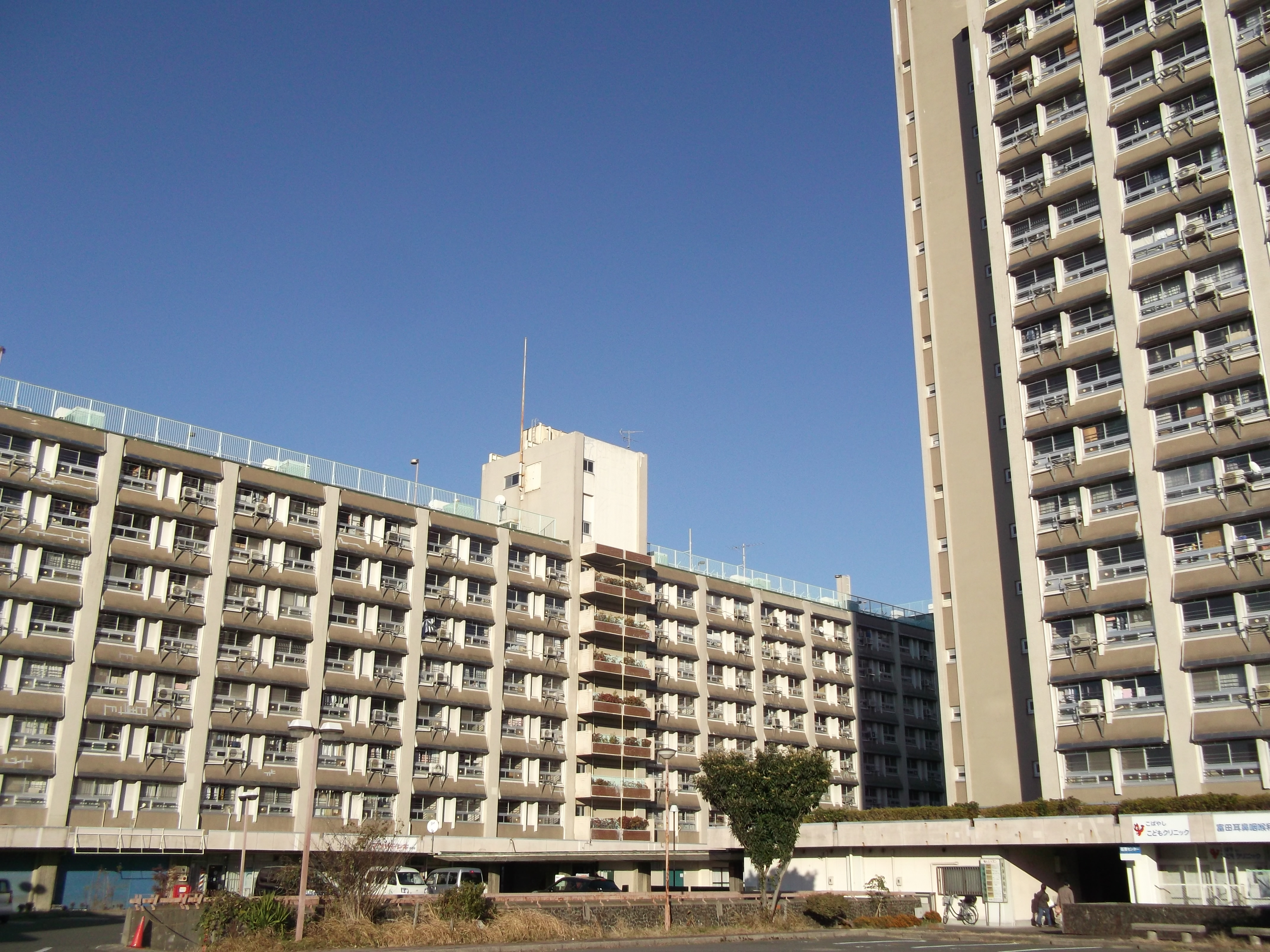
UR又穂団地
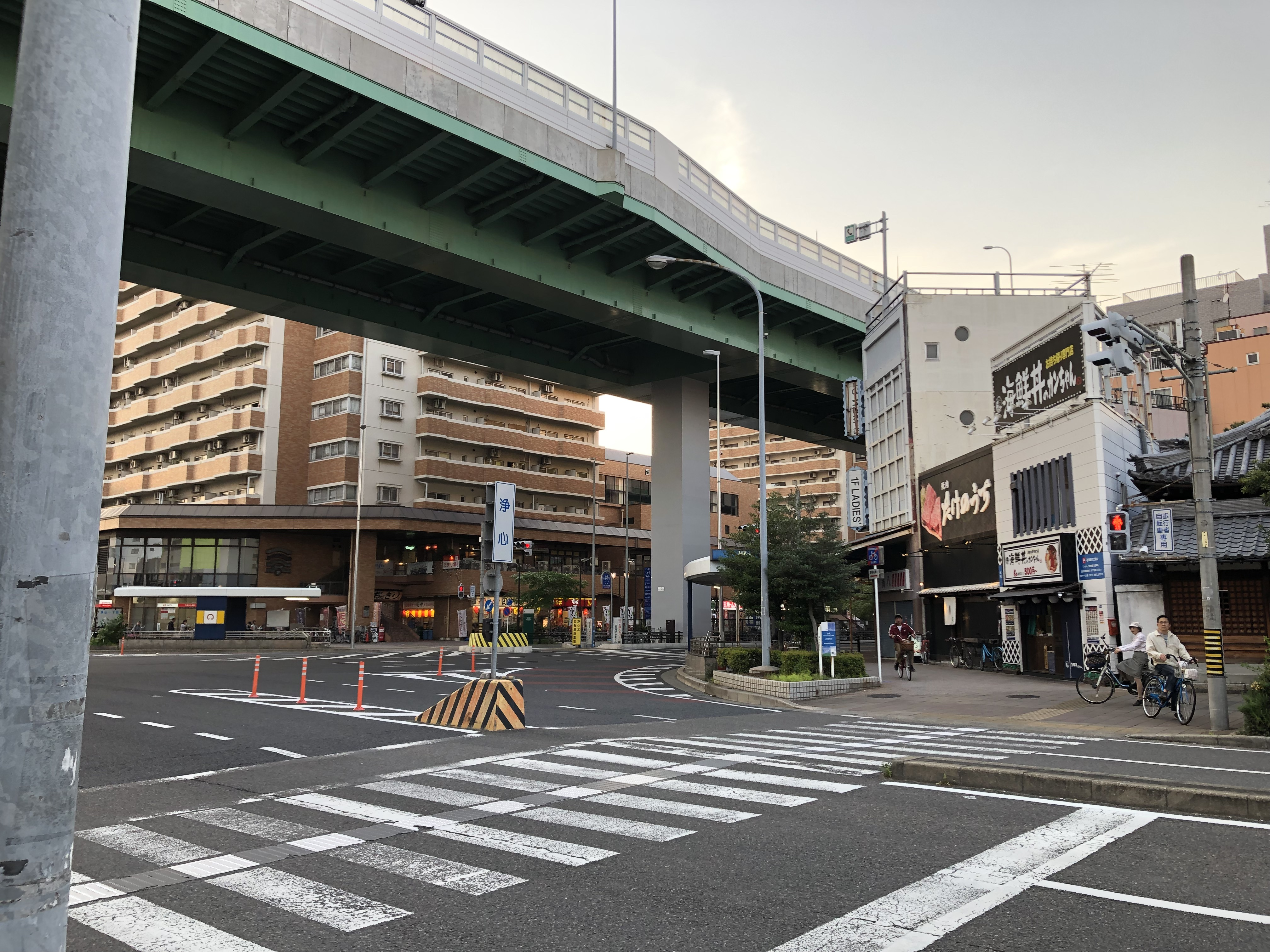
浄心
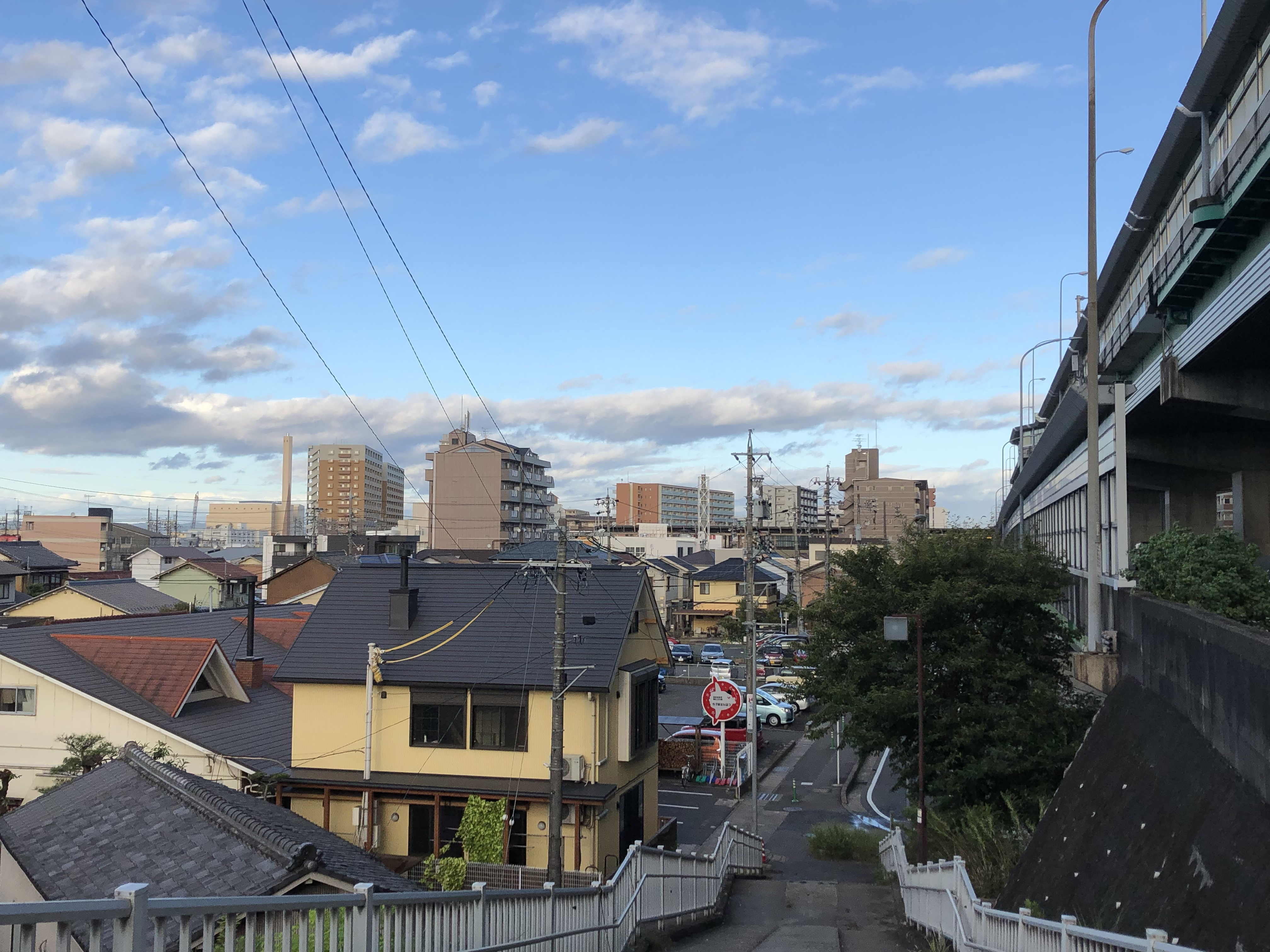
上小田井
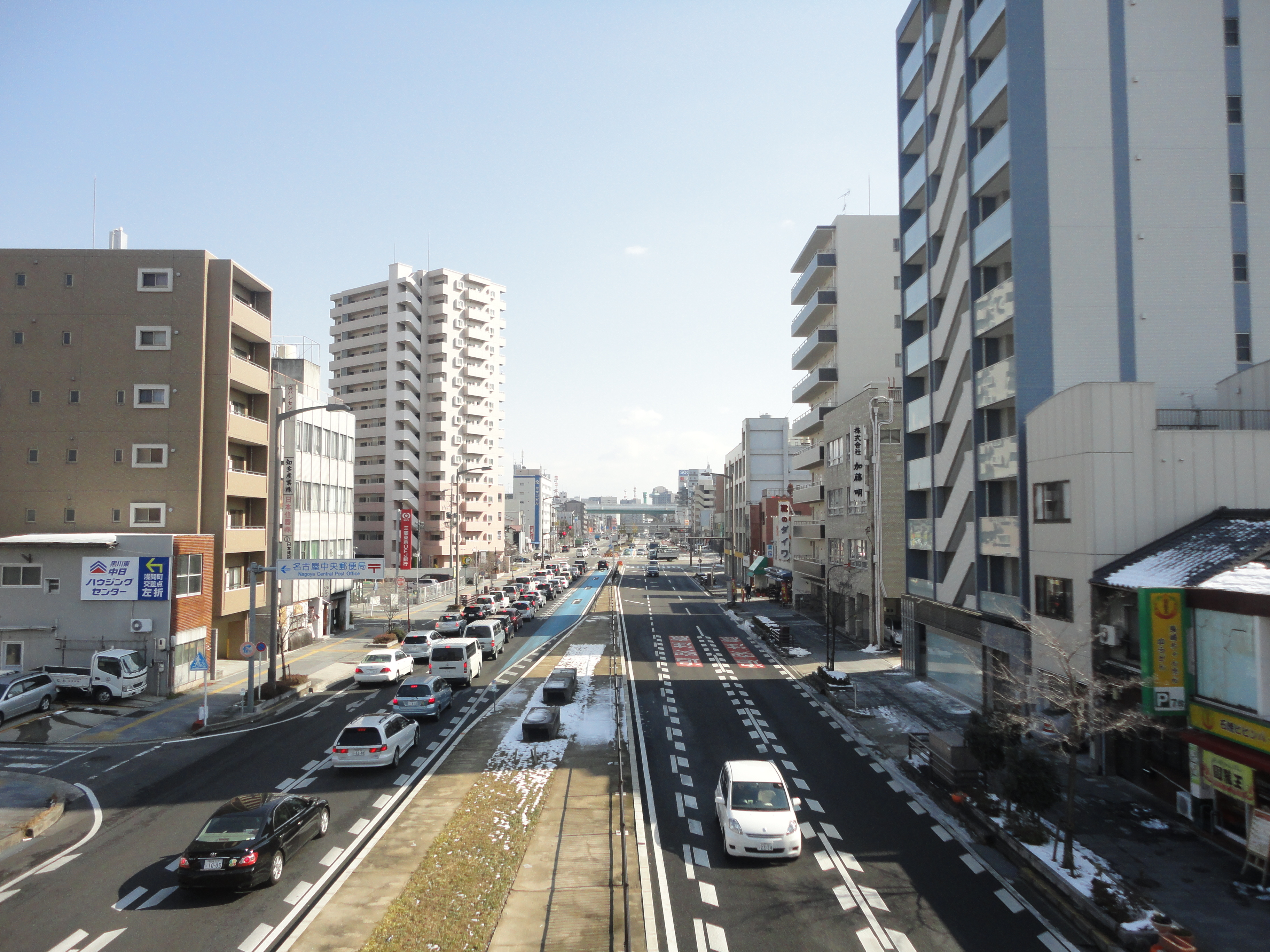
押切

## 地理

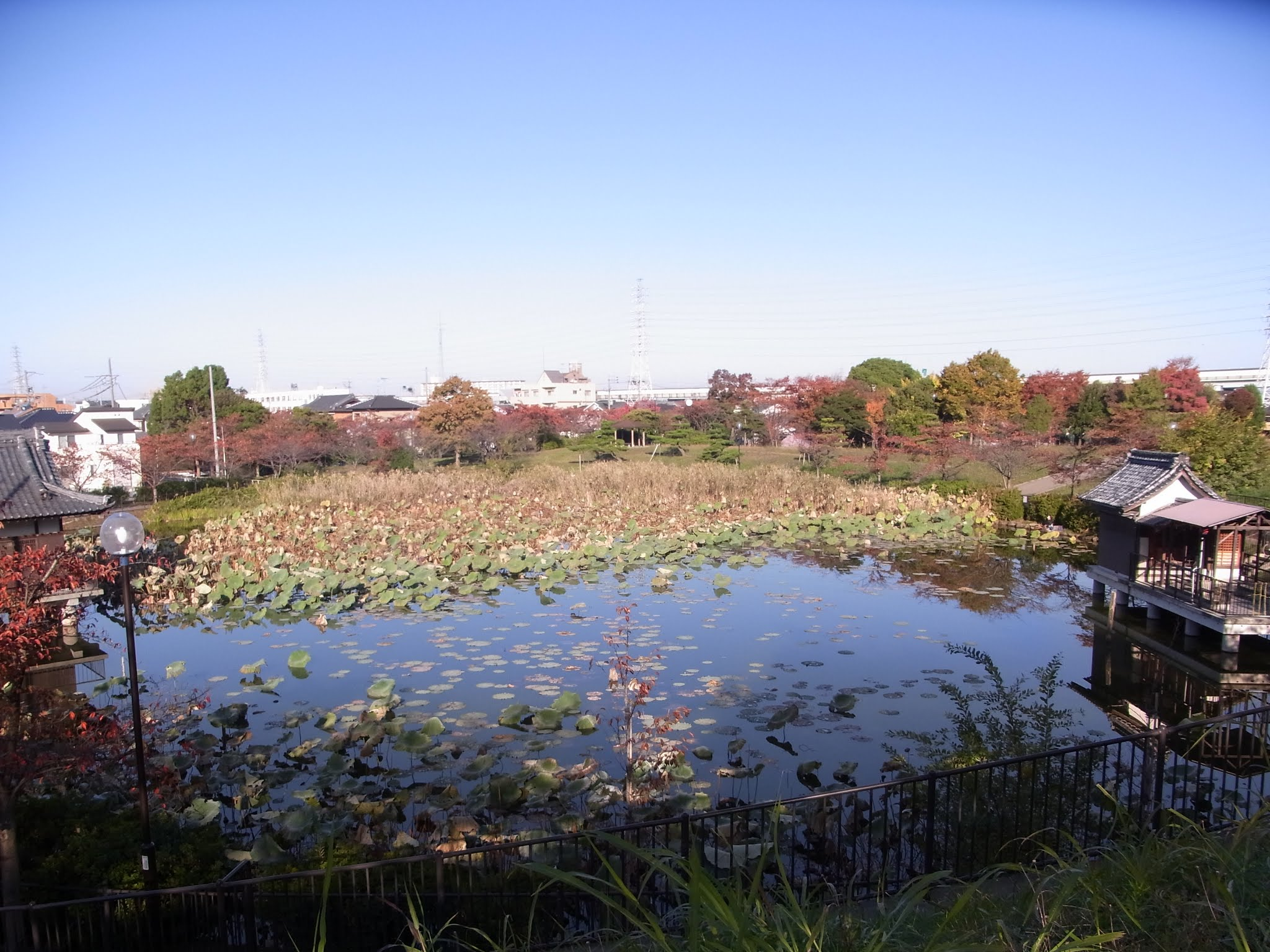
蛇池

名古屋城の西に広がる地域。全域が平坦な地形で丘陵や坂はない。名古屋駅の北から東へかけて広がる名駅地区は、中村区と西区にまたがっている。隣接する牛島町では、名古屋ルーセントタワーの建設やリニア中央新幹線の整備など再開発が進められている。
2000年9月に起こった東海豪雨では、新川の堤防が決壊したため、清須市とともに区北部の中小田井を中心とする地域が大きな被害を受けた。

### 地形

#### 河川
主な河川
- 庄内川
- 新川
- 堀川
- 水場川
- 惣兵衛川（庄内用水）
- 山西用水

#### 湖沼
主な池
- 蛇池（じゃいけ）

### 地域

#### 主な地名
- 押切（おしきり）
- 明道町（めいどうちょう）
- 上小田井（かみおたい）
- 浅間（せんげん）：地下鉄の駅名は「浅間町（せんげんちょう）」。
- 栄生（さこう）
- 浄心（じょうしん）
- 新道（しんみち）
- 那古野（なごの）
- 名駅（めいえき）：大半が中村区だが、一部「西区名駅」となっている。
- 庄内通（しょうないどおり）
- 中小田井（なかおたい）
- 上名古屋（かみなごや）
- 大野木（おおのぎ）
- 名塚 （なづか）

### 郵便番号
郵便番号は以下の通りとなっている。
- 名古屋西郵便局：451-00xx、451-60xx、451-85xx、451-86xx、451-87xx、452-08xx、452-85xx、452-86xx

### 人口
| 西区の人口の推移 \| 2000年（平成12年） \| 140,372人 \| \| \| 2005年（平成17年） \| 142,786人 \| \| \| 2010年（平成22年） \| 144,998人 \| \| \| 2015年（平成27年） \| 149,463人 \| \| \| 2020年（令和2年） \| 150,031人 \| \| |           |  |
| 総務省統計局 国勢調査より |           |  |
| 2000年（平成12年） | 140,372人 |  |
| 2005年（平成17年） | 142,786人 |  |
| 2010年（平成22年） | 144,998人 |  |
| 2015年（平成27年） | 149,463人 |  |
| 2020年（令和2年） | 150,031人 |  |

### 隣接自治体・行政区
名古屋市の行政区
- 北区
- 中区
- 中村区

他の市町村
- 清須市
- 北名古屋市

## 歴史

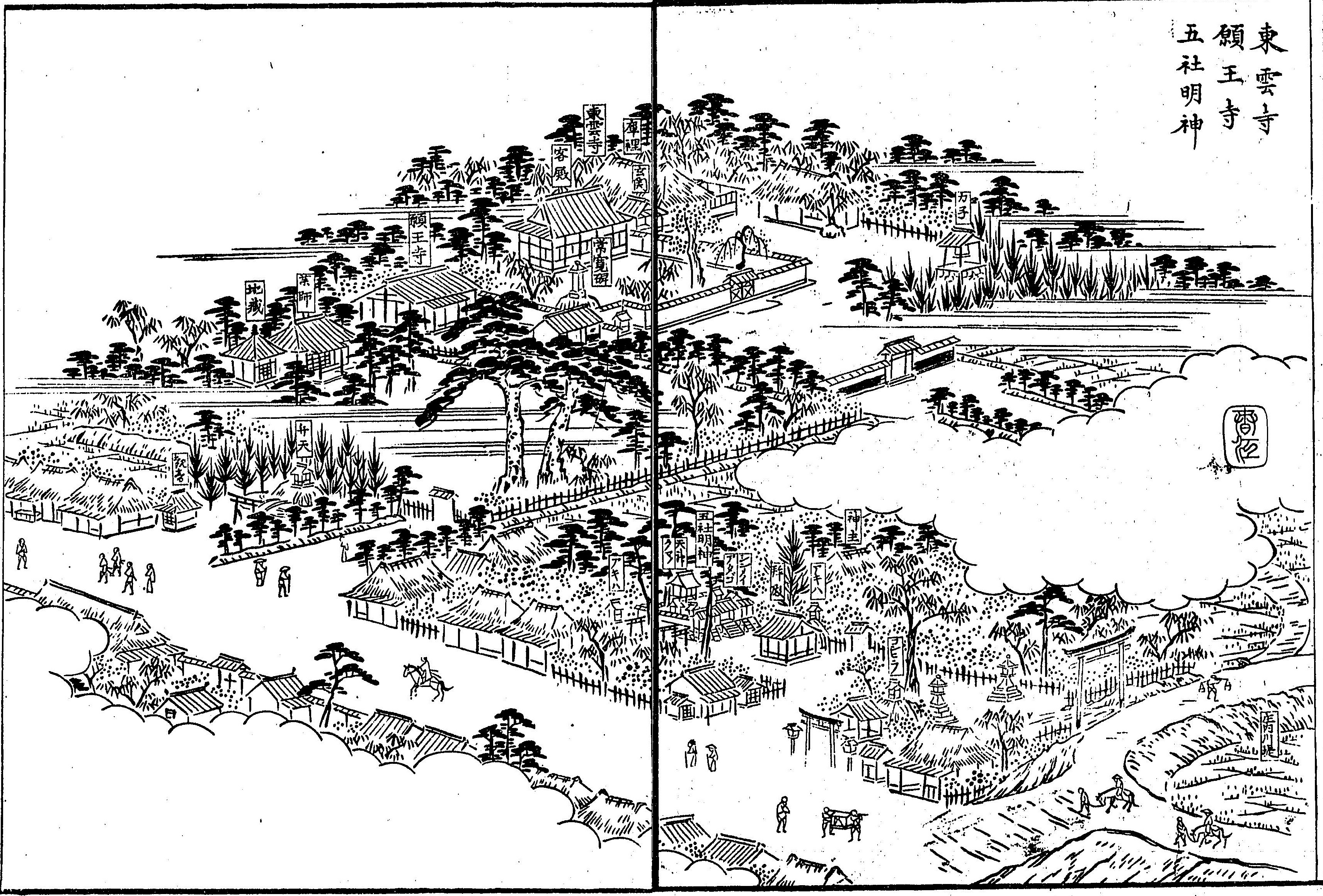
尾張名所図会「中小田井」

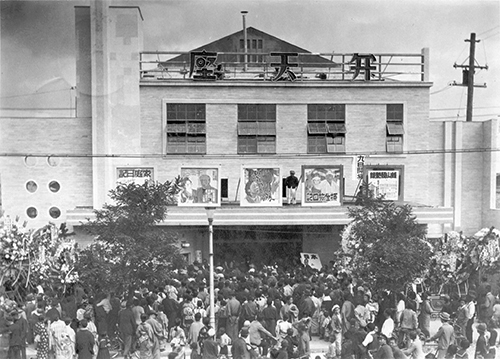
弁天映画劇場

### 古代
- 朝日遺跡や西志賀遺跡などの弥生時代の遺跡が見つかる。

### 中世
戦国時代
- 1556年（弘治2年8月24日）9月27日 - 稲生の戦い

### 近世
安土桃山時代
織豊時代になると、織田信長の重臣である丹羽長秀や佐々成政などの有力な大名となった人物も現れる。
江戸時代
- 美濃路や岩倉街道など整備され、中小田井界隈に宿場町の雰囲気が残る。

### 近代
明治
- 1908年（明治41年）4月1日 4区制施行した時から存在する[2]。

### 近現代
昭和
- 1937年（昭和12年）10月1日 区域の一部が中村区となる。
- 1955年（昭和30年）10月1日西春日井郡山田村が名古屋市と合併、同日から西区に所属となる。

### 現代
平成
- 2000年（平成12年）9月に起こった東海豪雨では、新川の堤防が決壊したため、清須市とともに区北部の中小田井を中心とする地域が大きな被害を受けた。

## 政治

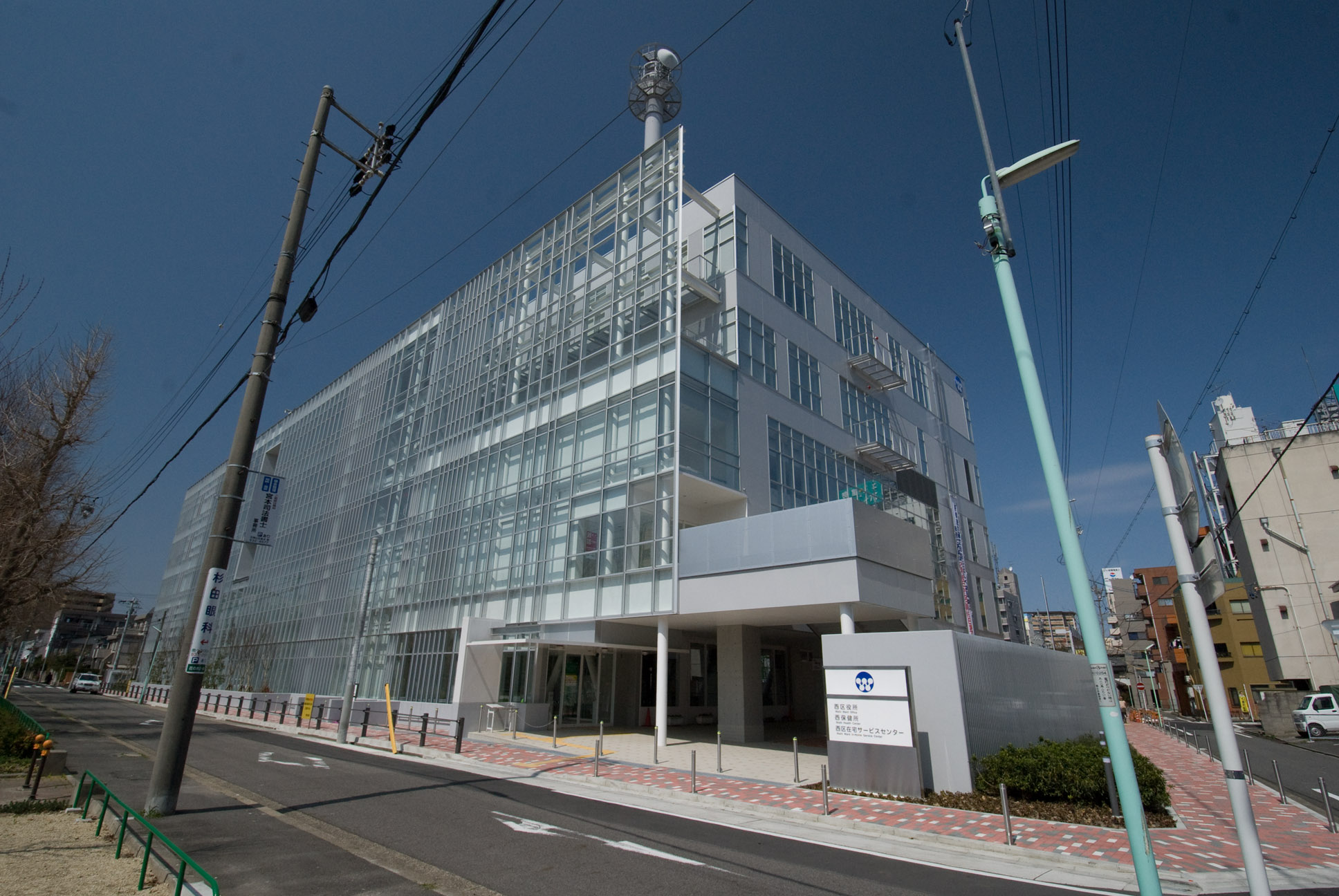
名古屋市西区役所

### 行政

#### 役所
区役所
- 西区役所
  - 山田支所
- 名古屋市西保健センター
- 西区在宅サービスセンター

## 出先機関・施設

### 国家機関

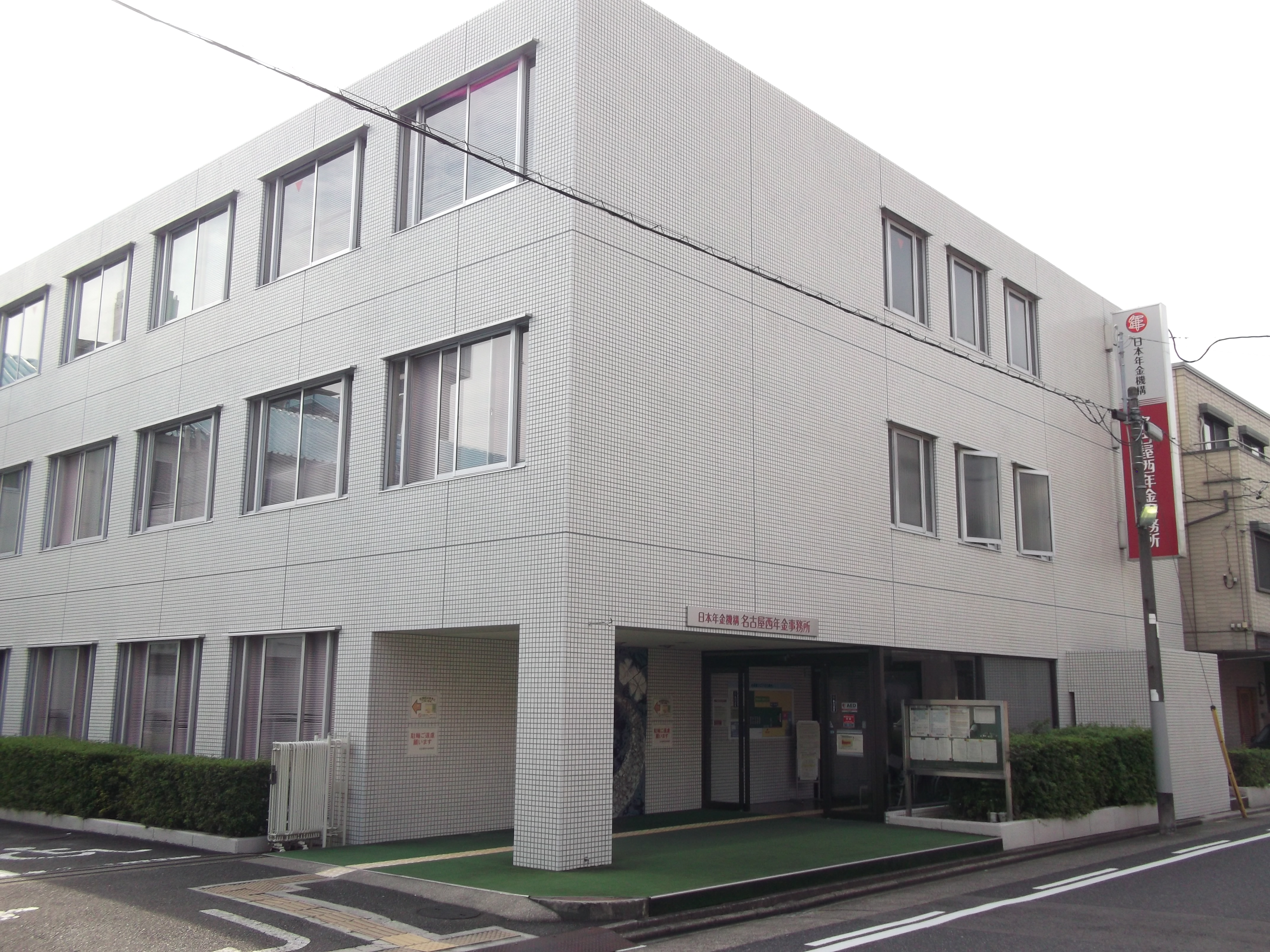
名古屋西年金事務所

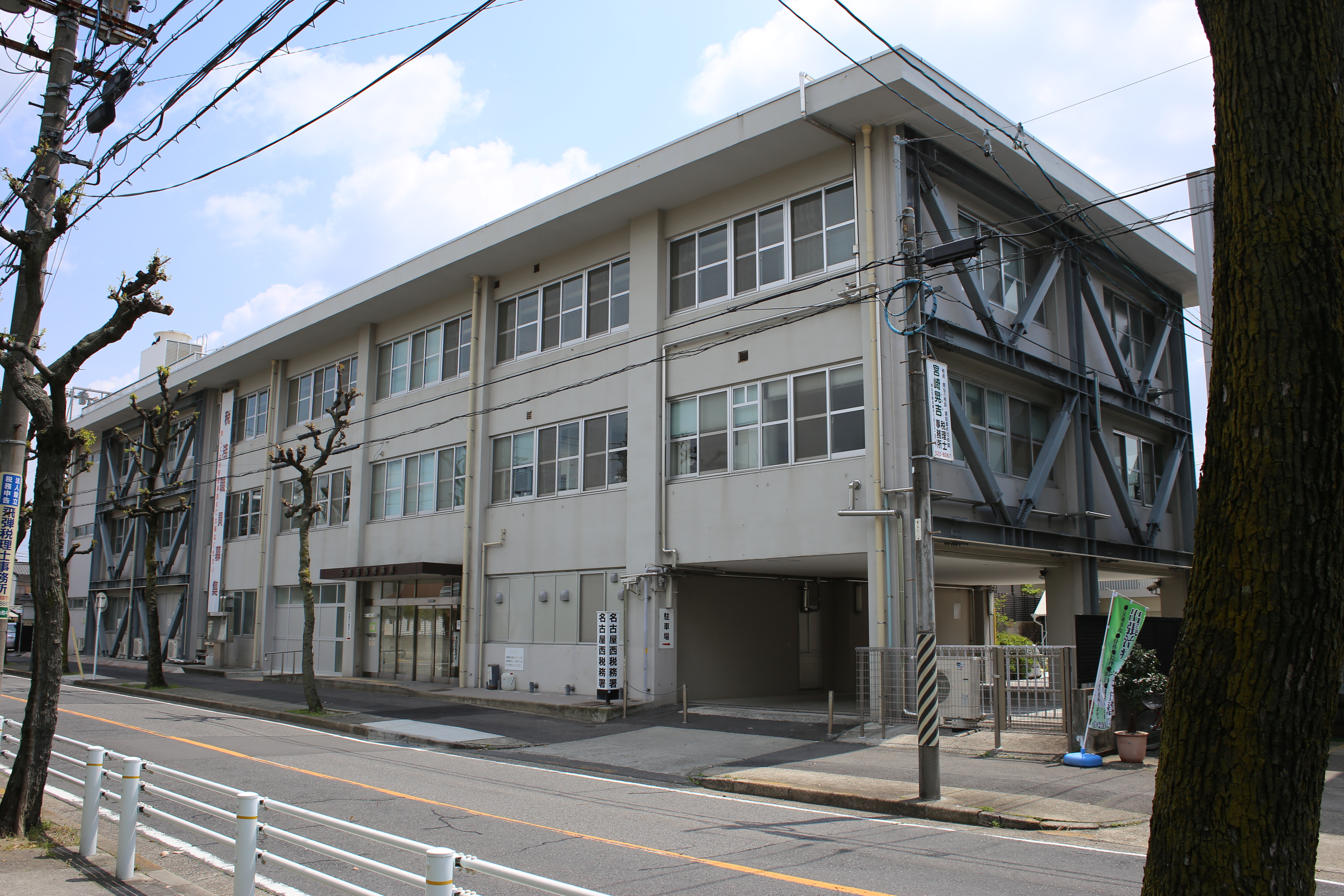
名古屋西税務署

#### 財務省
国税庁
- 名古屋国税局名古屋西税務署

#### 厚生労働省
日本年金機構
- 名古屋西年金事務所

### 施設

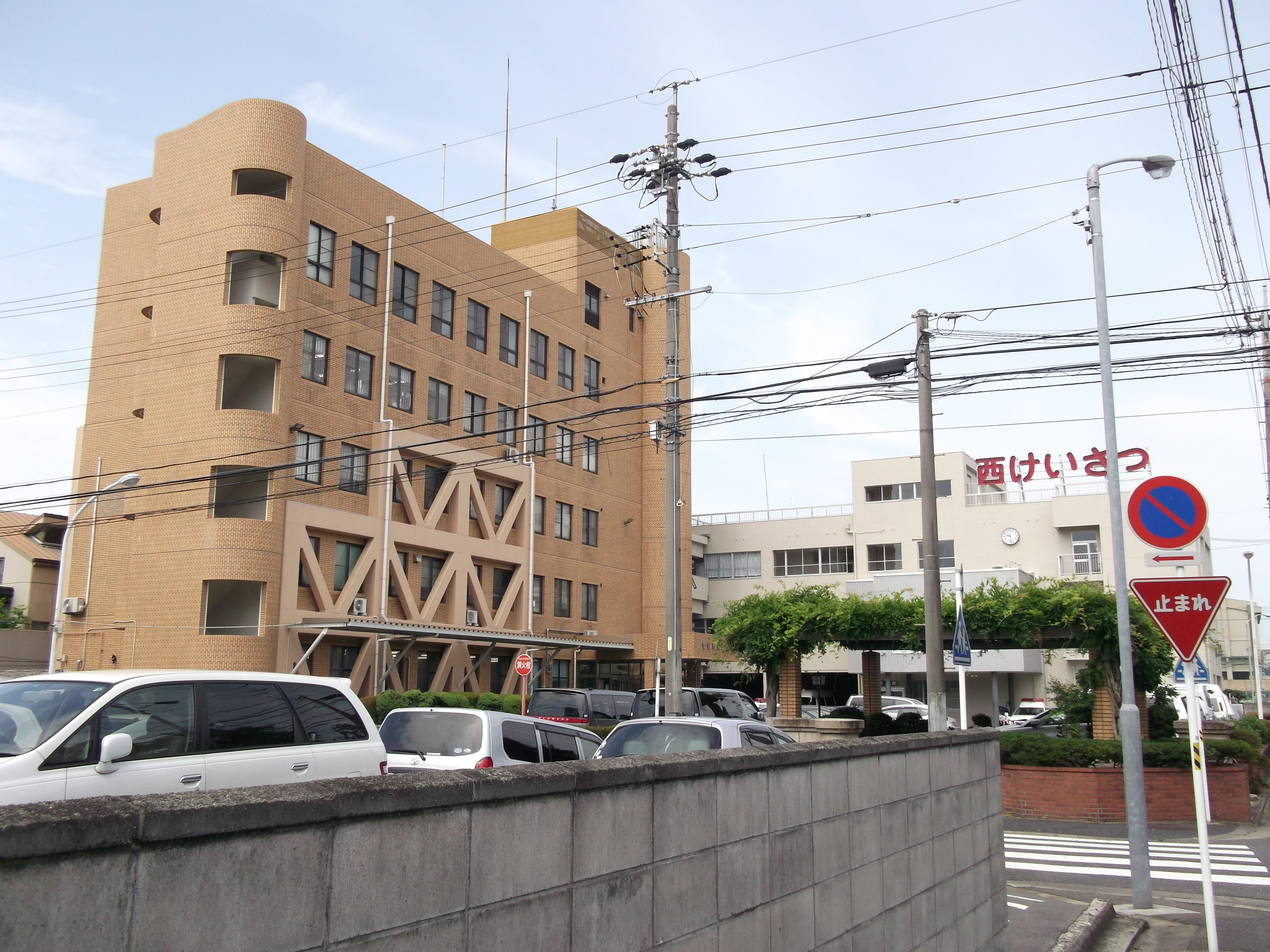
愛知県西警察署

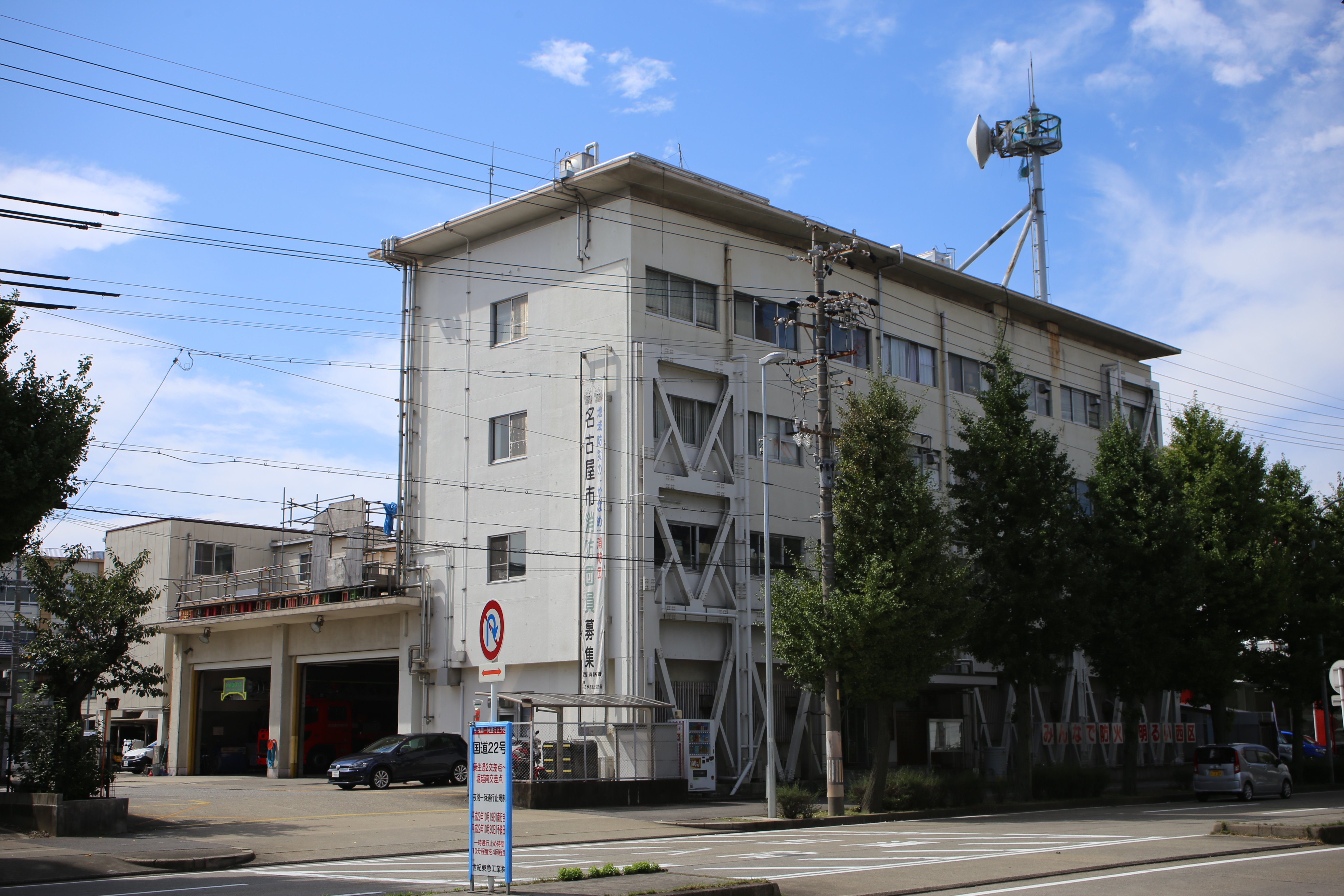
名古屋市西消防署

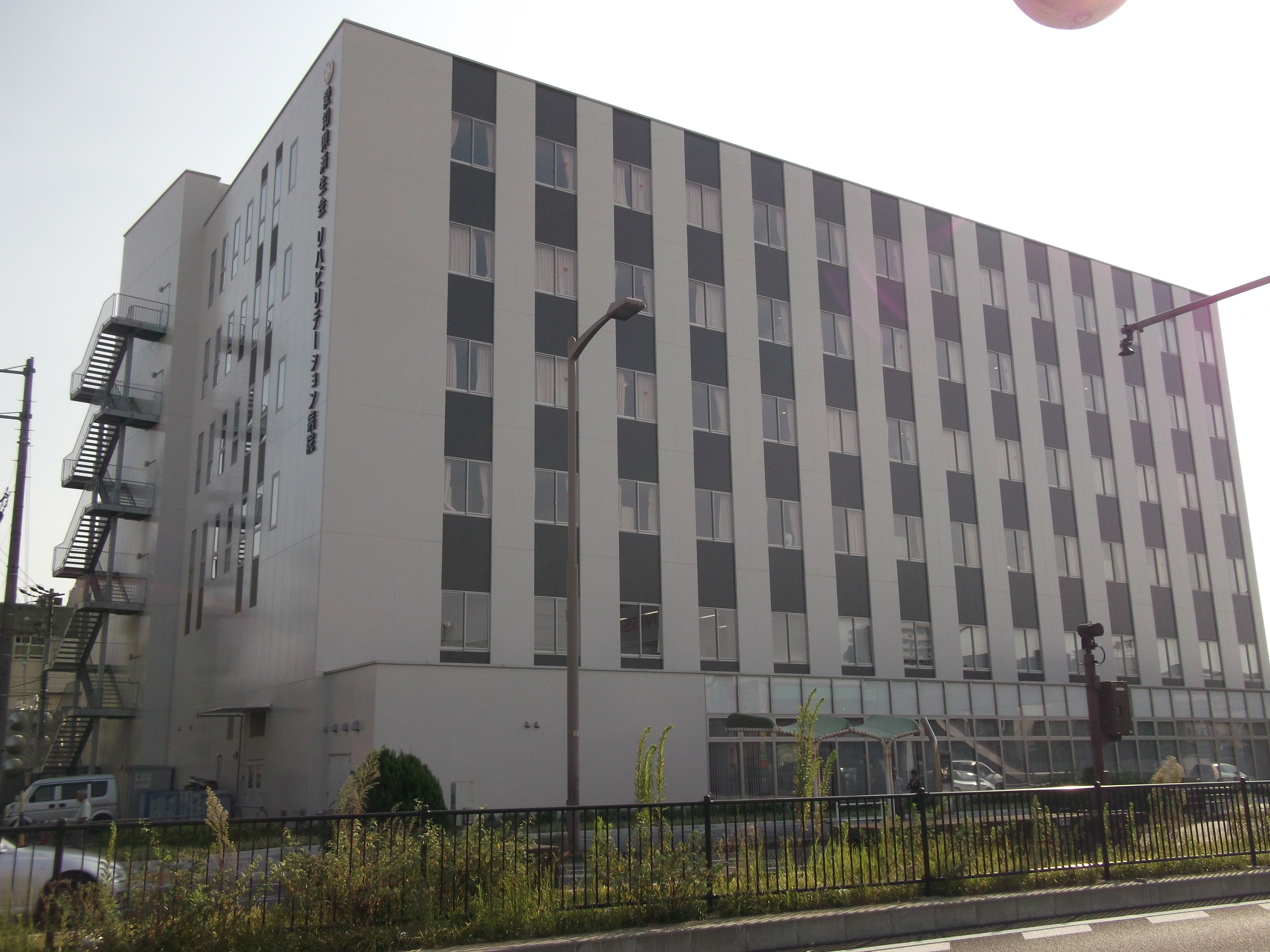
愛知県済生会リハビリテーション病院

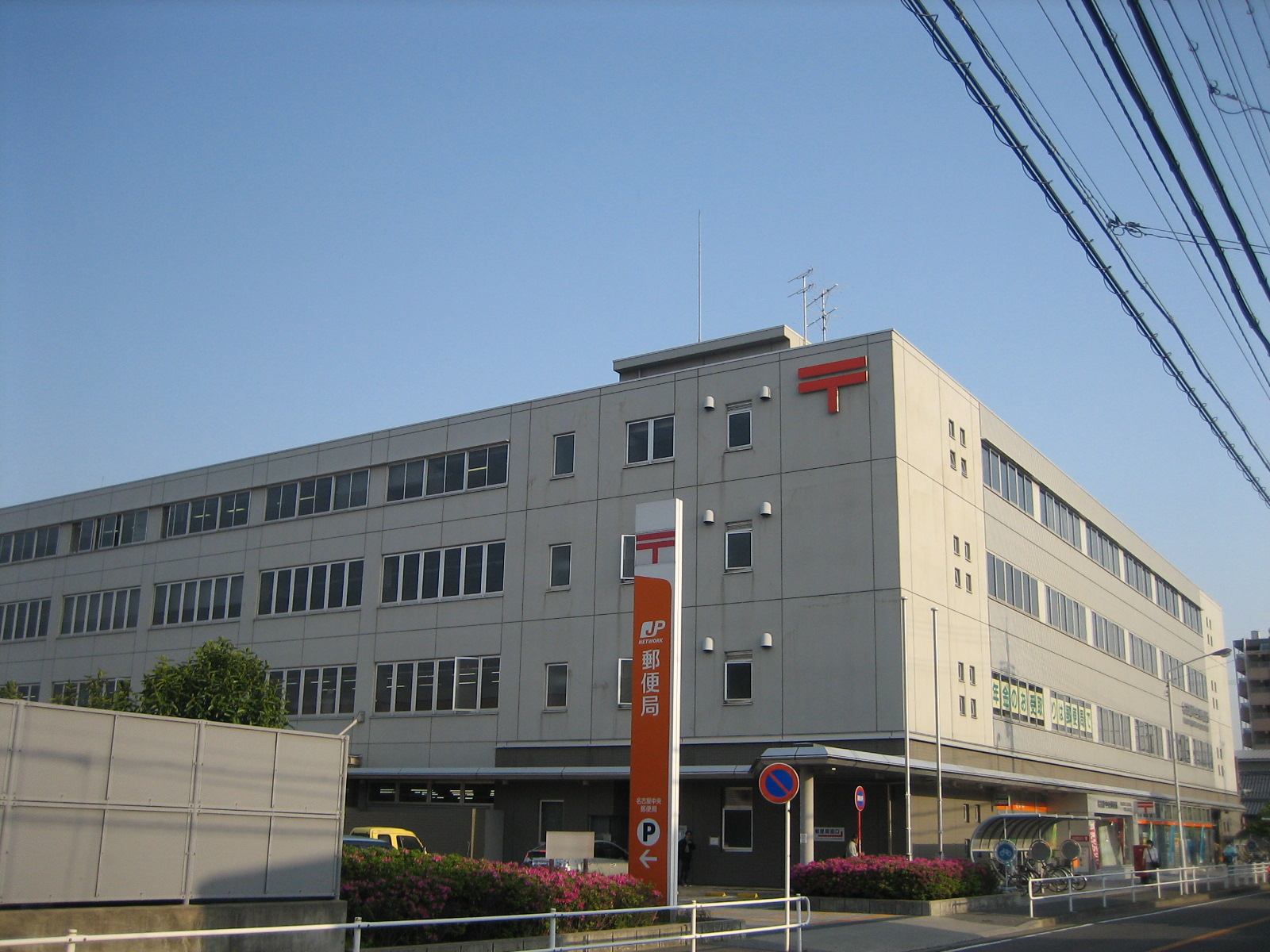
名古屋西郵便局

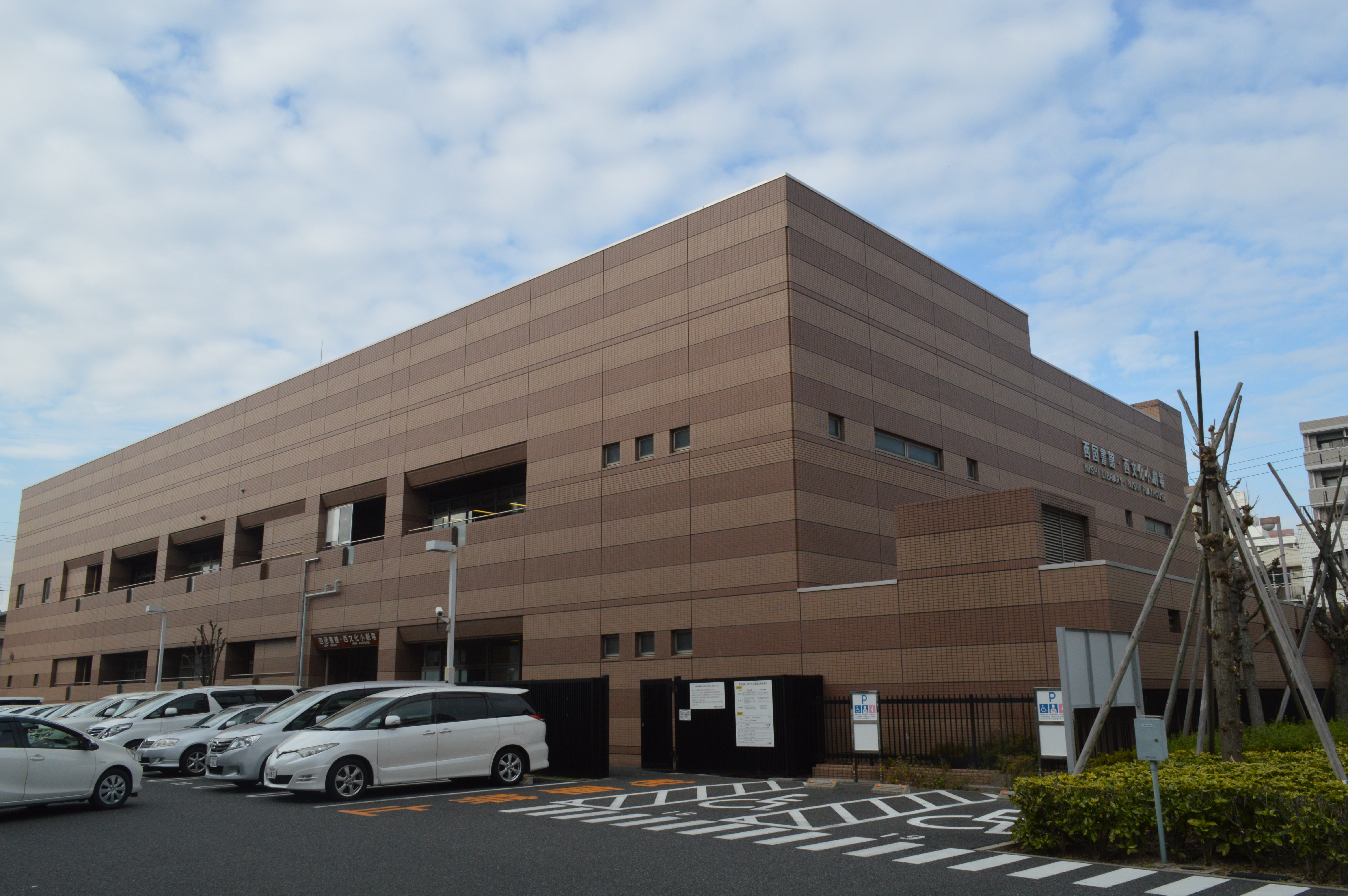
名古屋市西図書館と西文化小劇場

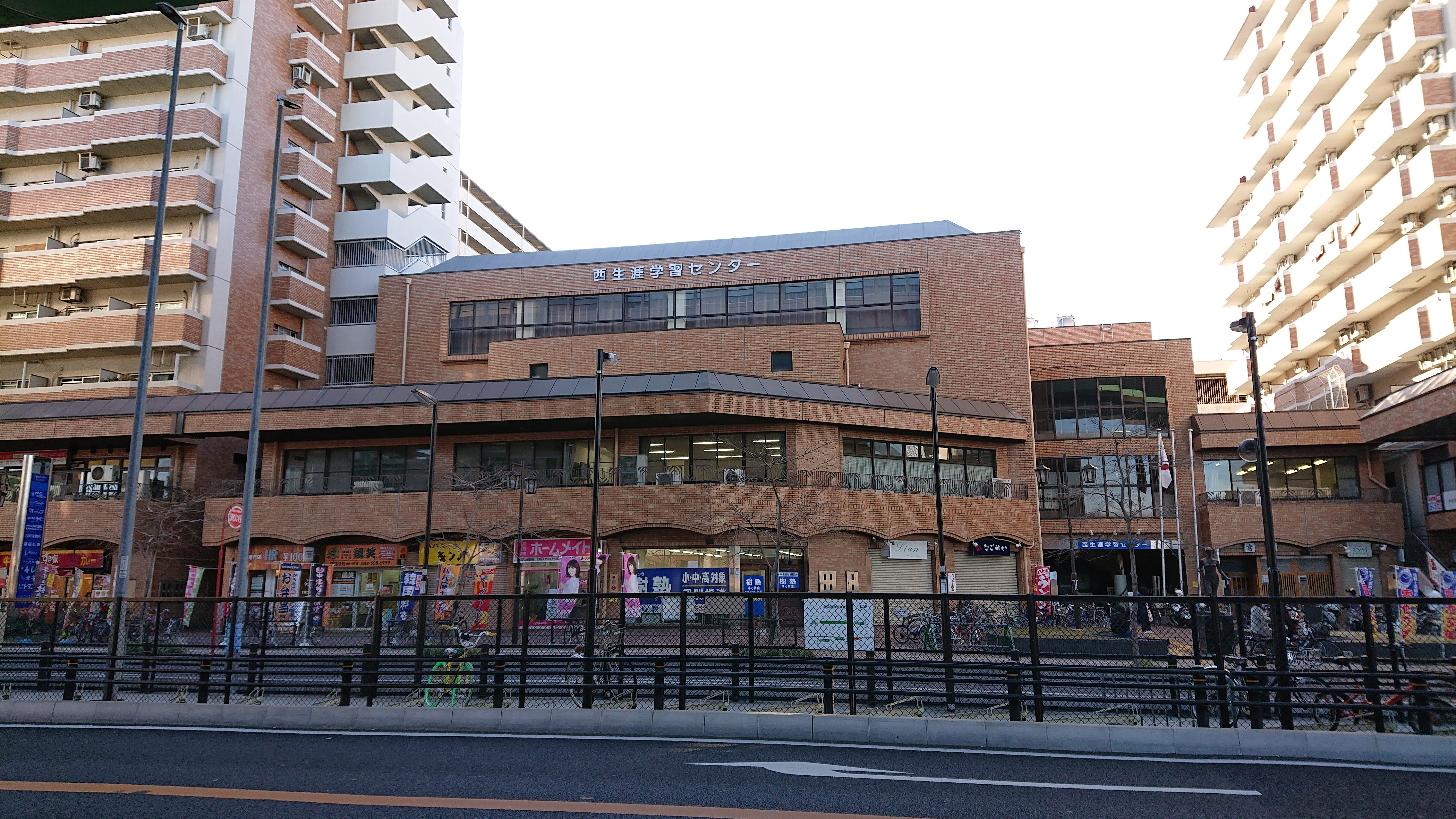
名古屋市西生涯学習センター

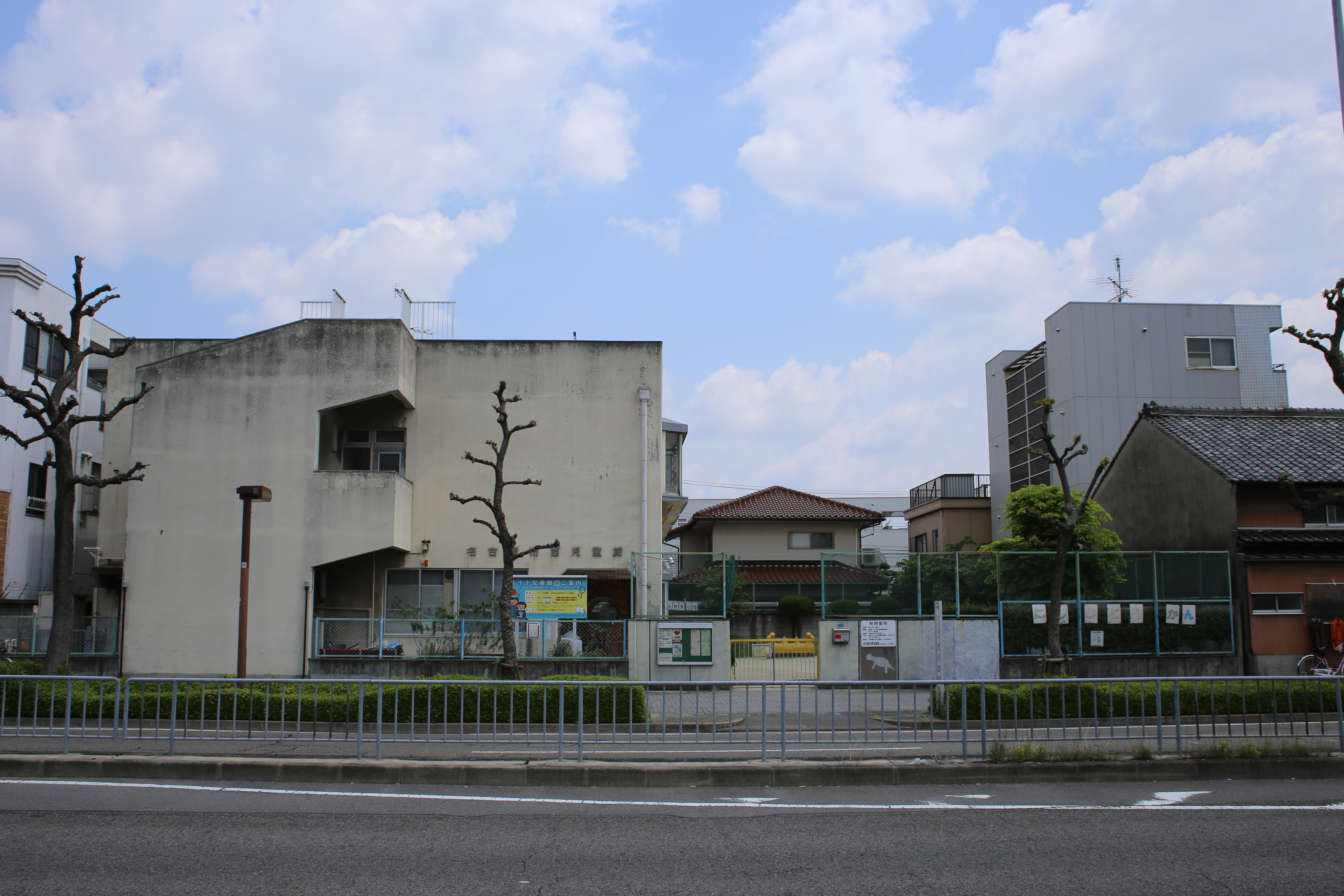
名古屋市西児童館

#### 警察
警察署
- 愛知県西警察署

交番
- 平田交番（平中町）北緯35度13分33.6秒 東経136度52分6.8秒
- 小田井交番（上小田井2丁目）北緯35度13分6.5秒 東経136度52分52.1秒
- 比良交番（比良3丁目）北緯35度13分45秒 東経136度53分54.1秒
- 大野木交番（大野木4丁目）北緯35度13分12.8秒 東経136度53分45.7秒
- 上名古屋交番（上名古屋2丁目）北緯35度11分37.7秒 東経136度53分41.1秒
- 城西交番（城西2丁目）北緯35度11分12.4秒 東経136度53分29.7秒
- 江西交番（菊井1丁目）北緯35度10分51.3秒 東経136度52分59.5秒
- 那古野交番（那古野2丁目）北緯35度10分32.2秒 東経136度53分12.9秒
- 押切交番（則武新町1丁目）北緯35度11分8.1秒 東経136度52分54.3秒
- 枇杷島交番（枇杷島3丁目）北緯35度11分28.8秒 東経136度52分26.5秒
- 名塚交番（庄内通2丁目）北緯35度12分6.4秒 東経136度53分26.1秒

()の中は所在地

#### 消防
消防署
- 名古屋市西消防署

特別消防隊
- 名古屋市消防局特別消防隊第二方面隊

出張所
- 大野木出張所
- 押切出張所
- 山田出張所

#### 医療・福祉
主な病院
- 愛知県済生会リハビリテーション病院
- 愛知県青い鳥医療療育センター
- 米田病院
- 堀田病院
- 名鉄病院

#### 郵便局
主な郵便局
- 名古屋天塚郵便局
- 名古屋大野木郵便局
- 名古屋浄心郵便局
- 又穂郵便局
- 名古屋西郵便局
- 名古屋比良郵便局
- 名古屋上小田井郵便局

#### 文化施設
図書館
- 名古屋市西図書館
- 名古屋市山田図書館

会館
- 愛知県不動産会館
- 名古屋市山田地区会館

生涯学習施設
- 名古屋市西生涯学習センター
- 名古屋市西児童館

劇場
- 名古屋市西文化小劇場

#### 運動施設
- 枇杷島スポーツセンター
- 洗堰緑地
- 押切公園
- 五町公園
- 庄内緑地公園
- 名古屋市山田プール
- 名古屋市山田西プール

## 対外関係

### 国際機関

#### 領事館
名誉総領事館
- 在名古屋スリランカ民主社会主義共和国名誉総領事館

名誉領事館
- 在名古屋ガンビア共和国名誉領事館
- 在名古屋ベルギー王国名誉領事館
- 在名古屋ミャンマー連邦共和国名誉領事館

## 経済

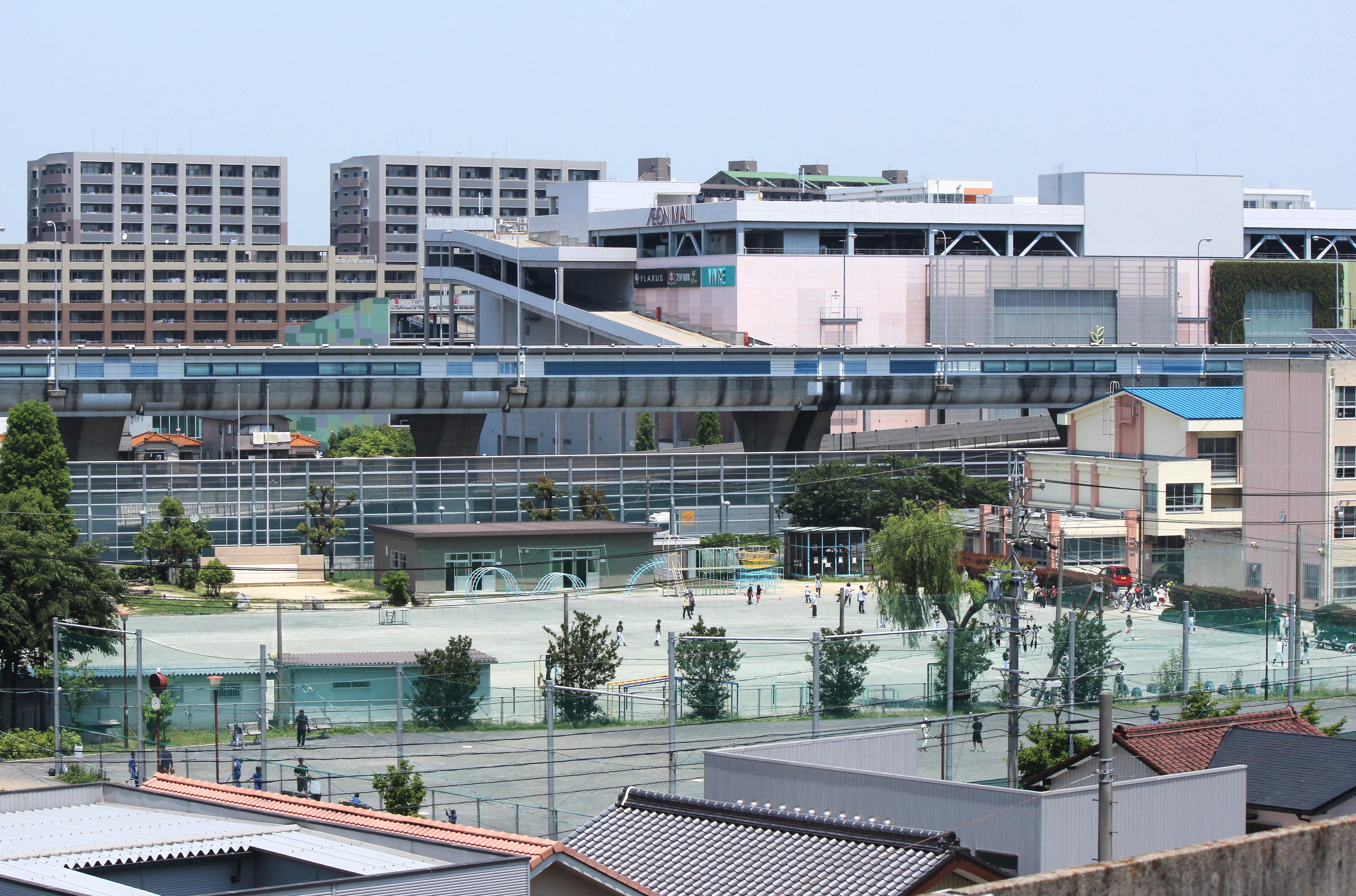
mozoワンダーシティ（上小田井）

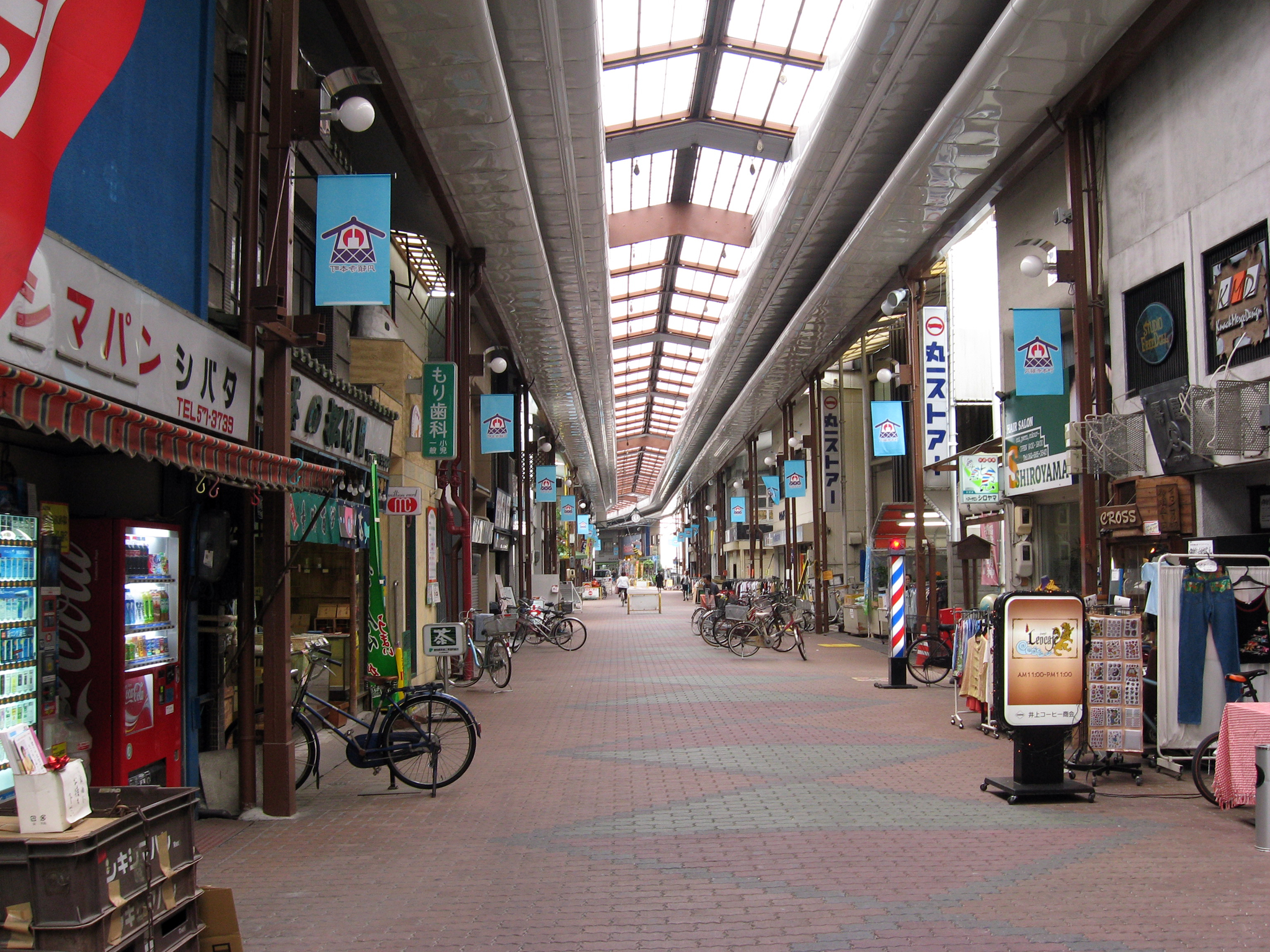
円頓寺商店街

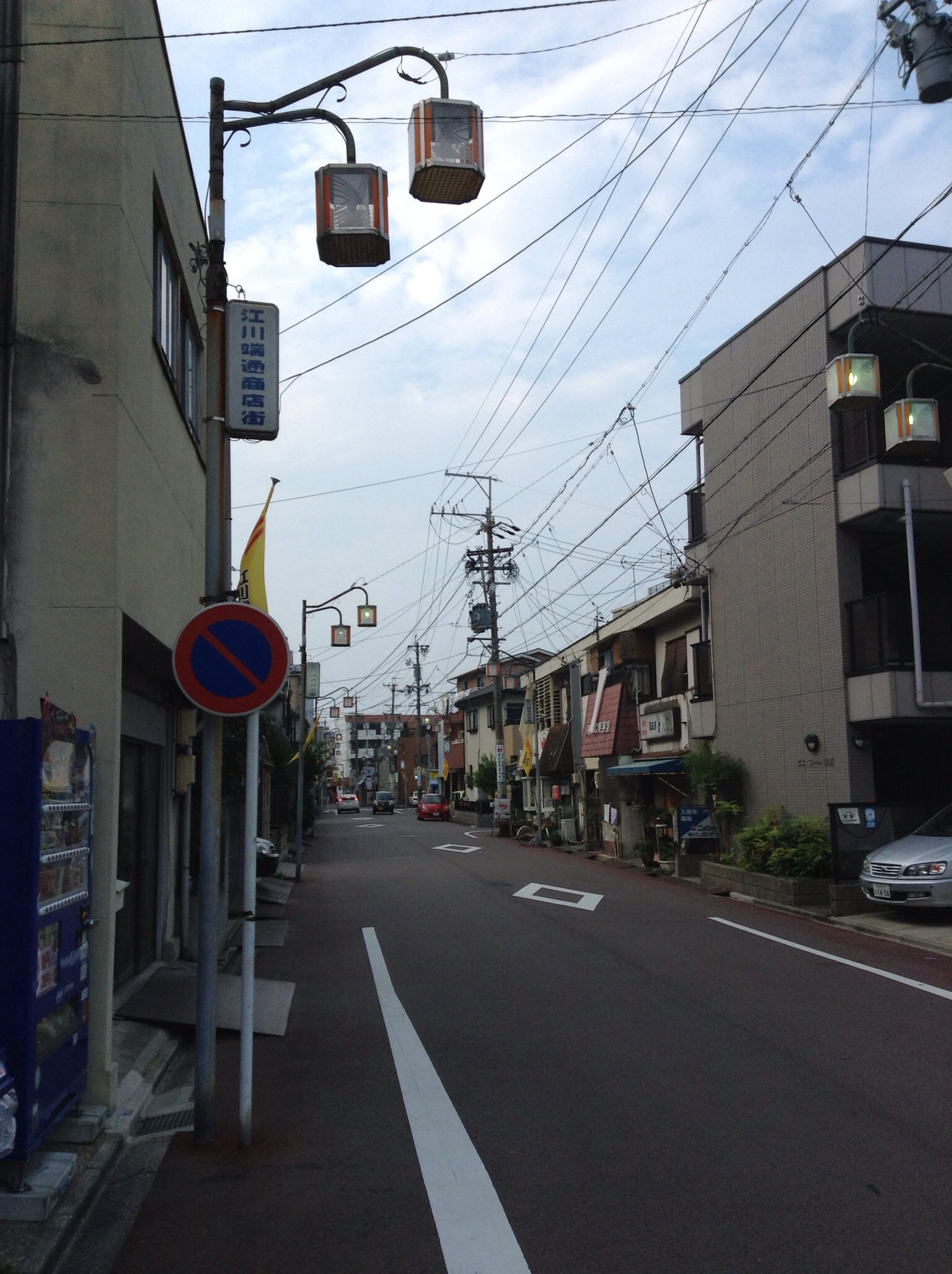
江川端通商店街

### 第二次産業

#### 工業
西区は、日本を代表する製造業が創業した近代工業の揺籃としての一面を併せ持つ。則武新町には、トヨタグループ発祥の地であるトヨタ産業技術記念館（旧豊田紡織本社工場）や森村グループ発祥の地であるノリタケの森（ノリタケ本社）がある。その他、御幸毛織、サンゲツ、シヤチハタ、タキヒヨーの本社が存在する。

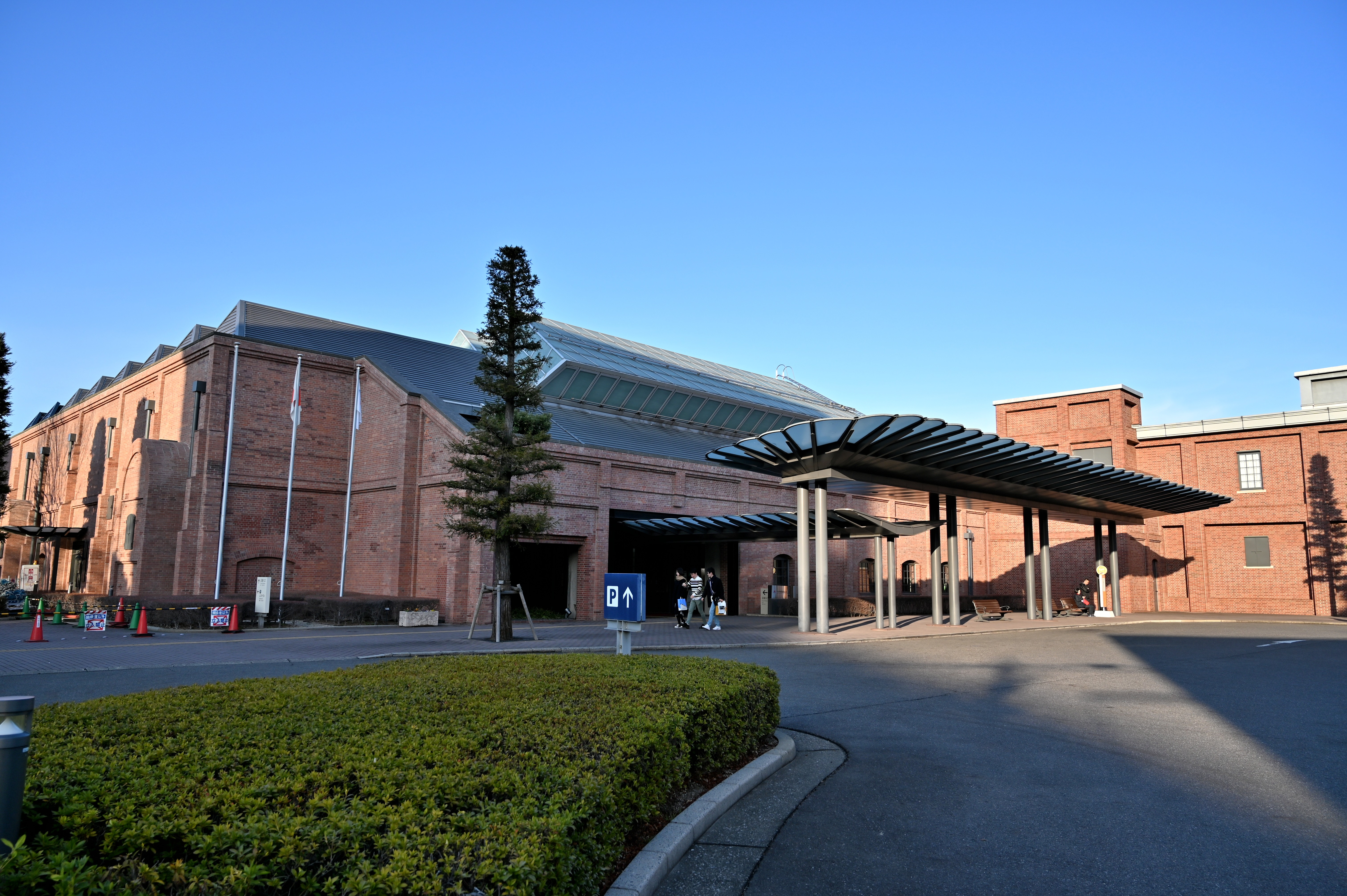
トヨタ産業技術記念館
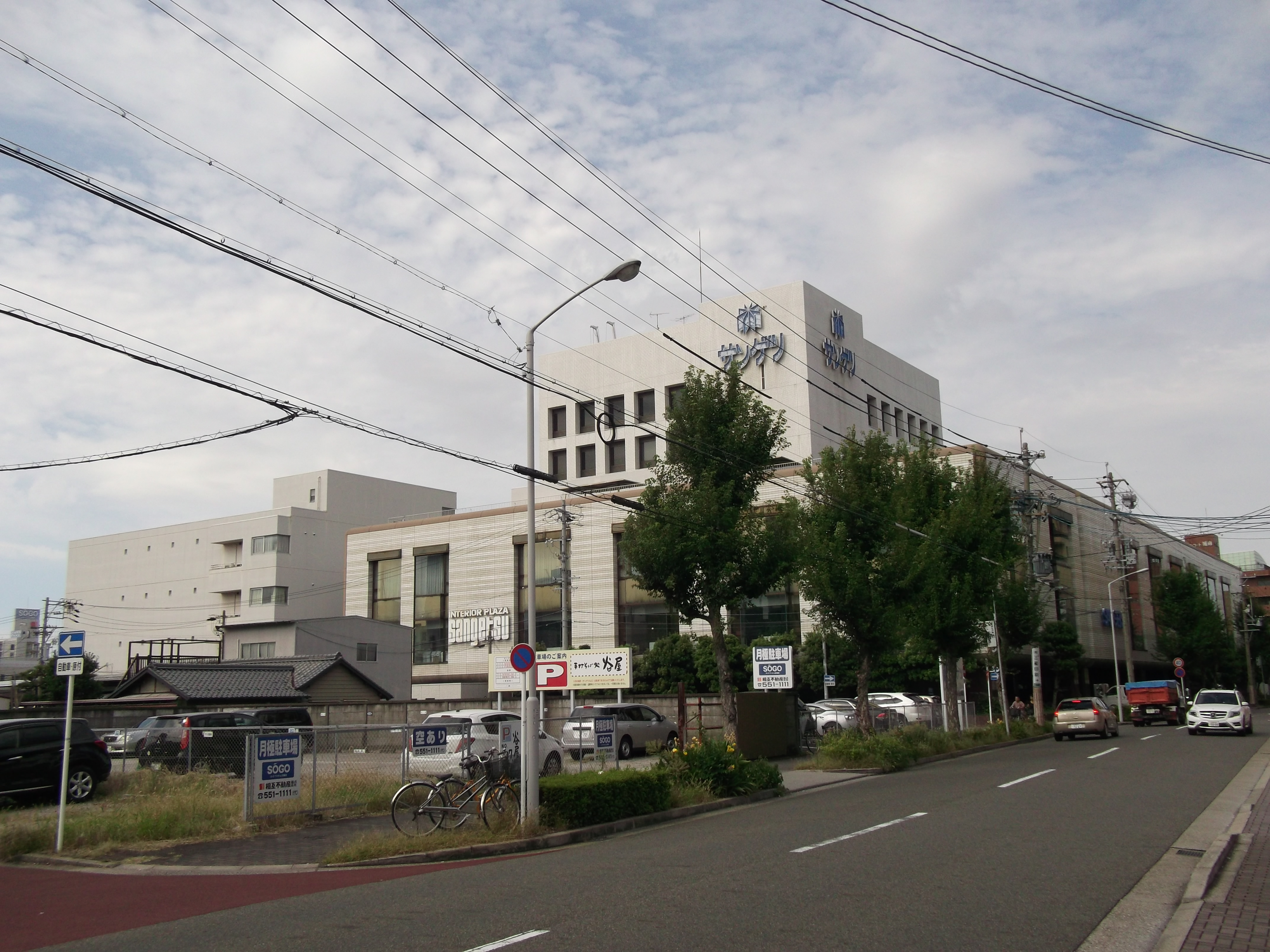
サンゲツ本社
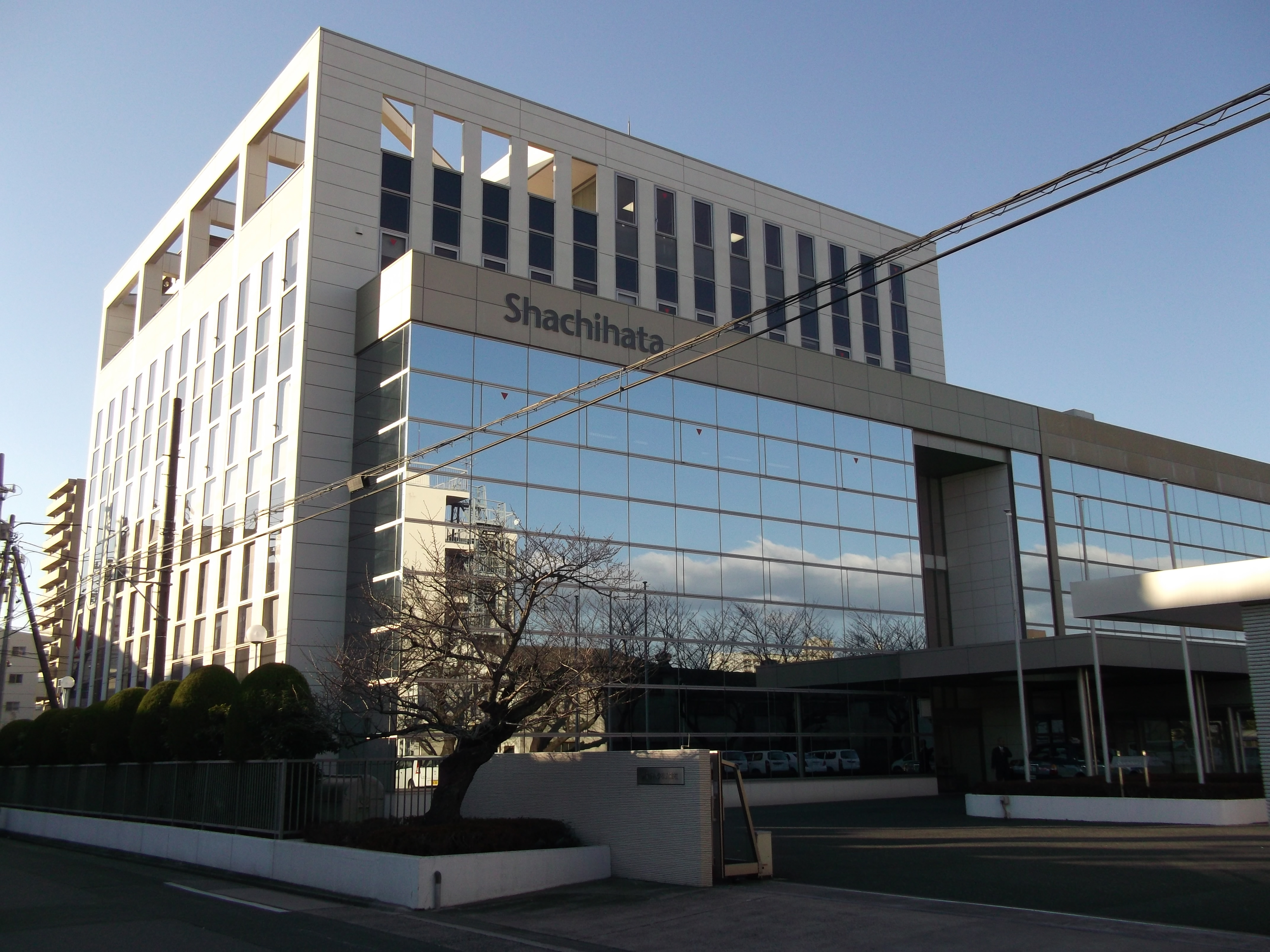
シヤチハタ本部･名古屋工場
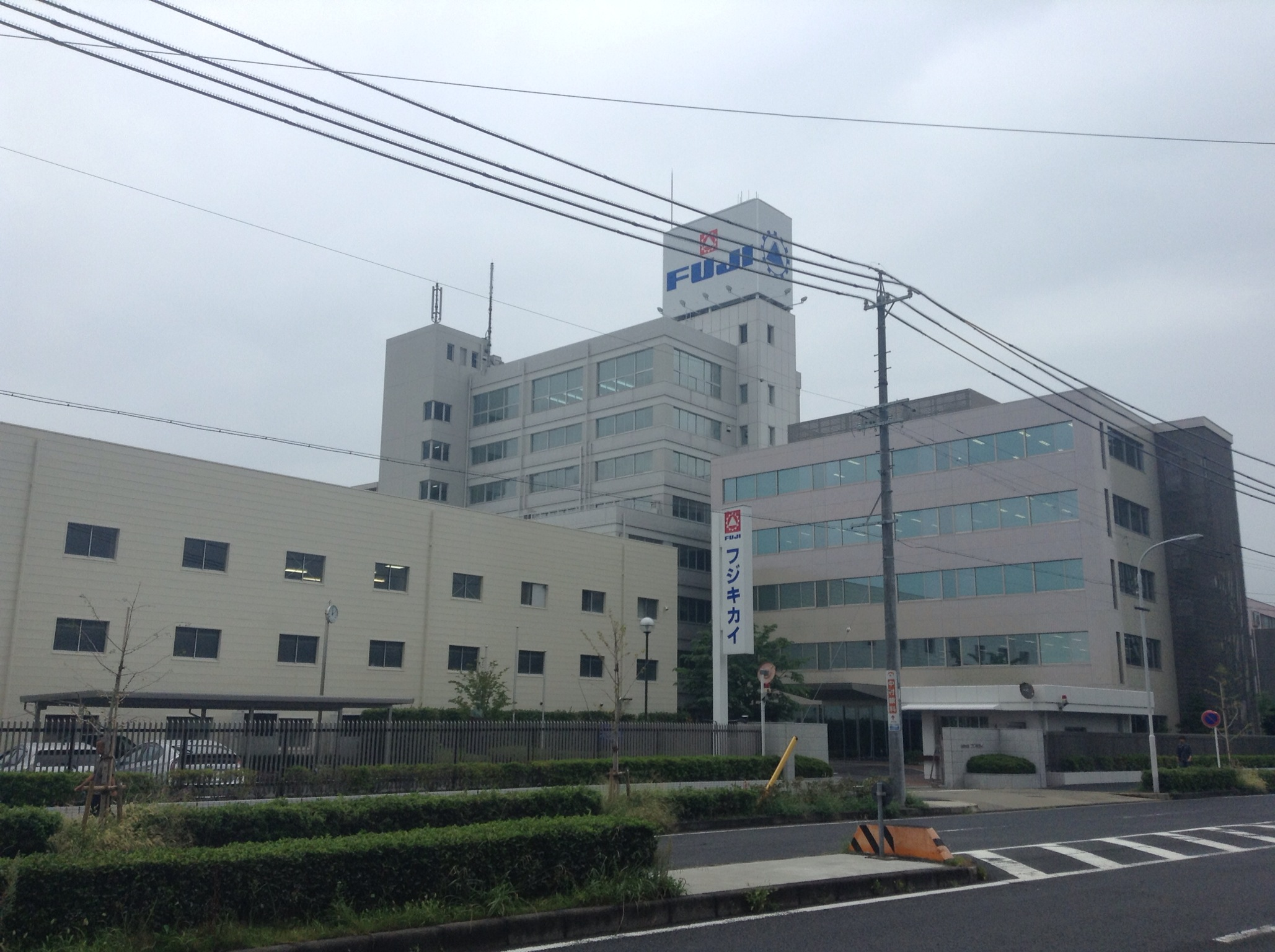
フジキカイ本社
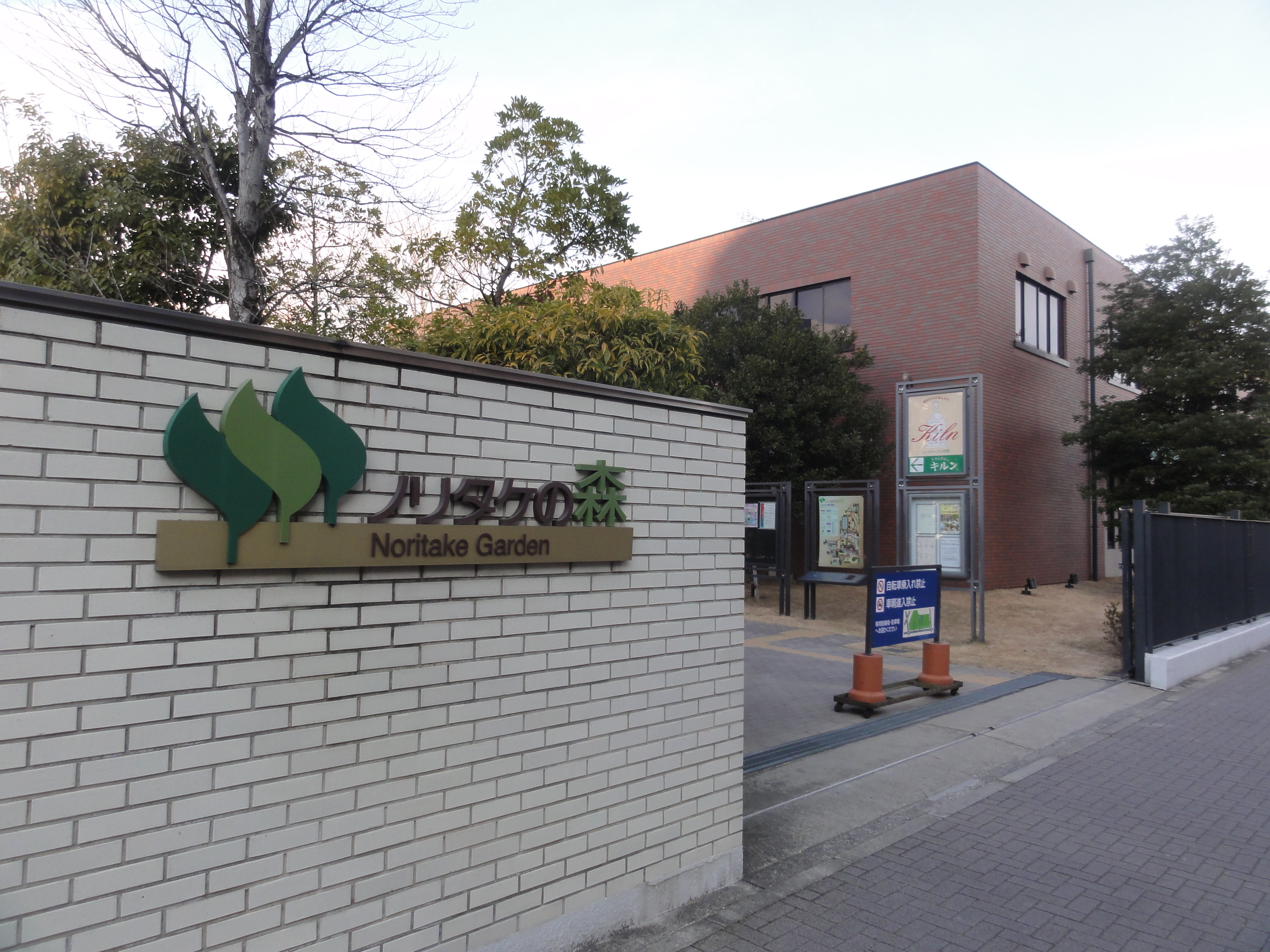
ノリタケの森
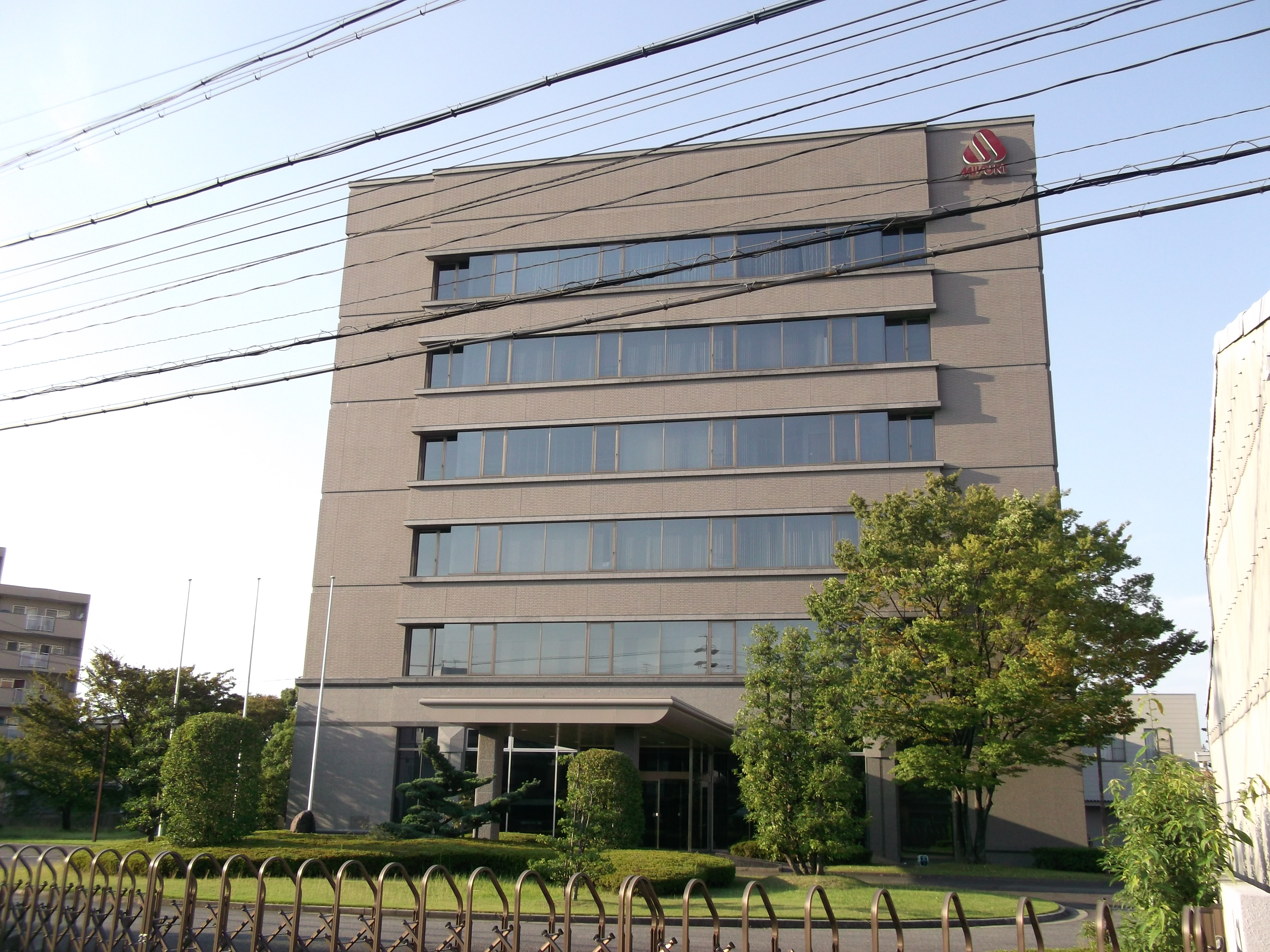
御幸毛織本社
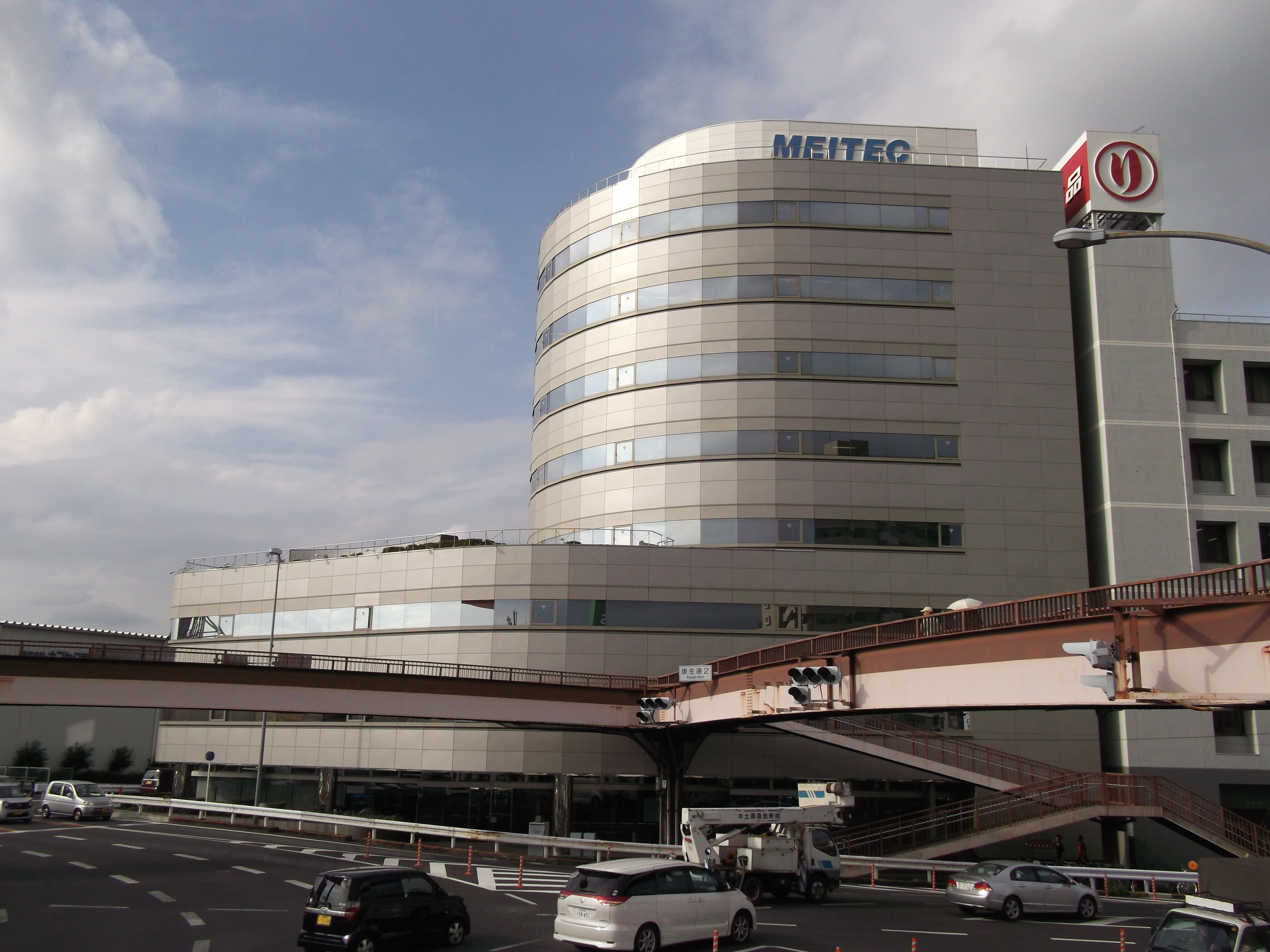
メイテック名古屋本社 テクノセンター

### 第三次産業

#### 商業
区南部の明道町（新道・幅下）には国内最大級の駄菓子・玩具の問屋街があり、製菓会社も多数存在する。西区に本社を置く主な製菓会社に、名糖産業、春日井製菓、丸川製菓、カクダイ製菓、松山製菓、マコロン製菓、安部製菓、共親製菓、加藤製菓がある。
パチンコ発祥の地であり、浄心には2010年まで正村ゲージを生み出した「マサムラ」という日本最初のパチンコ店があった。他に愛知県内を中心に展開する弁当販売チェーンのベントマンの本社が存在する。
- 安部製菓本社
- カクダイ製菓本社
- 春日井製菓本社
- 共親製菓本社
- マコロン製菓本社
- 松山製菓本社
- 丸川製菓本社
- 名糖産業本社

主な繁華街
- 名駅
- 浄心
- 上小田井
- 円頓寺
- 押切

主な商業施設
- アオキスーパー上名古屋店
- アクロスキューブ

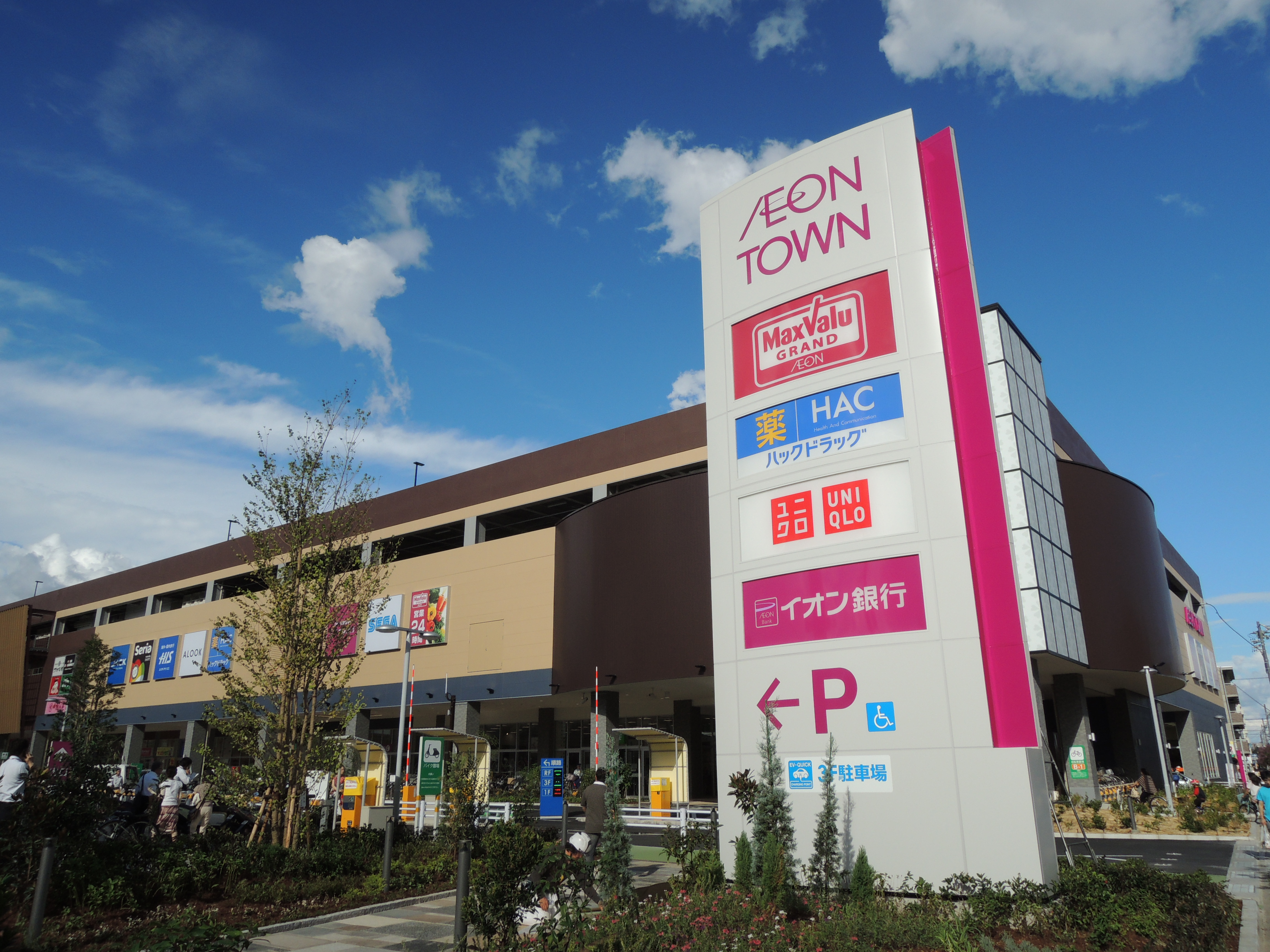
イオンタウン名西
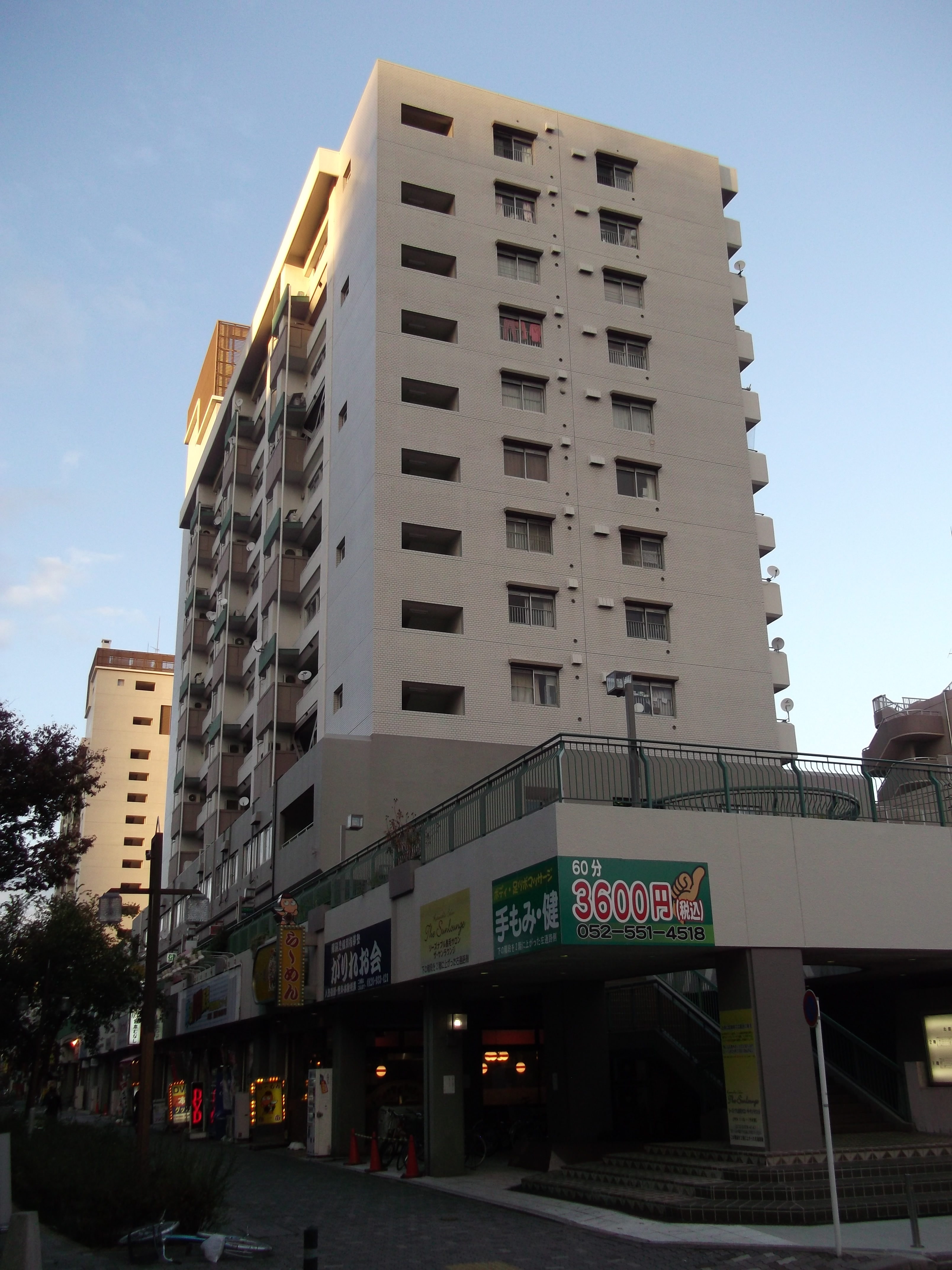
那古野ビル

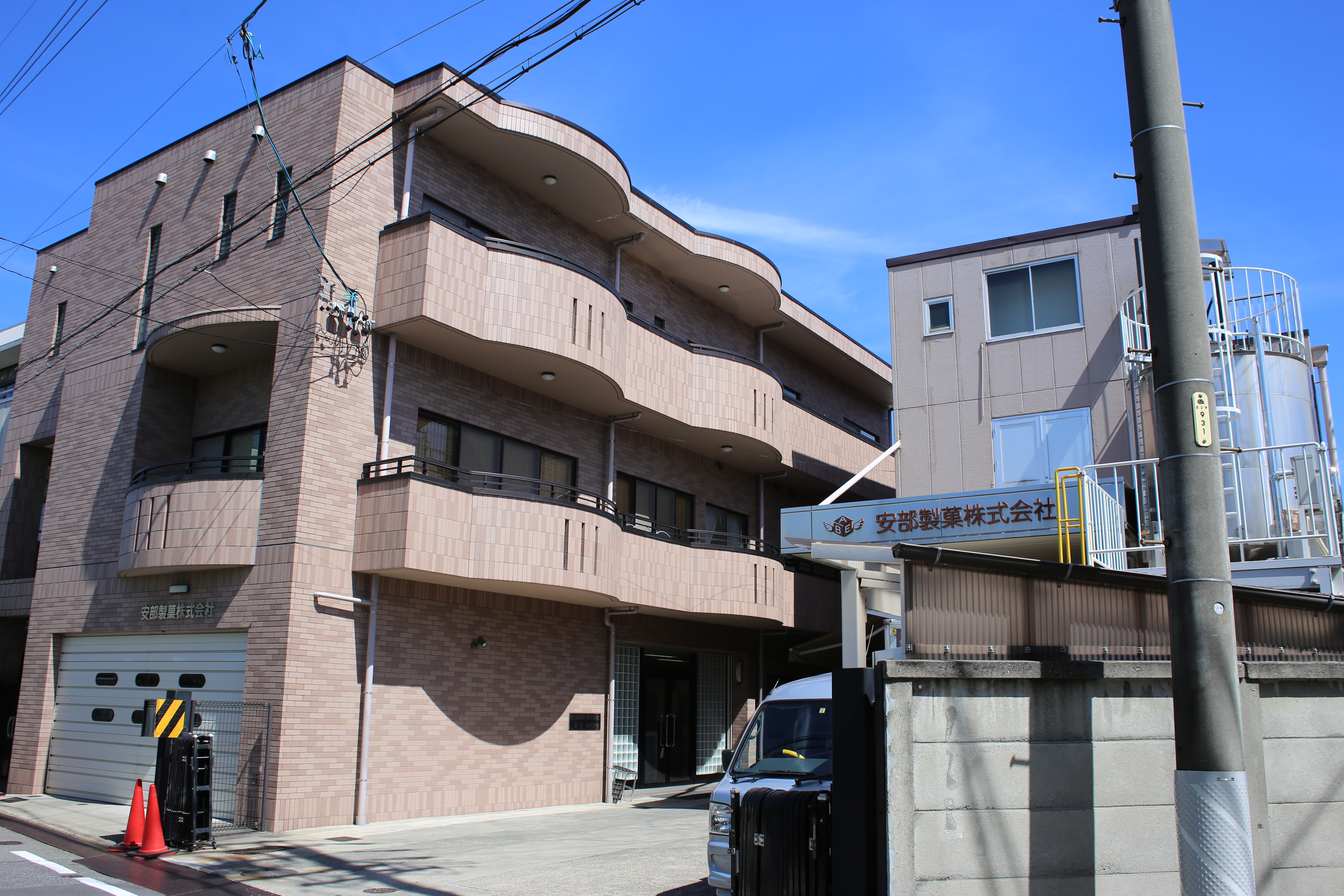
安部製菓本社
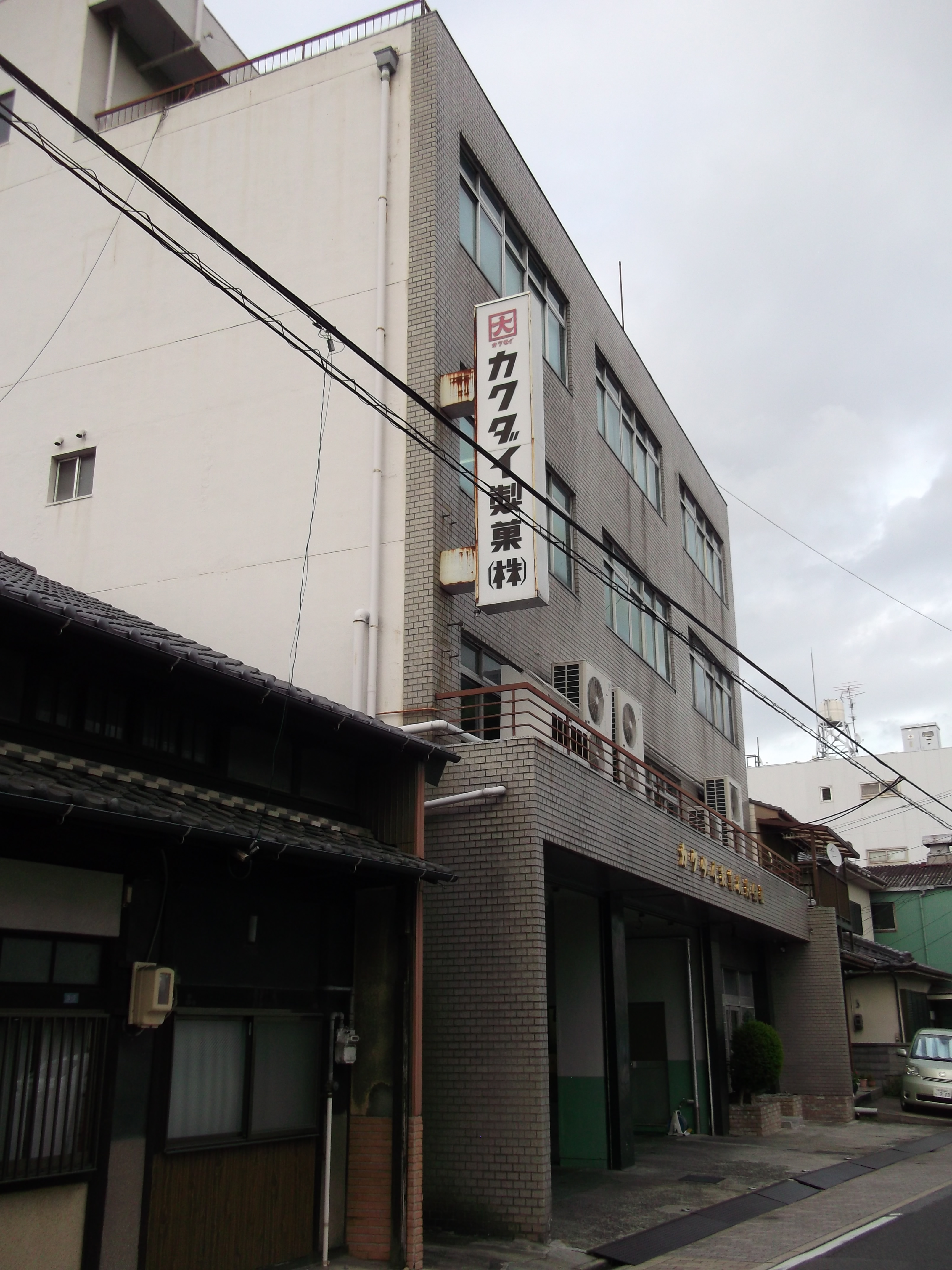
カクダイ製菓本社
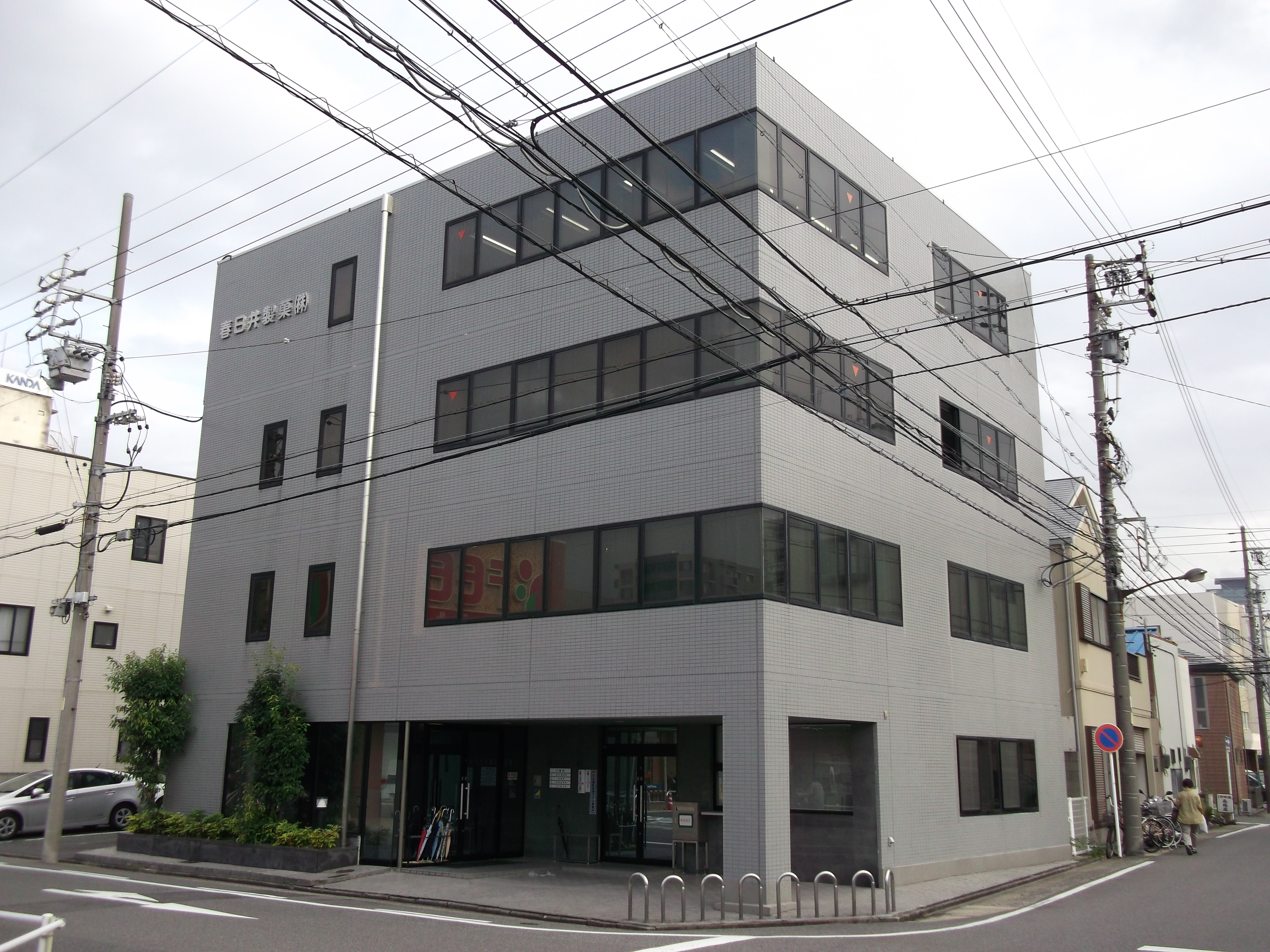
春日井製菓本社
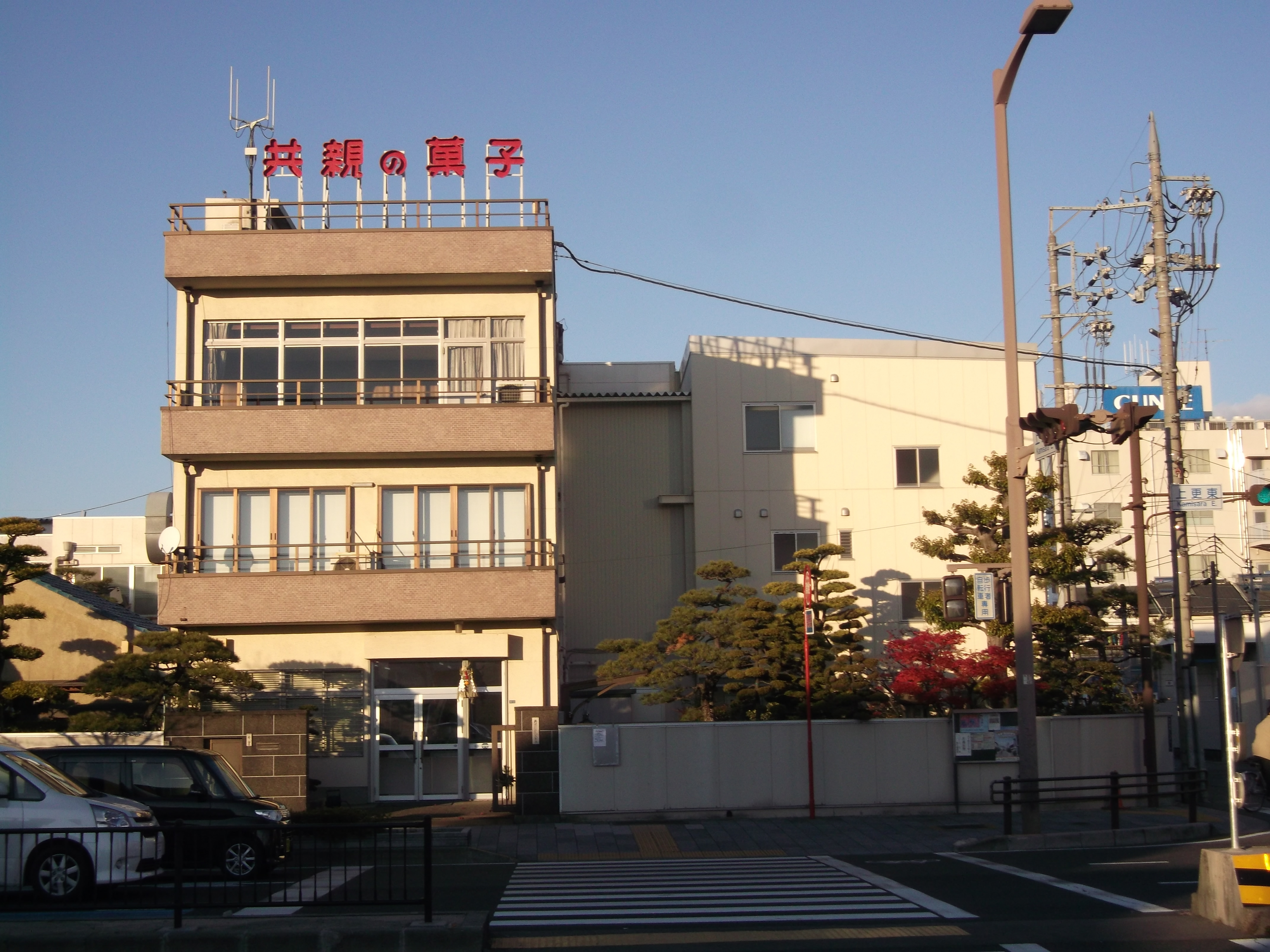
共親製菓本社
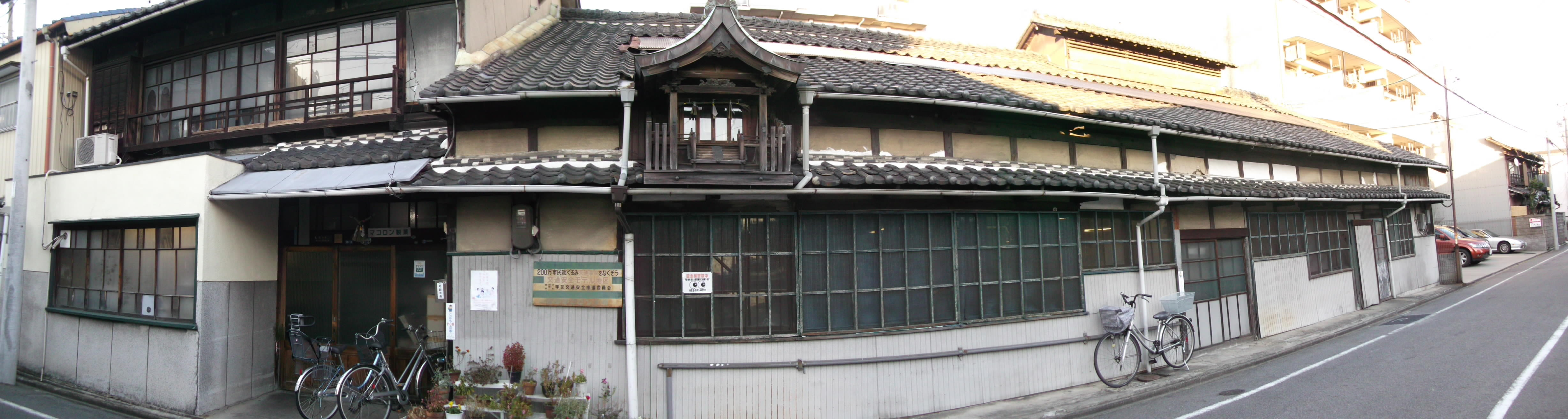
マコロン製菓本社
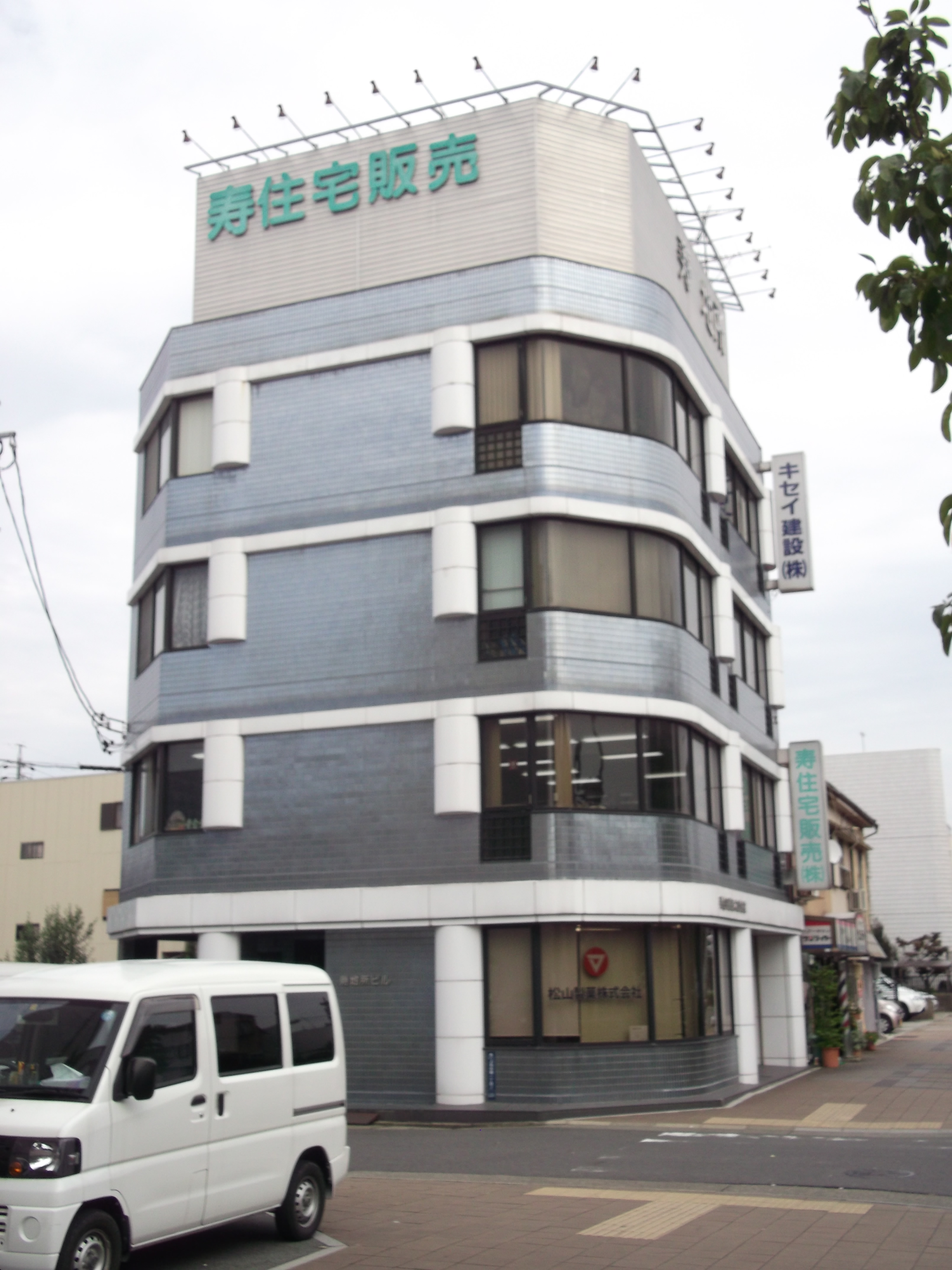
松山製菓本社
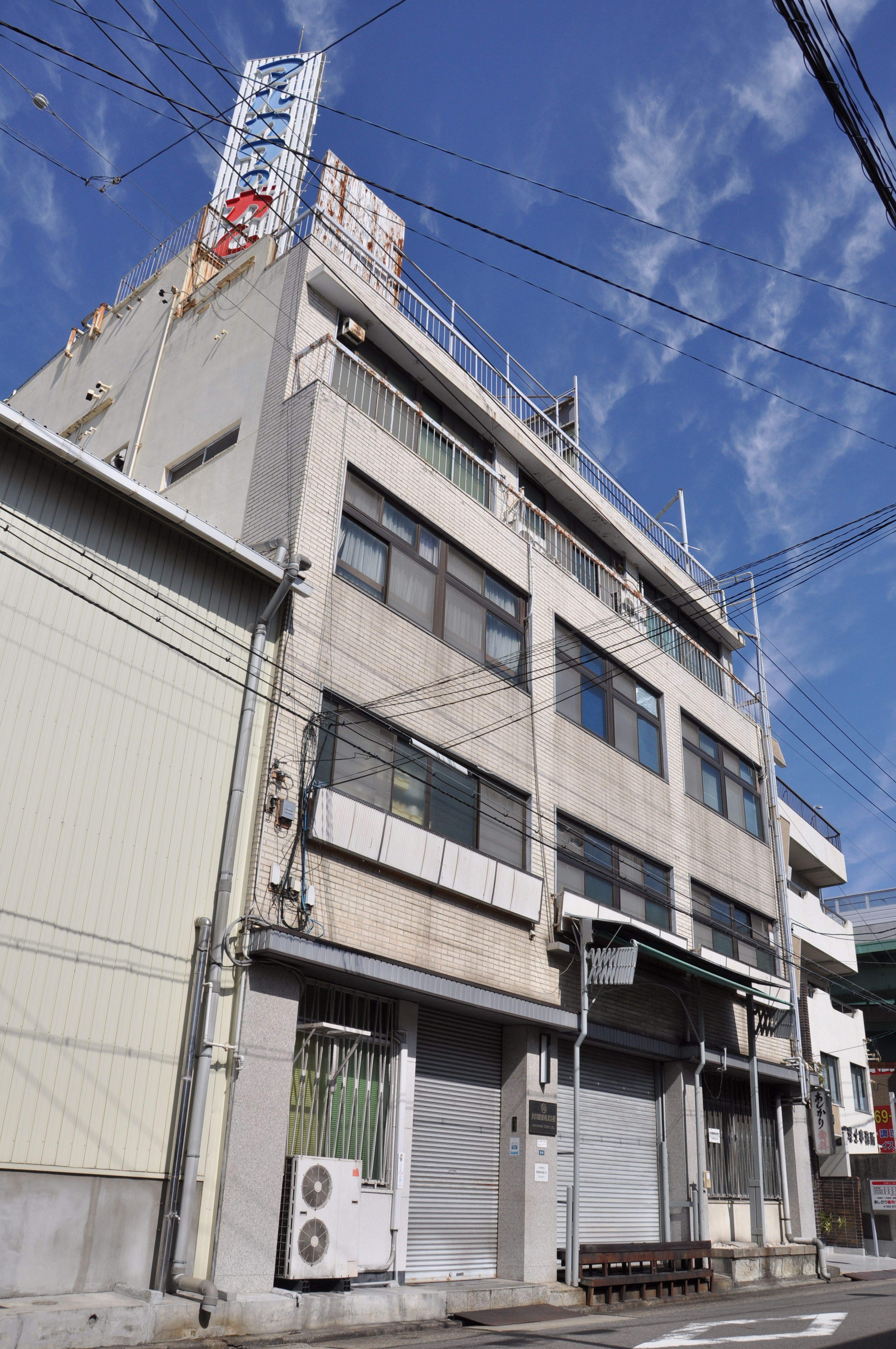
丸川製菓本社
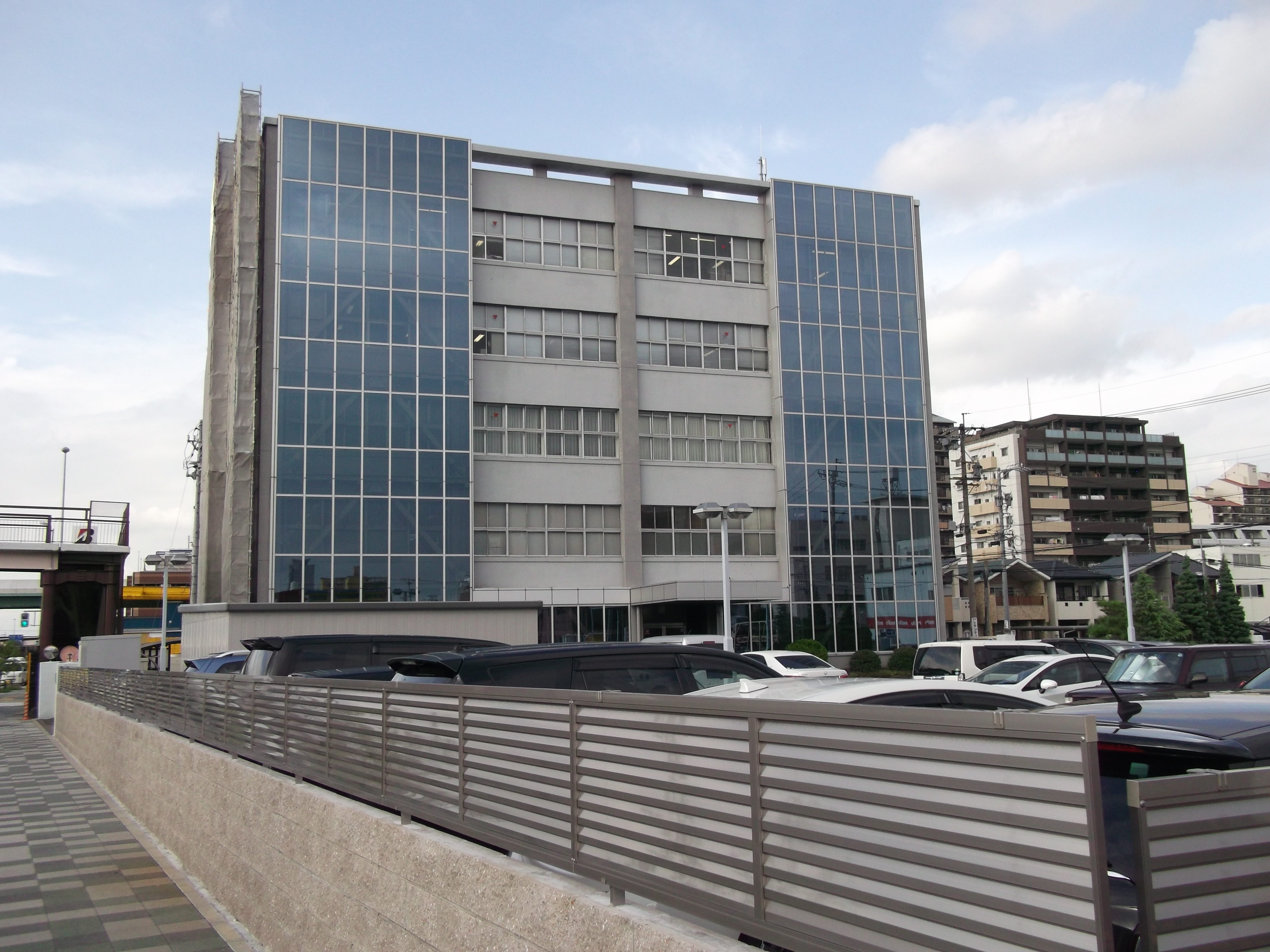
名糖産業本社

- フィール栄生店･花の木店・ファミリーテーブル
- 平和堂中小田井店
- ミユキモール
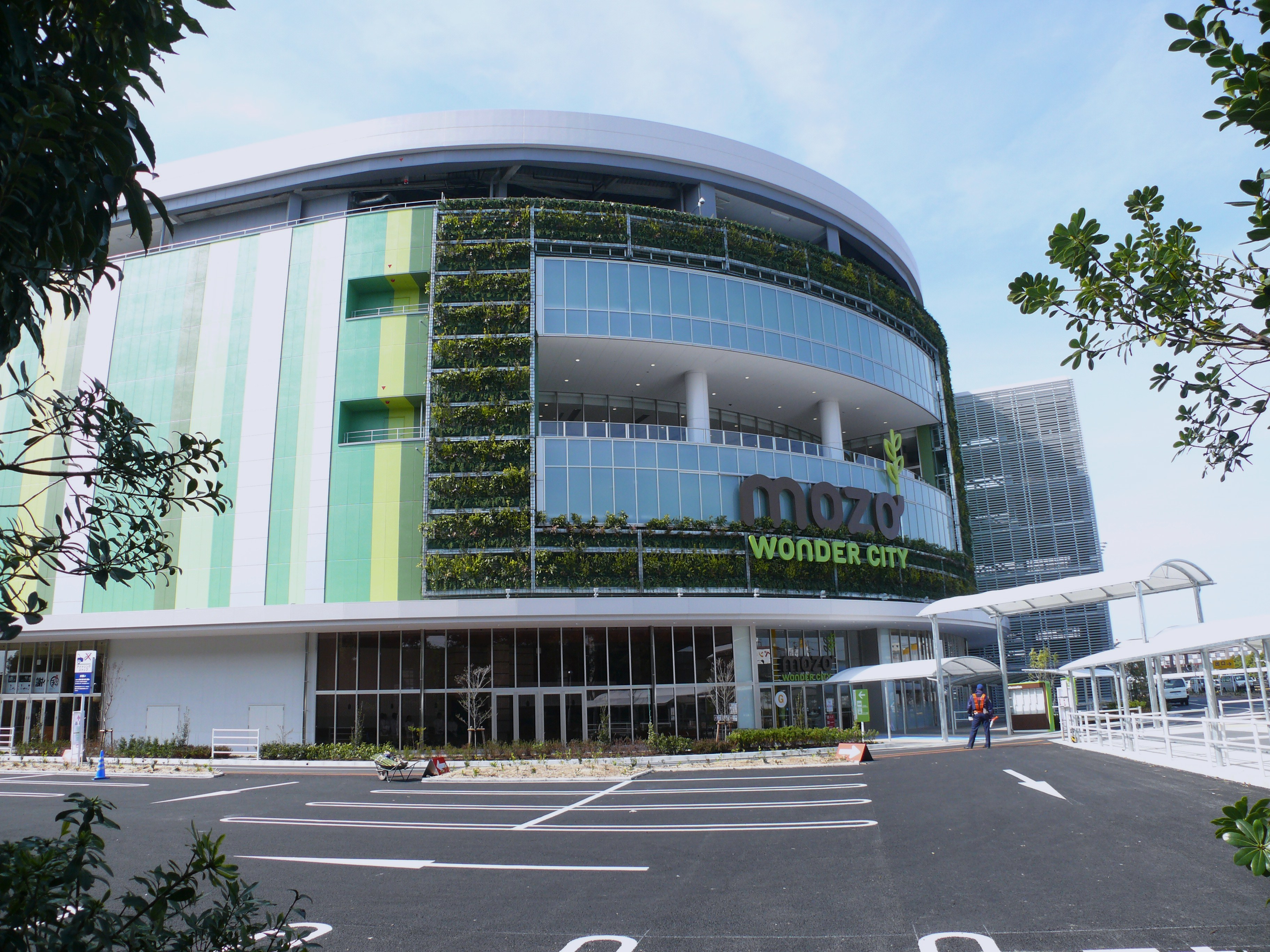
mozoワンダーシティ
- ヨシヅヤ名古屋名西店
- ヤマナカ小田井店
- バロー堀越店・中小田井店

- イオンタウン名西
- 那古野ビル 南館
- mozoワンダーシティ

## 情報・生活

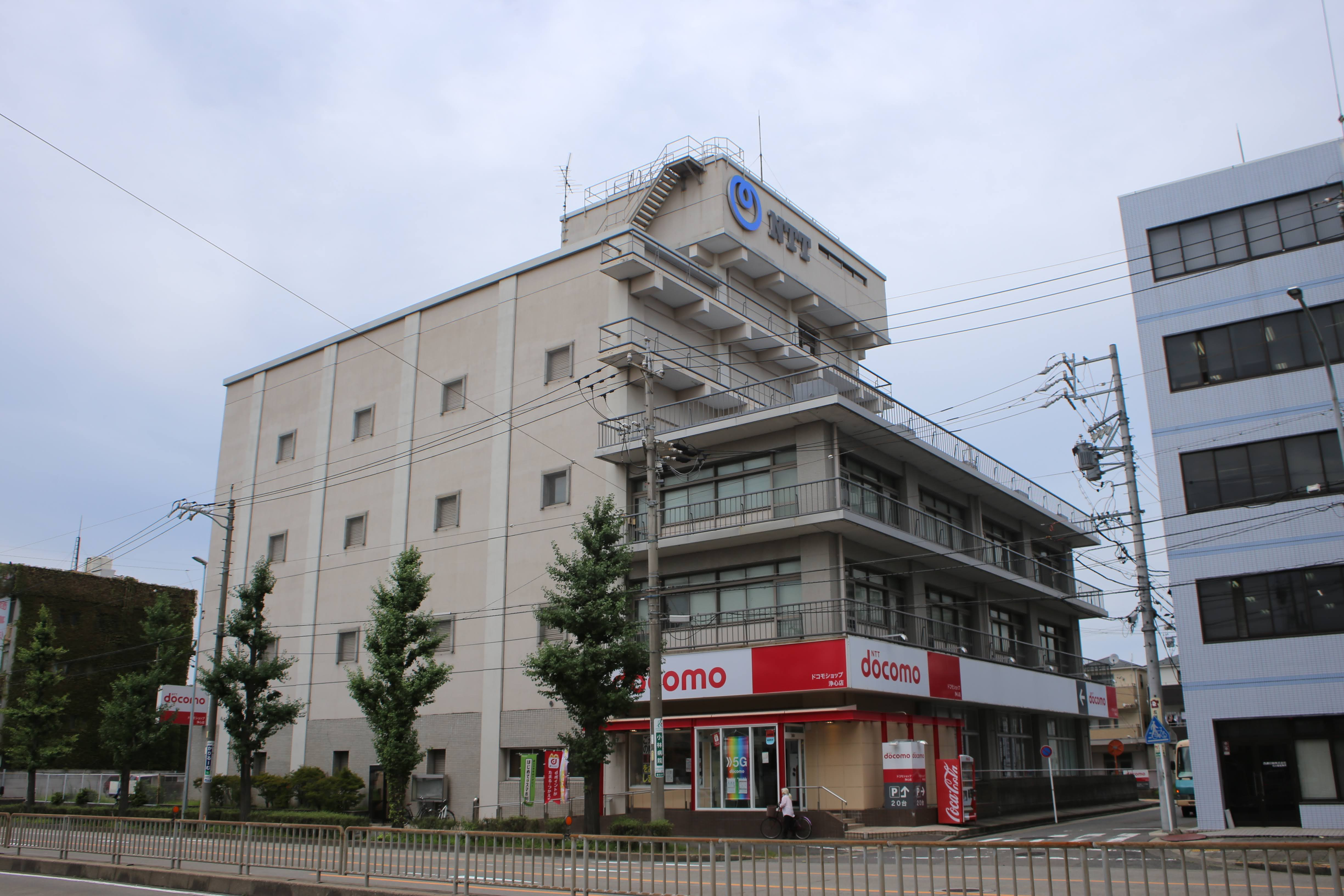
NTT浄心ビル

### ライフライン

#### 電力
- 中部電力パワーグリッド 菊井変電所

#### ガス
- 東邦ガス サービスショップ（瀬古住設機器）

#### 上下水道
- 名古屋市上下水道局 北部管路事務所工務係

#### 電信
- NTT西日本
  - NTT浄心ビル

## 教育

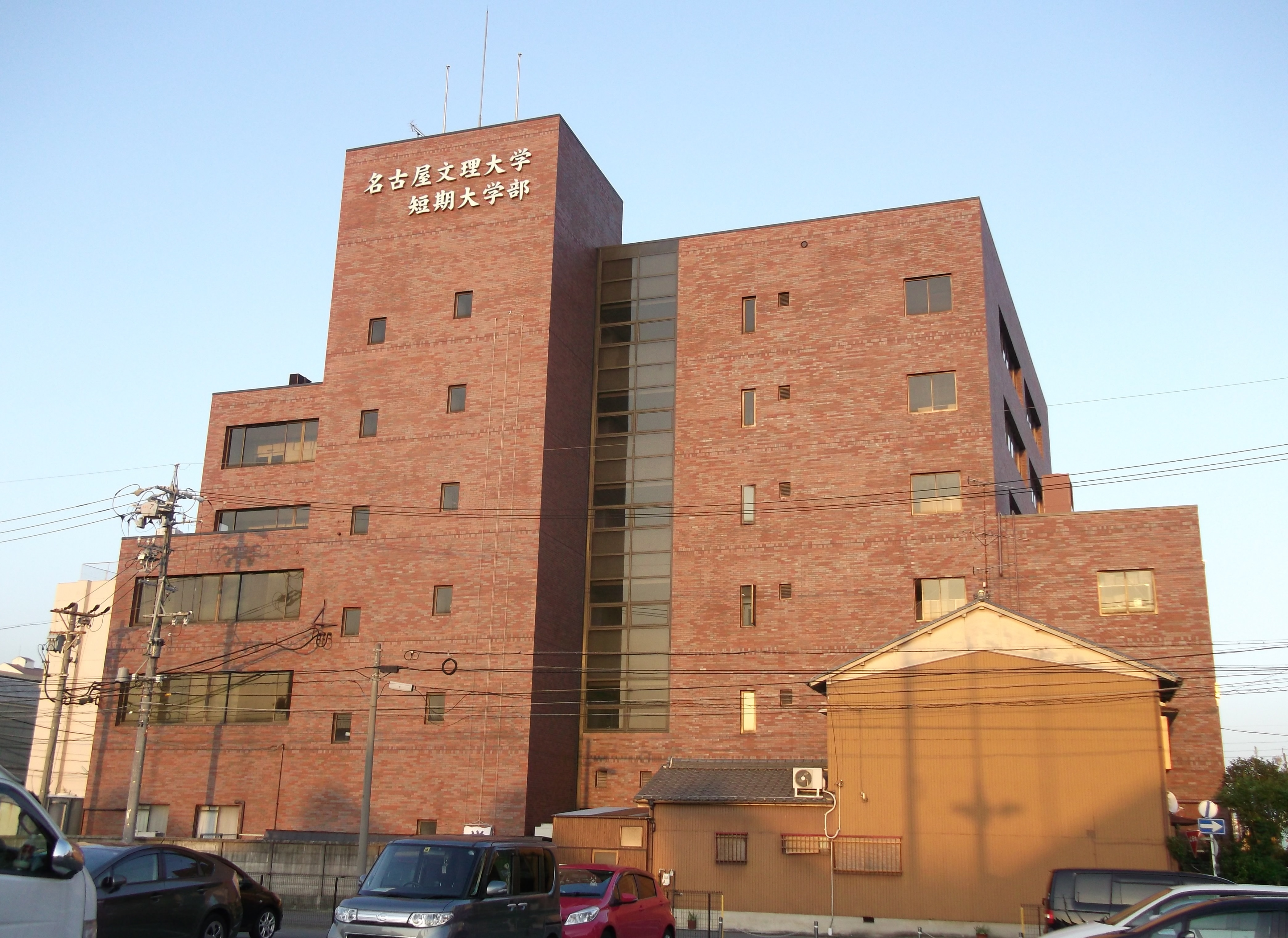
名古屋文理大学

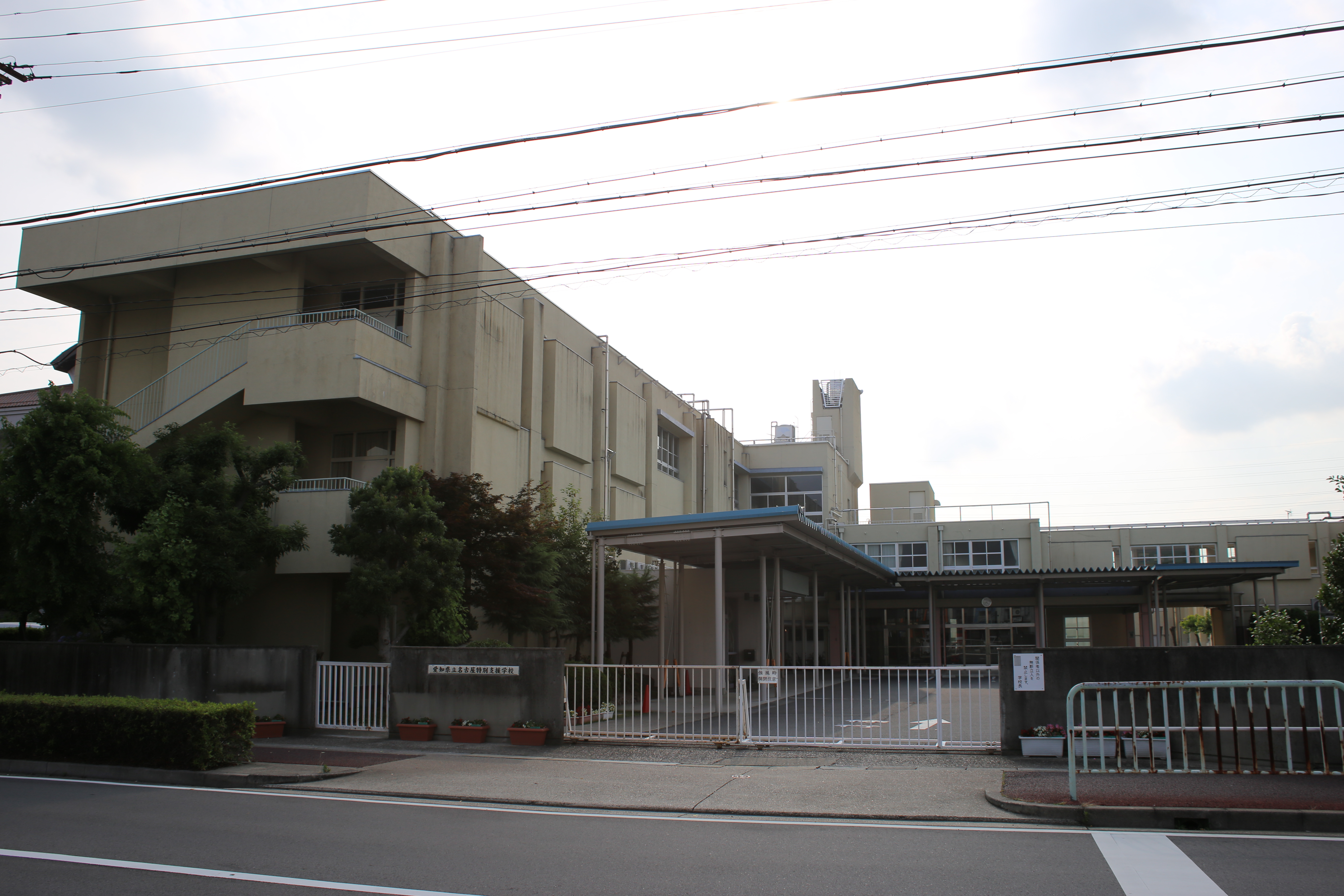
愛知県立名古屋特別支援学校

### 大学
私立
- 名古屋文理大学 名古屋キャンパス（名古屋文理大学短期大学部）

### 専門学校

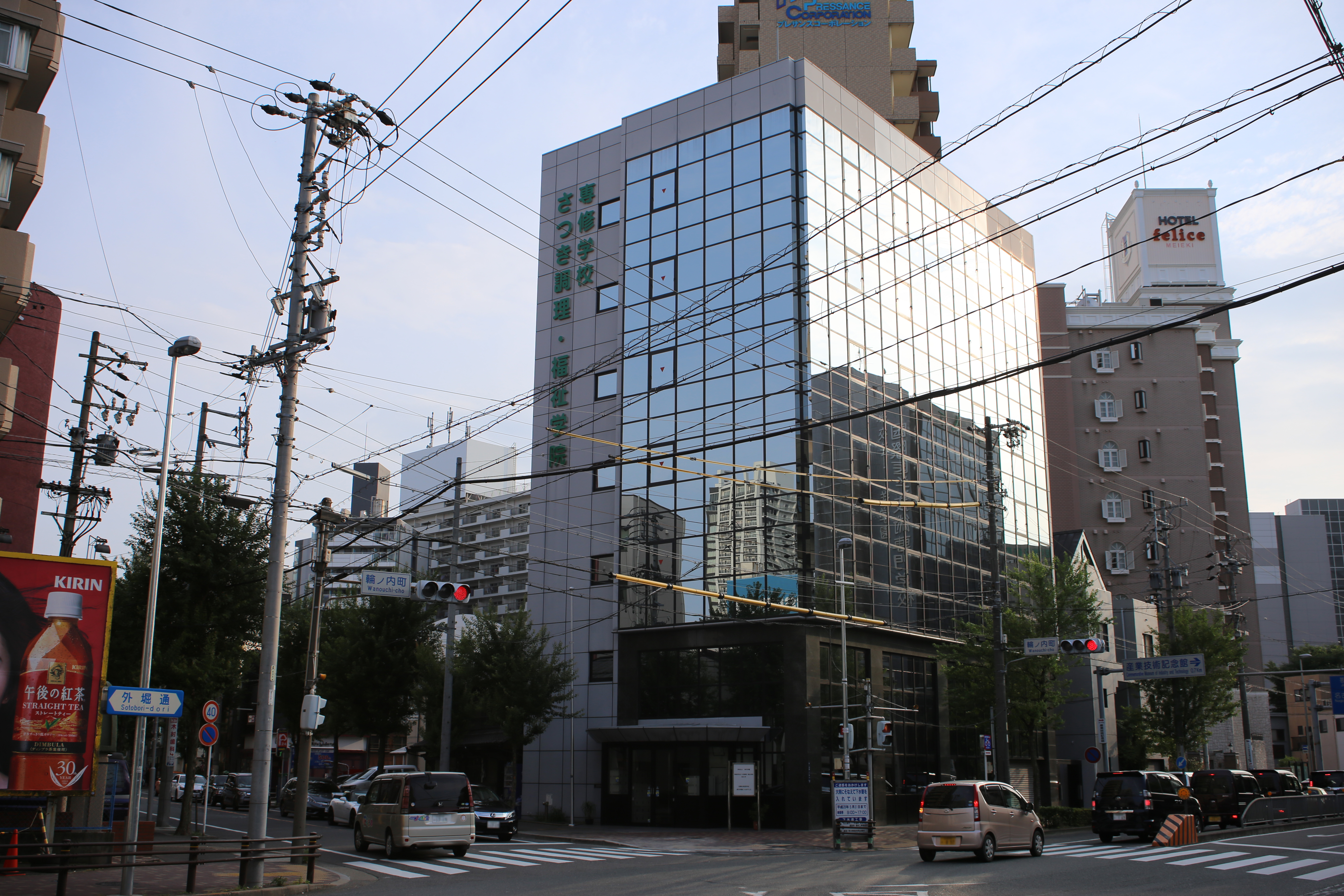
さつき調理・福祉学院専修学校
- 名古屋医療秘書福祉専門学校
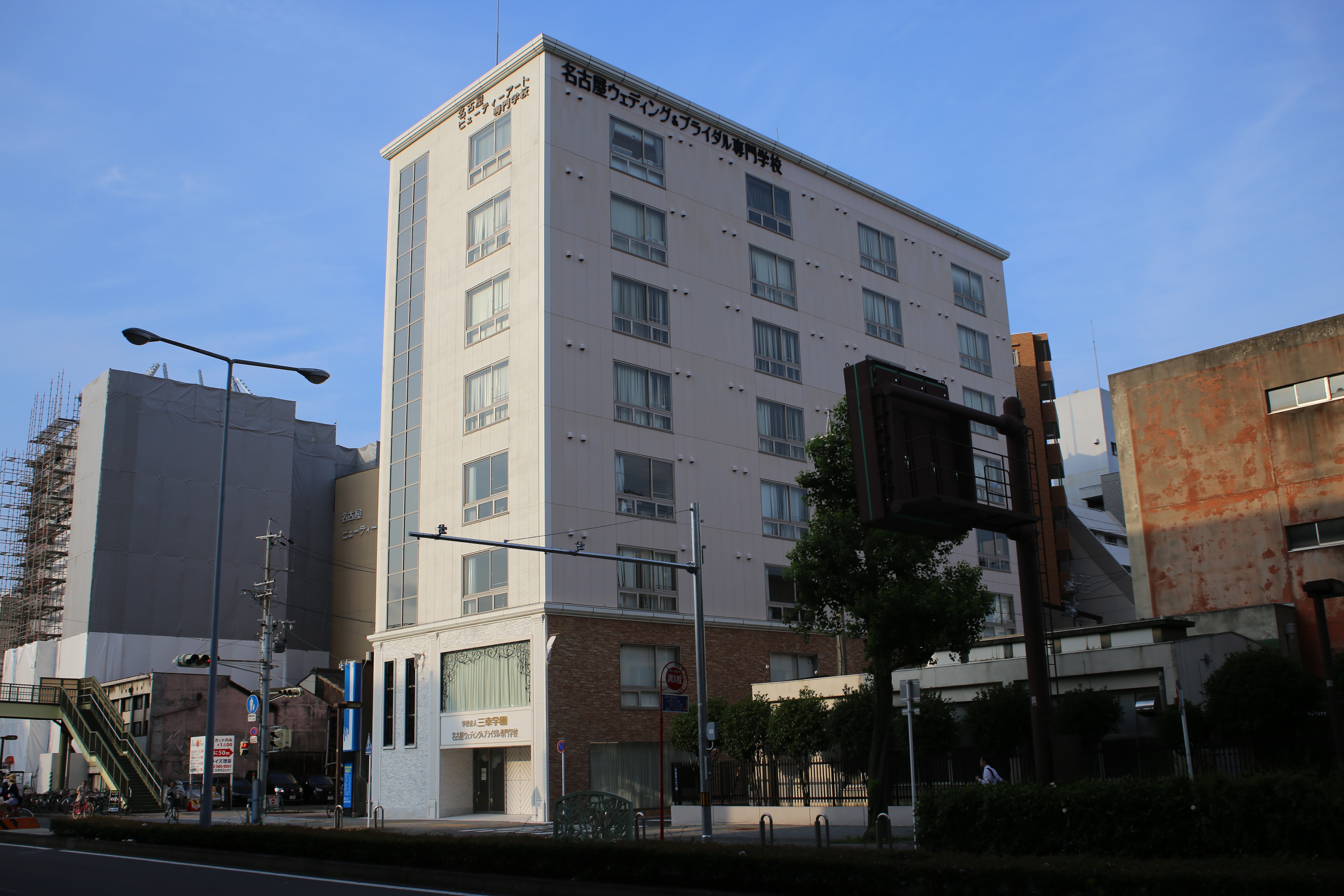
名古屋ウェディング＆ブライダル専門学校
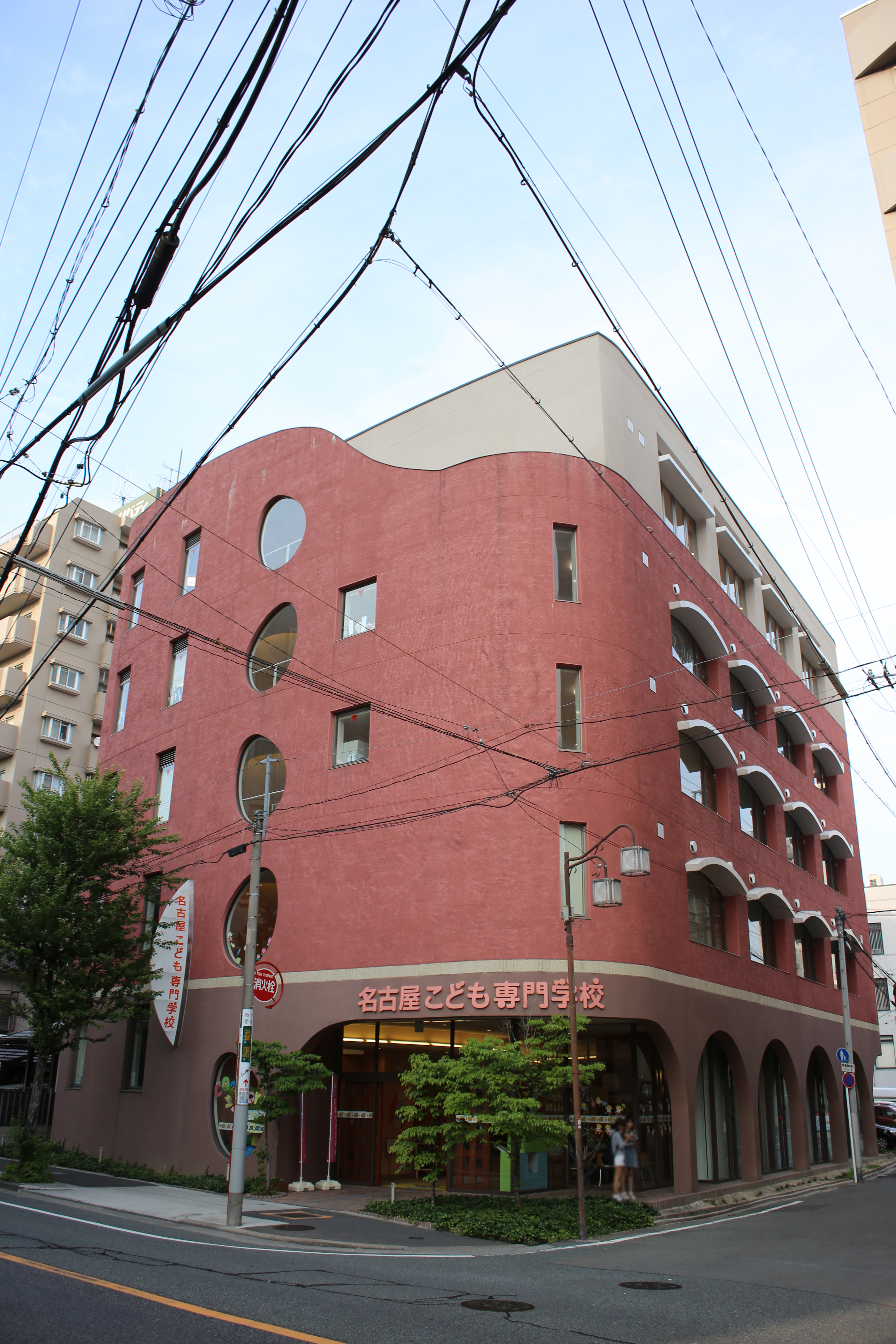
名古屋こども専門学校
- 名古屋歯科医療専門学校
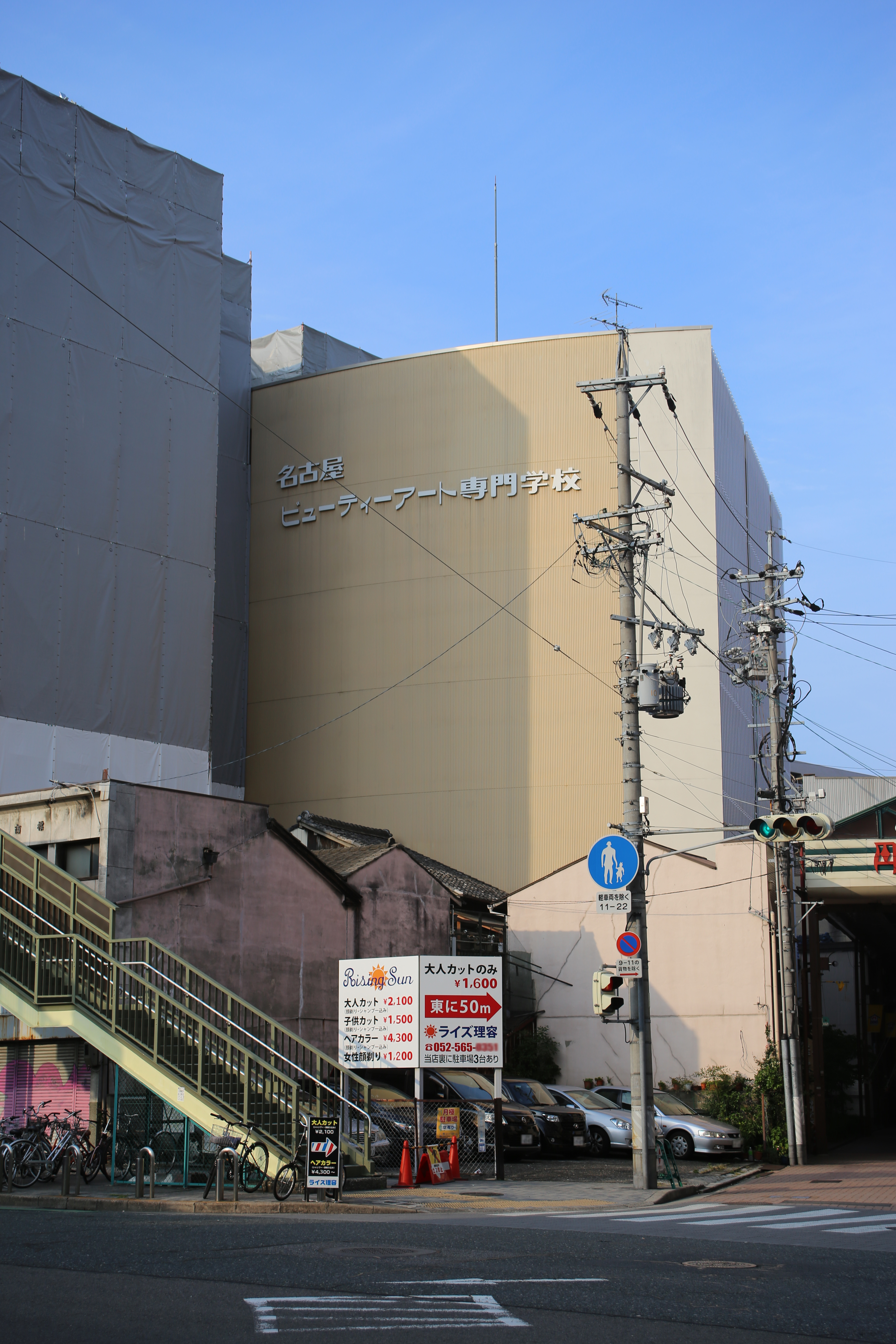
名古屋ビューティアート専門学校
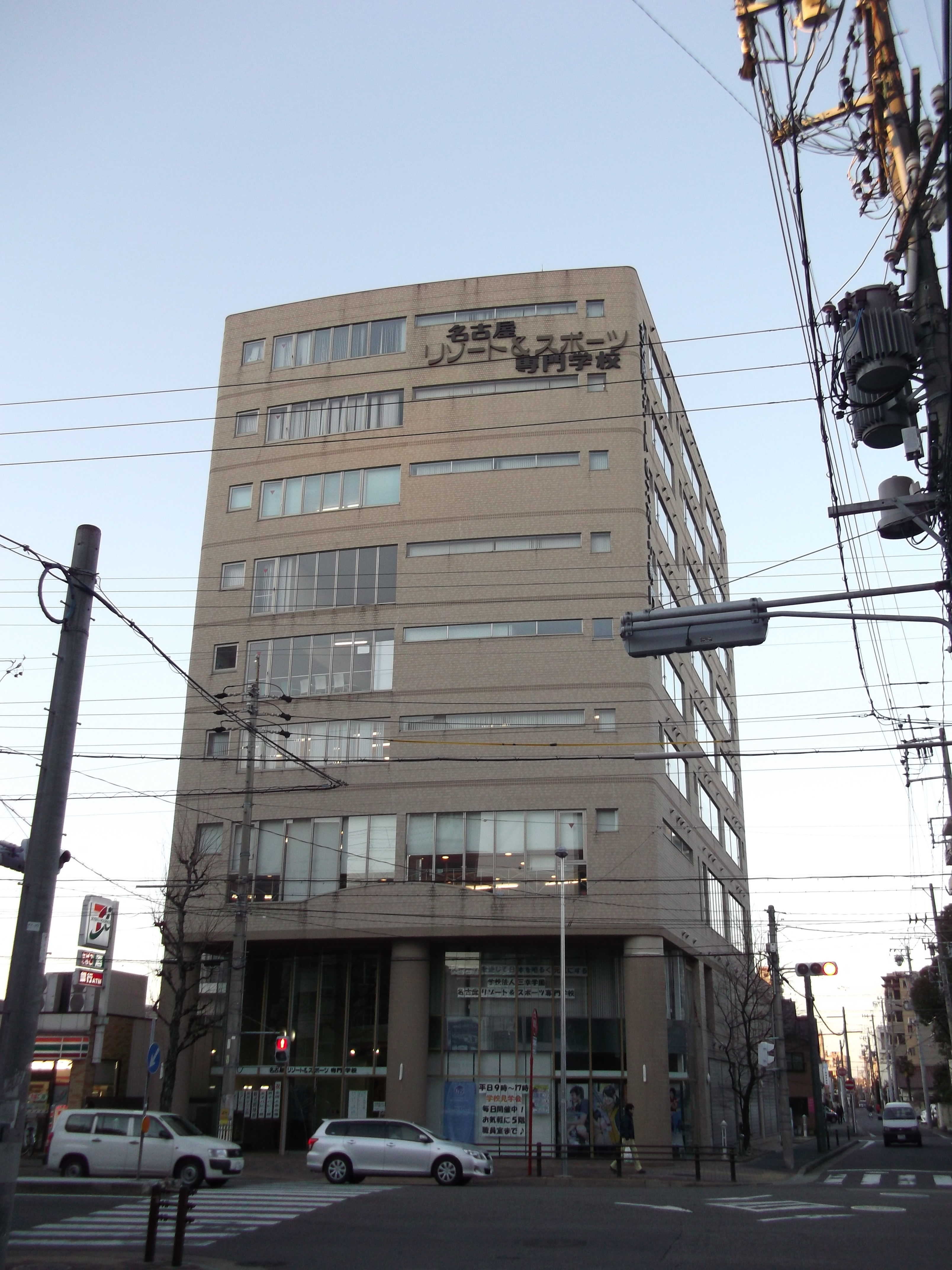
名古屋リゾーツ＆スポーツ専門学校

- さつき調理・福祉学院専修学校
- 名古屋ウェディング＆ブライダル専門学校
- 名古屋こども専門学校
- 名古屋ビューティアート専門学校
- 名古屋リゾーツ＆スポーツ専門学校

### 高等学校
県立
- 愛知県立名古屋西高等学校

市立
- 名古屋市立山田高等学校
- 名古屋市立西陵高等学校（旧名：名古屋市立西陵商業高等学校）

私立
- 啓明学館高等学校（旧名：愛知女子高等学校）
- 飛鳥未来高等学校 名古屋キャンパス

### 中学校
市立
- 名古屋市立浄心中学校
- 名古屋市立菊井中学校
- 名古屋市立名塚中学校
- 名古屋市立天神山中学校
- 名古屋市立山田中学校
- 名古屋市立山田東中学校
- 名古屋市立平田中学校

### 小学校
市立
- 名古屋市立稲生小学校
- 名古屋市立浮野小学校
- 名古屋市立榎小学校
- 名古屋市立大野木小学校
- 名古屋市立上名古屋小学校
- 名古屋市立児玉小学校
- 名古屋市立栄生小学校
- 名古屋市立城西小学校
- 名古屋市立庄内小学校
- 名古屋市立中小田井小学校
- 名古屋市立なごや小学校
- 名古屋市立比良小学校
- 名古屋市立平田小学校
- 名古屋市立比良西小学校
- 名古屋市立枇杷島小学校
- 名古屋市立南押切小学校
- 名古屋市立山田小学校

#### 廃校
小学校
- 名古屋市立江西小学校（2015年、名古屋市立なごや小学校として統合）
- 名古屋市立那古野小学校（2015年、名古屋市立なごや小学校として統合）
- 名古屋市立幅下小学校（2015年、名古屋市立なごや小学校として統合）

### 特別支援学校
県立
- 愛知県立名古屋特別支援学校

### その他の学校
自動車学校
- CBC自動車学校
- 中京自動車学校
- 庄内橋自動車学校

職業能力開発校
- 愛知県菓子技術専門校
- 愛知県板金技能専門校

## 交通

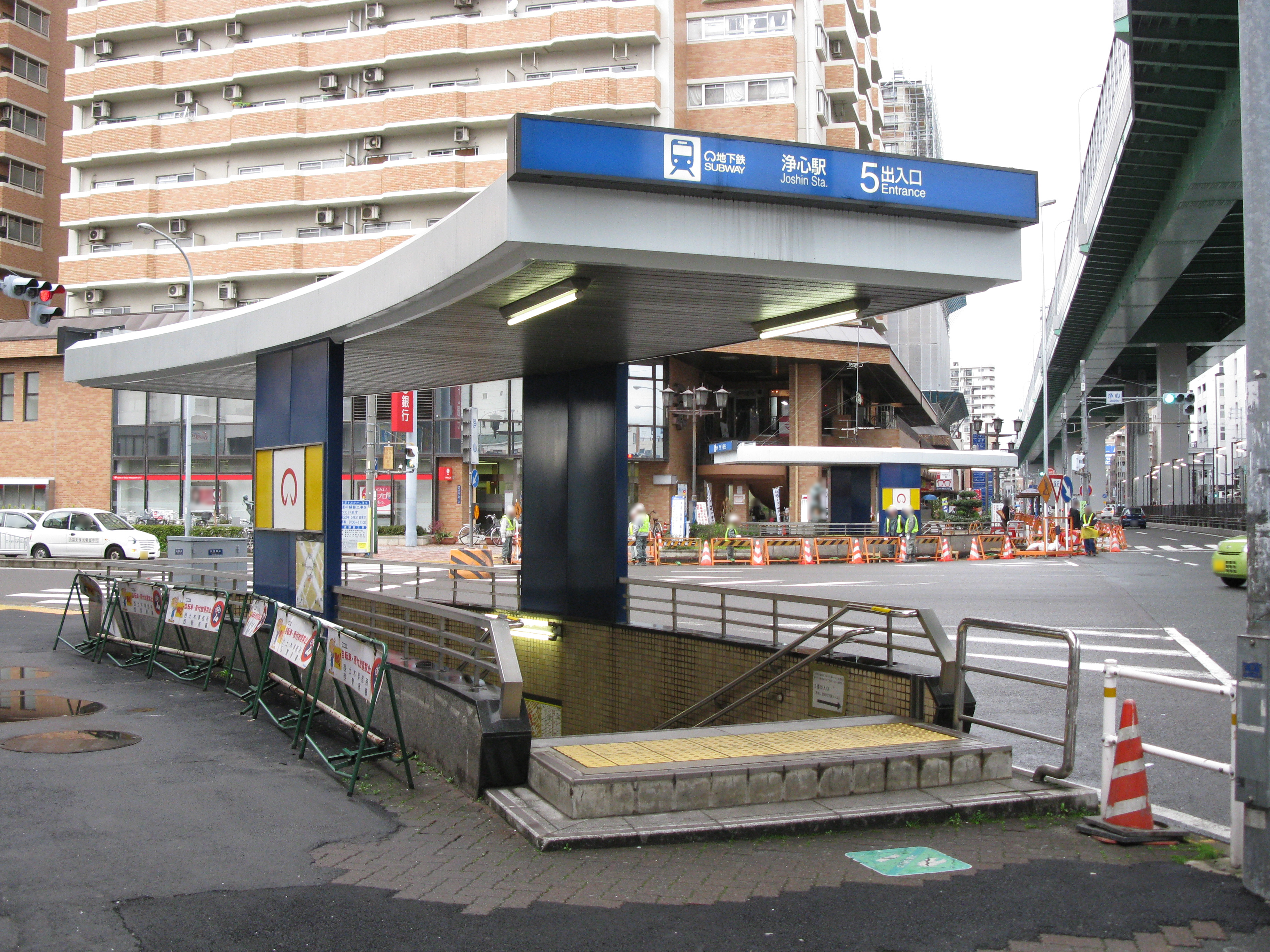
浄心駅

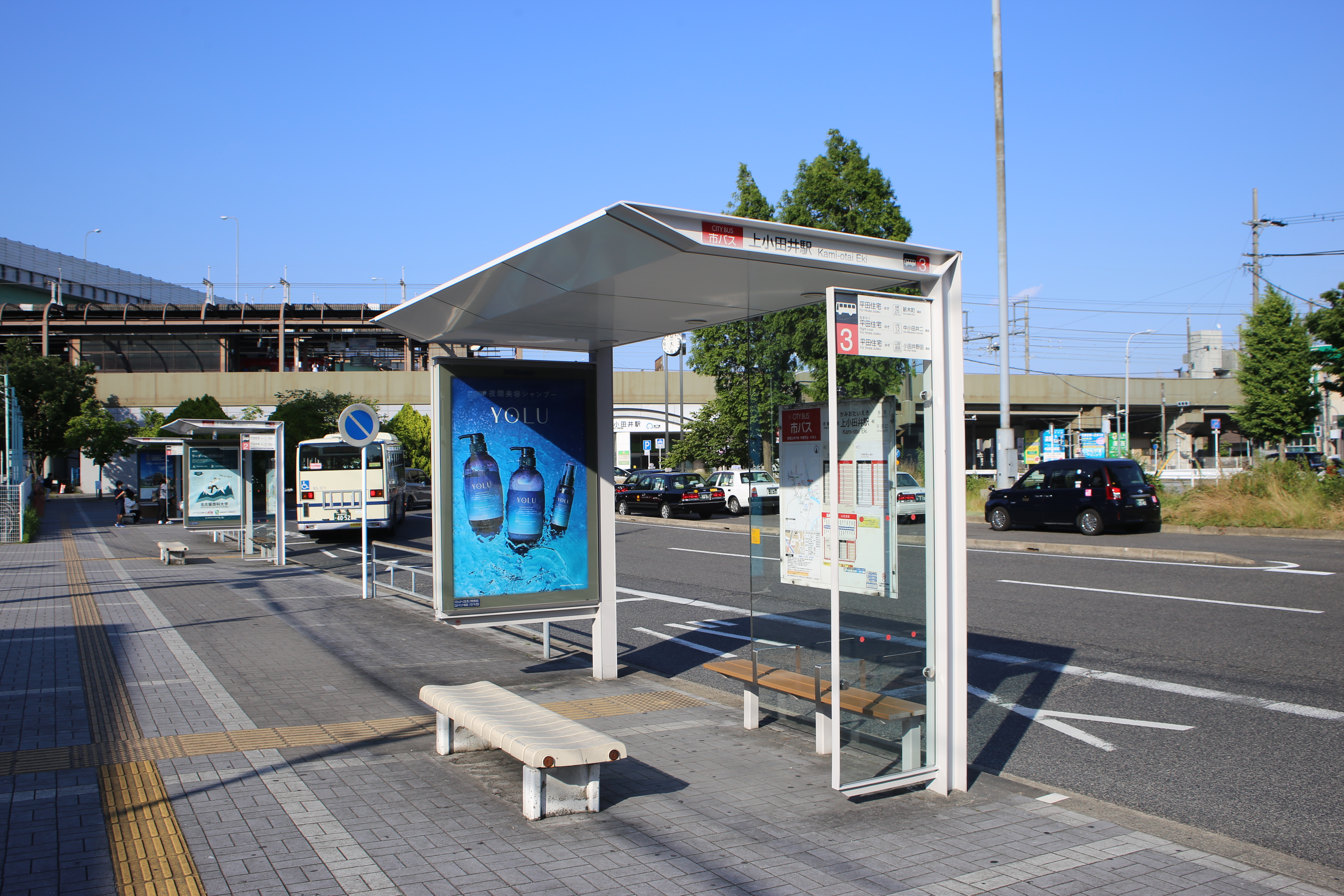
上小田井駅と上小田井交通広場

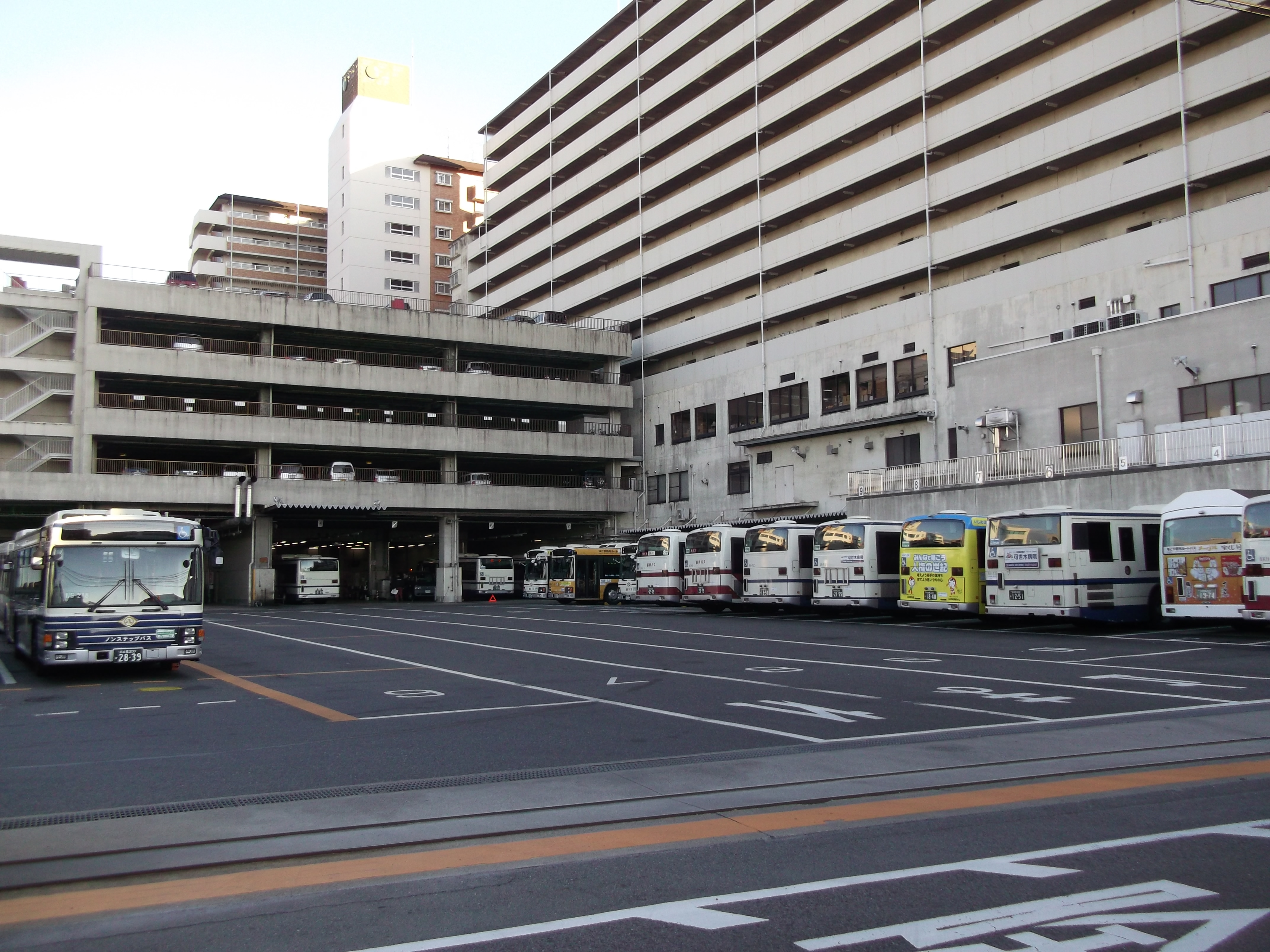
名古屋市営バス浄心営業所

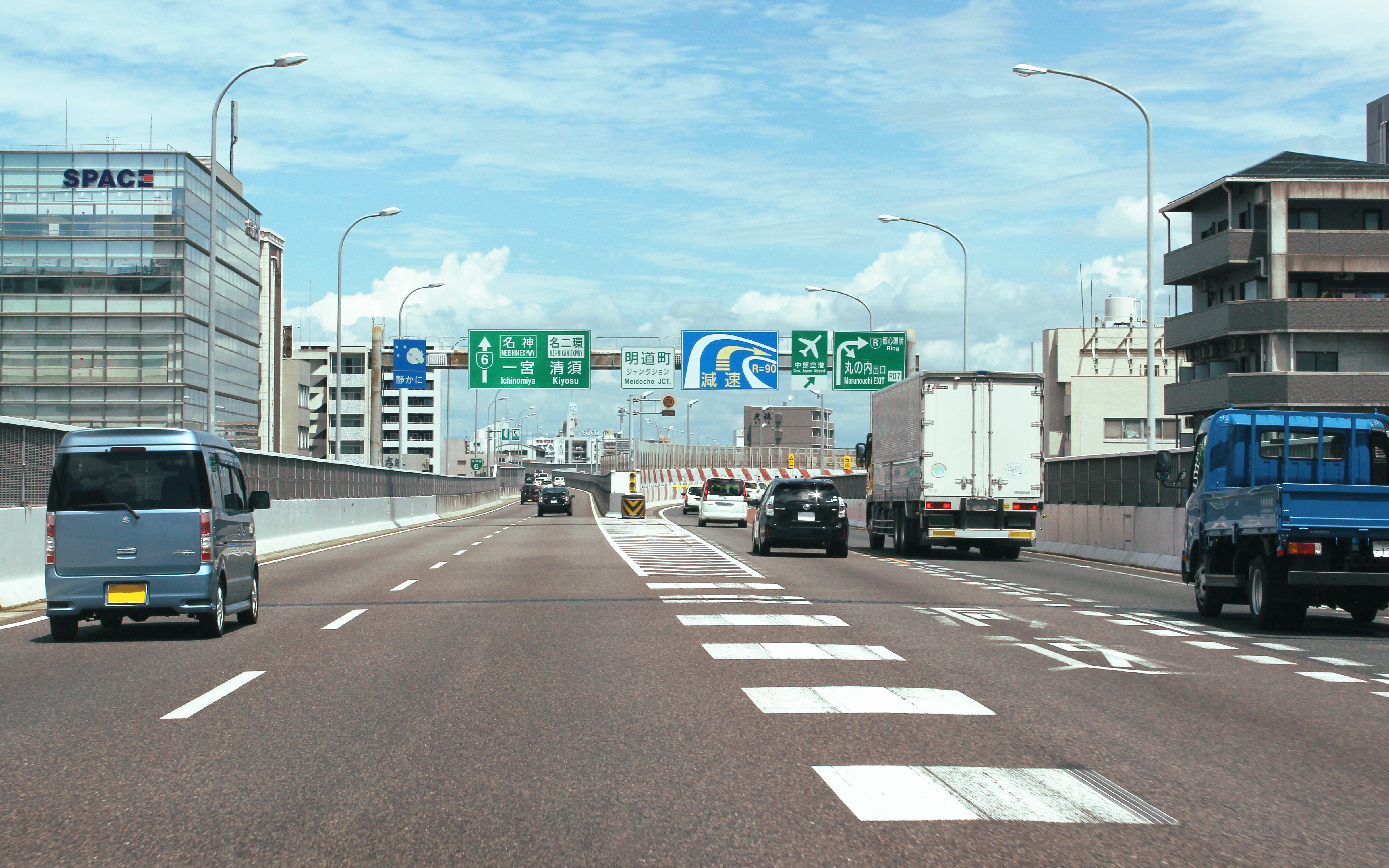
明道町JCT

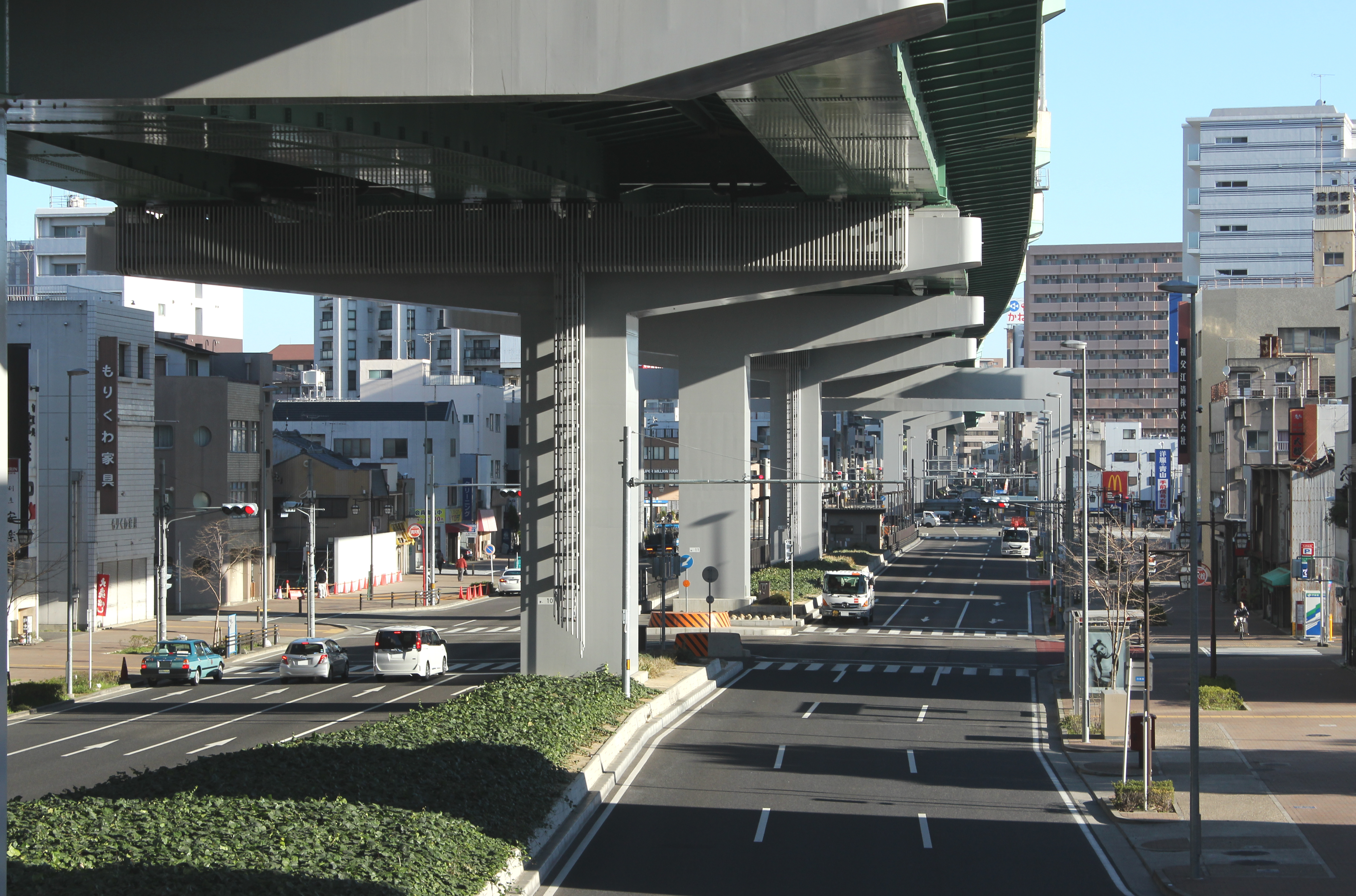
名古屋高速6号清須線と庄内通（名草線）

### 鉄道
名古屋鉄道（名鉄）
■ 名古屋本線：（名古屋市中村区）- 栄生駅 - 東枇杷島駅 - （清須市）
■ 犬山線：東枇杷島駅 -（清須市）- 中小田井駅 - 上小田井駅 - （北名古屋市）
名古屋市交通局（名古屋市営地下鉄）
■ 鶴舞線：（名古屋市中区）- 浅間町駅 - 浄心駅 - 庄内通駅 - 庄内緑地公園駅 - 上小田井駅 -（北名古屋市）
JR東海交通事業（TKJ）
■ 城北線：（清須市）- 小田井駅 - 比良駅 -（名古屋市北区）
JRの東海道本線と東海道新幹線も区内を通過しているが、駅は無い。ただしJR・名鉄・近鉄・地下鉄の名古屋駅は隣の中村区に所在するが、西区南部からは徒歩圏内であり、一部が西区にある。このほか地下鉄東山線も区内を通過しているが、駅は無い。ただし西区南部からほど近い場所に亀島駅があり、西区南部にある名古屋ルーセントタワーから地下通路「ルーセントアベニュー」で名古屋駅に直接繋がっている。

### バス

#### 路線バス
- 名古屋市営バス

交通広場
- 上小田井交通広場

営業所
- 名古屋市営バス浄心営業所

### 道路

#### 高速道路
中日本高速道路（NEXCO中日本）
- 名古屋第二環状自動車道：（名古屋市北区）-（14）山田東IC -（15）山田西IC -（16）平田IC -（17）清洲東IC  -（清須市）

名古屋高速道路
- 都心環状線：（名古屋市中村区）- 明道町JCT -（名古屋市中区）
- 6号清須線：明道町JCT -（601/611）明道町出入口 -（602/612）庄内通出入口 -（603/613）鳥見町出入口 -（清須市）

#### 国道
- 国道22号（環状線・名岐バイパス）
- 国道302号（名古屋環状2号線）

#### 県道
主要地方道
- 愛知県道59号名古屋中環状線
- 愛知県道63号名古屋江南線（江川線、名草線）
- 愛知県道67号名古屋祖父江線

一般県道
- 愛知県道106号鳥ヶ地名古屋線
- 愛知県道158号小口名古屋線
- 愛知県道162号松河戸西枇杷島線
- 愛知県道163号一場中小田井線
- 愛知県道190号名古屋一宮線
- 愛知県道200号名古屋甚目寺線（外堀通）
- 愛知県道202号守山西線
- 愛知県道451号名古屋外環状線
- 愛知県道455号高速名古屋朝日線（名古屋高速6号清須線）

#### 市道
主要地方道
- 名古屋市道江川線（江川線）
- 名古屋市道名古屋環状線（環状線）

#### 幹線道路の道路通称名
＜南北の道路＞
- 名駅通
- 江川線

＜東西の道路＞
- 環状2号
- 環状線
- 外堀通

## 観光

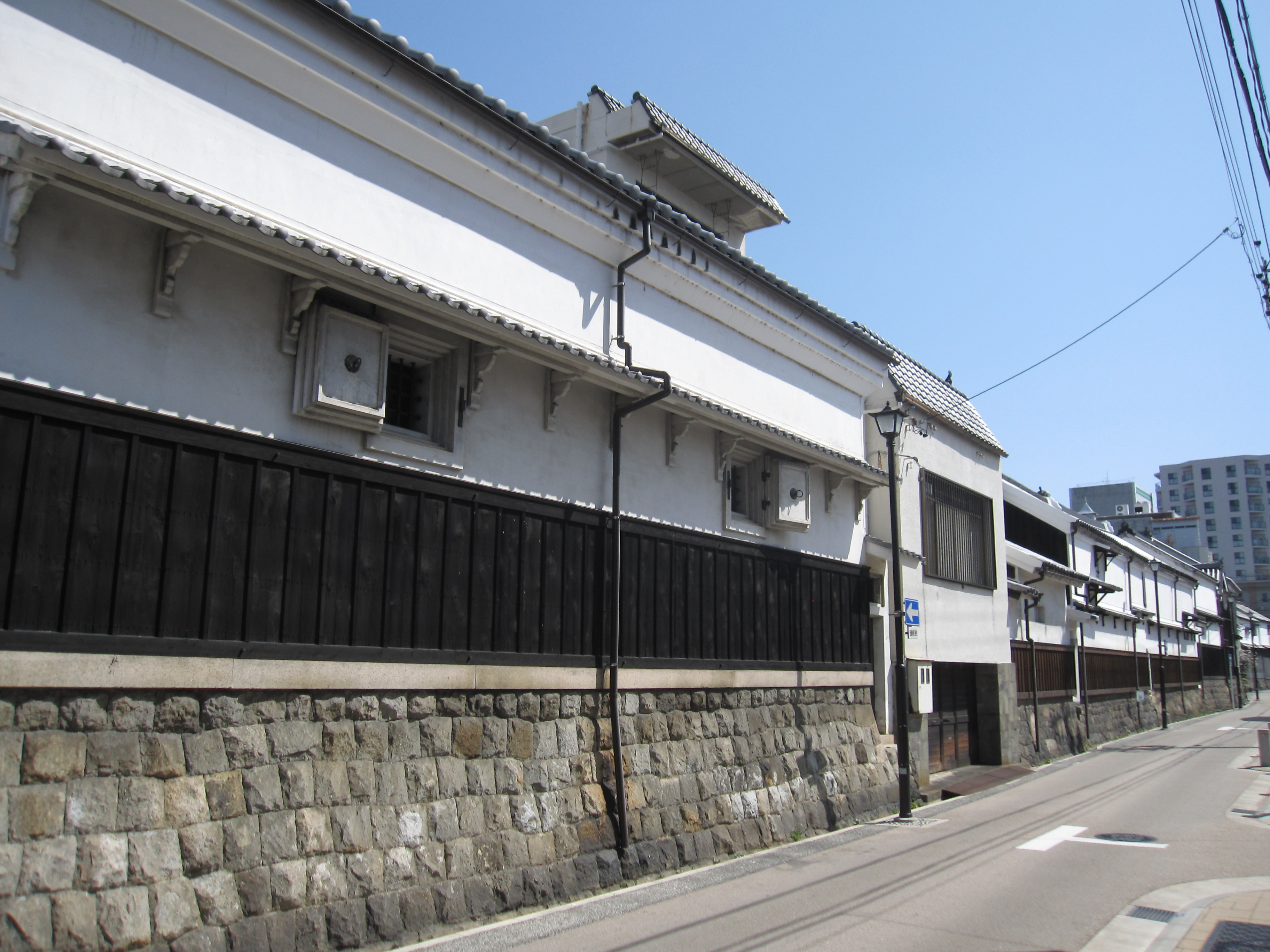
四間道

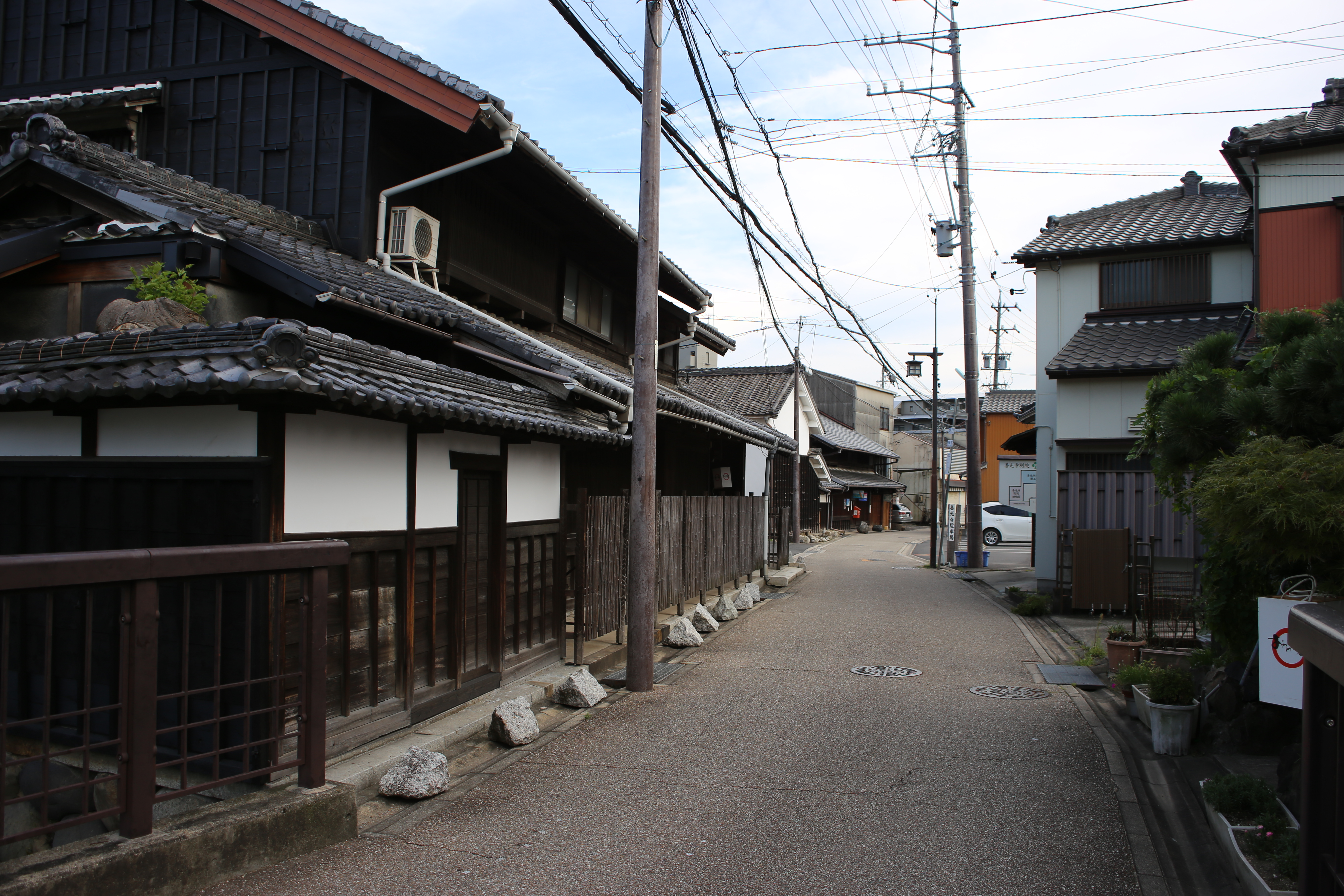
中小田井

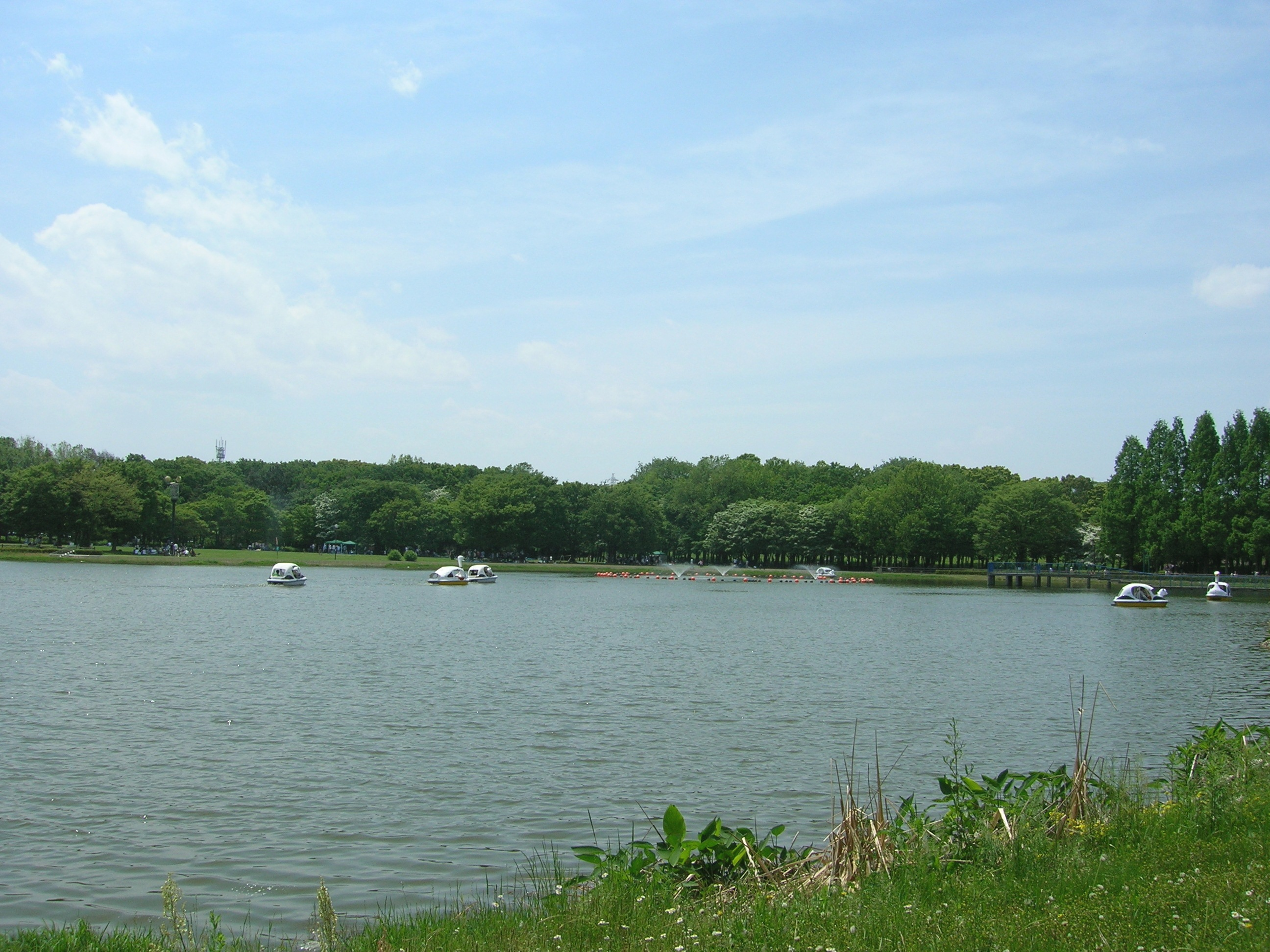
庄内緑地公園

### 名所・旧跡

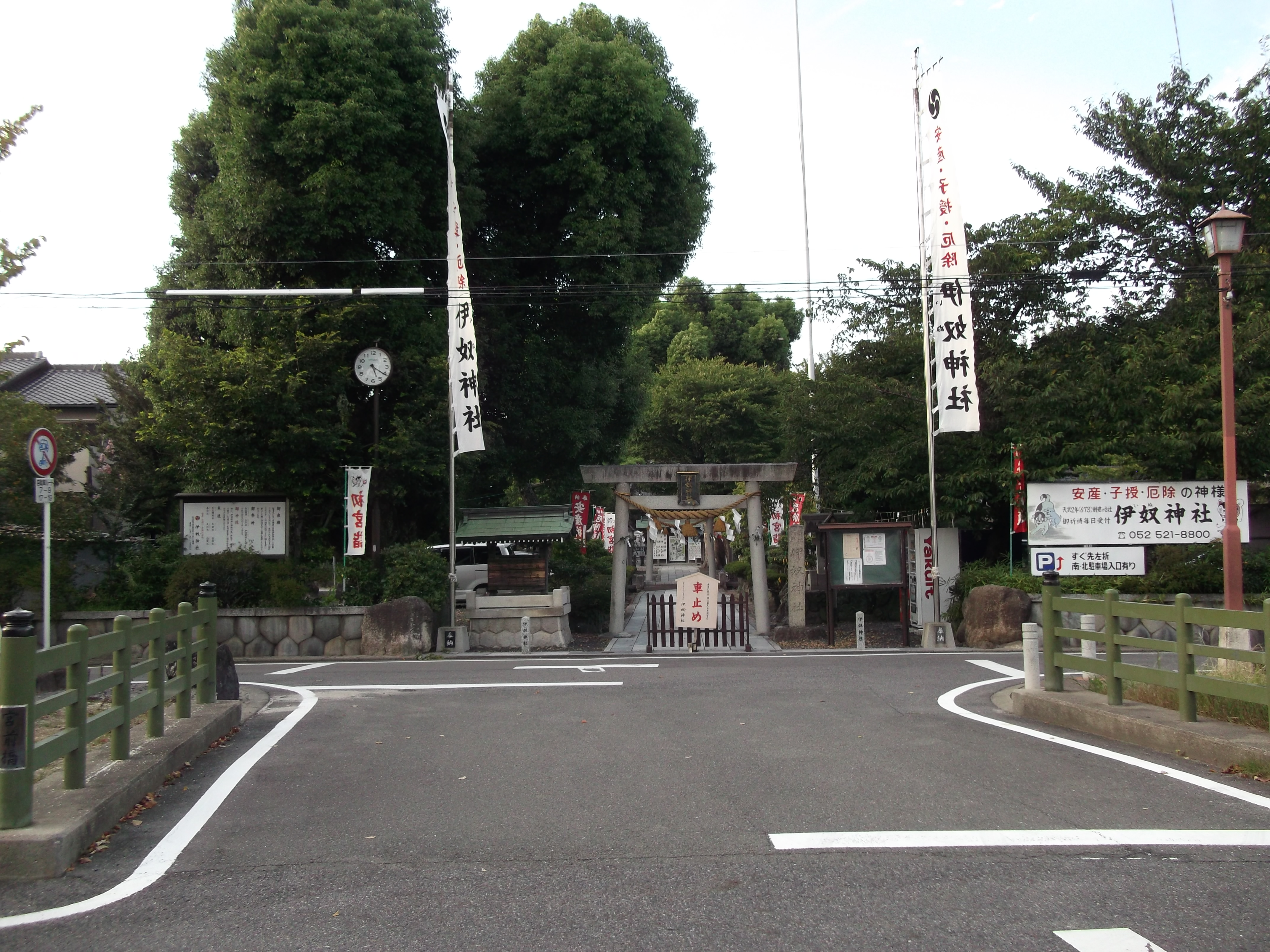
伊奴神社
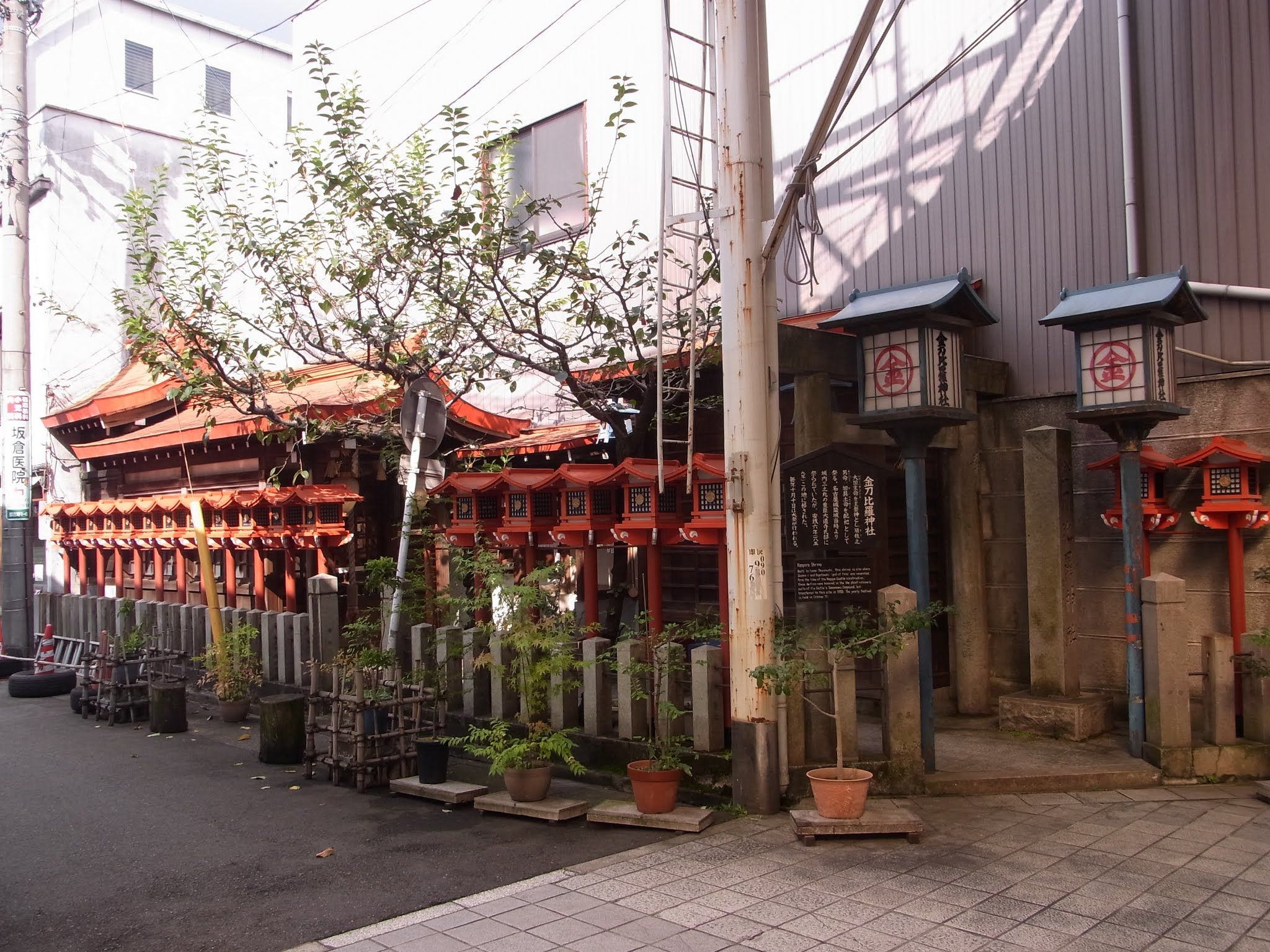
金比羅神社
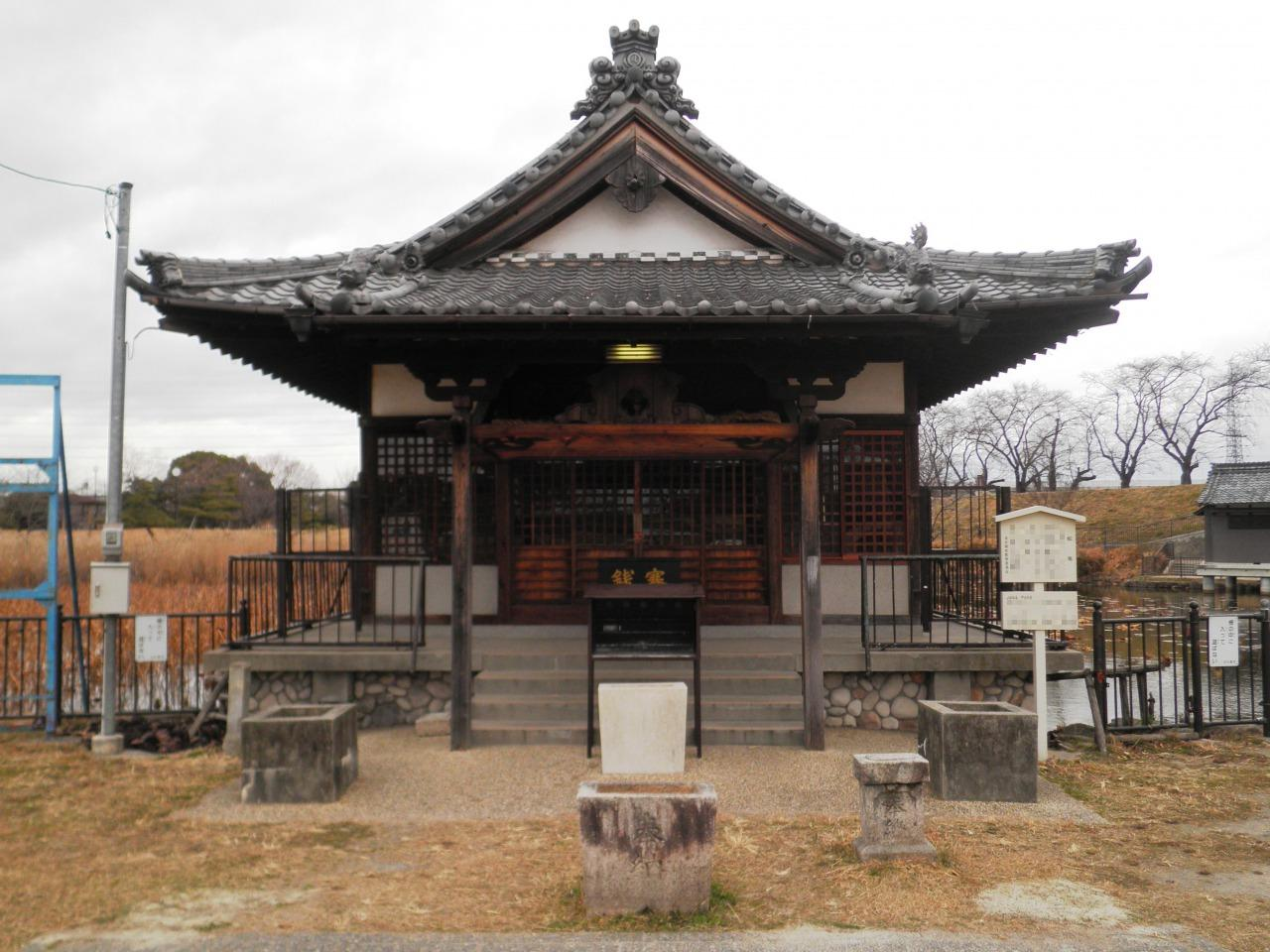
蛇池神社
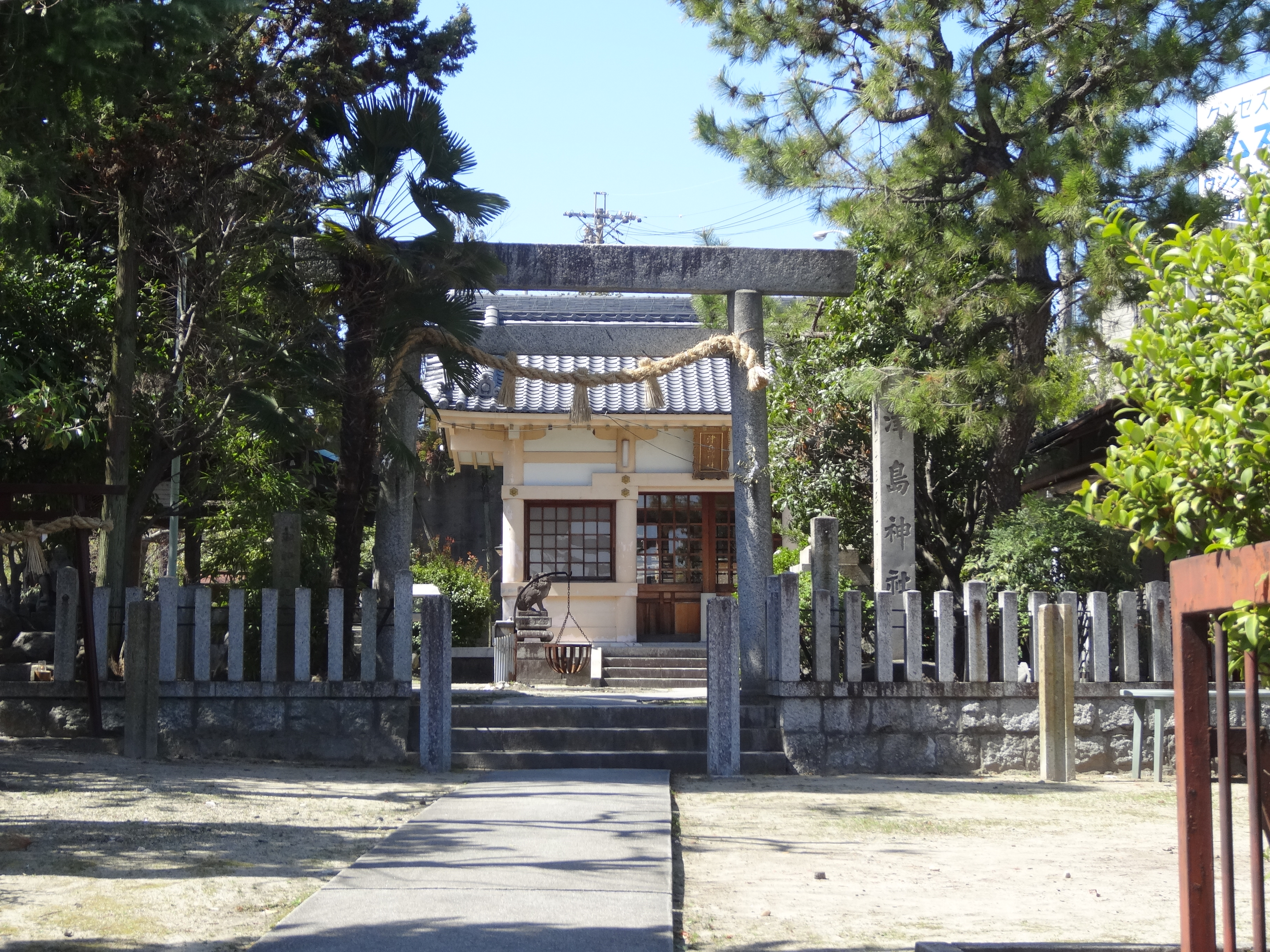
津島神社
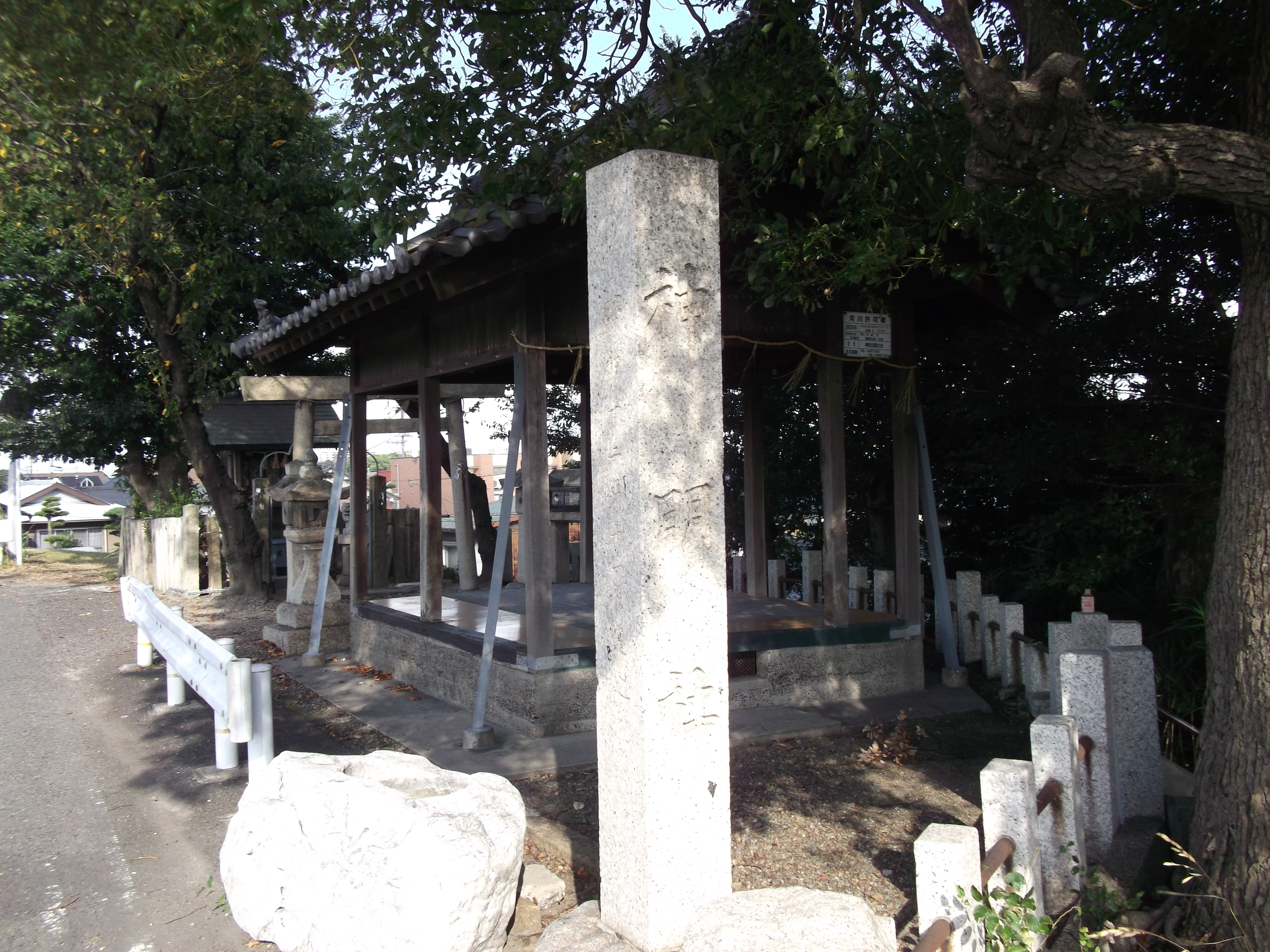
枇杷島神社
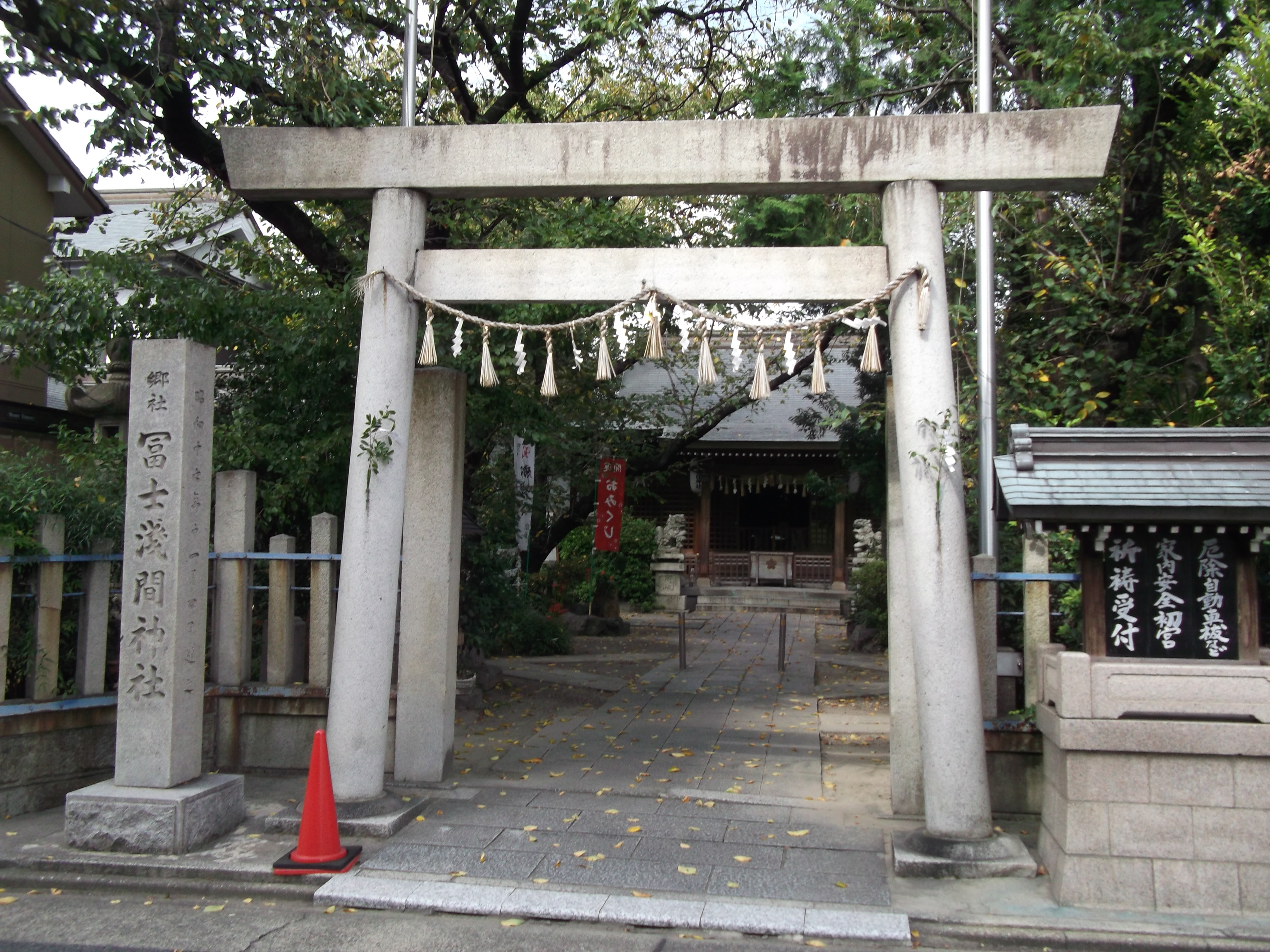
富士浅間神社
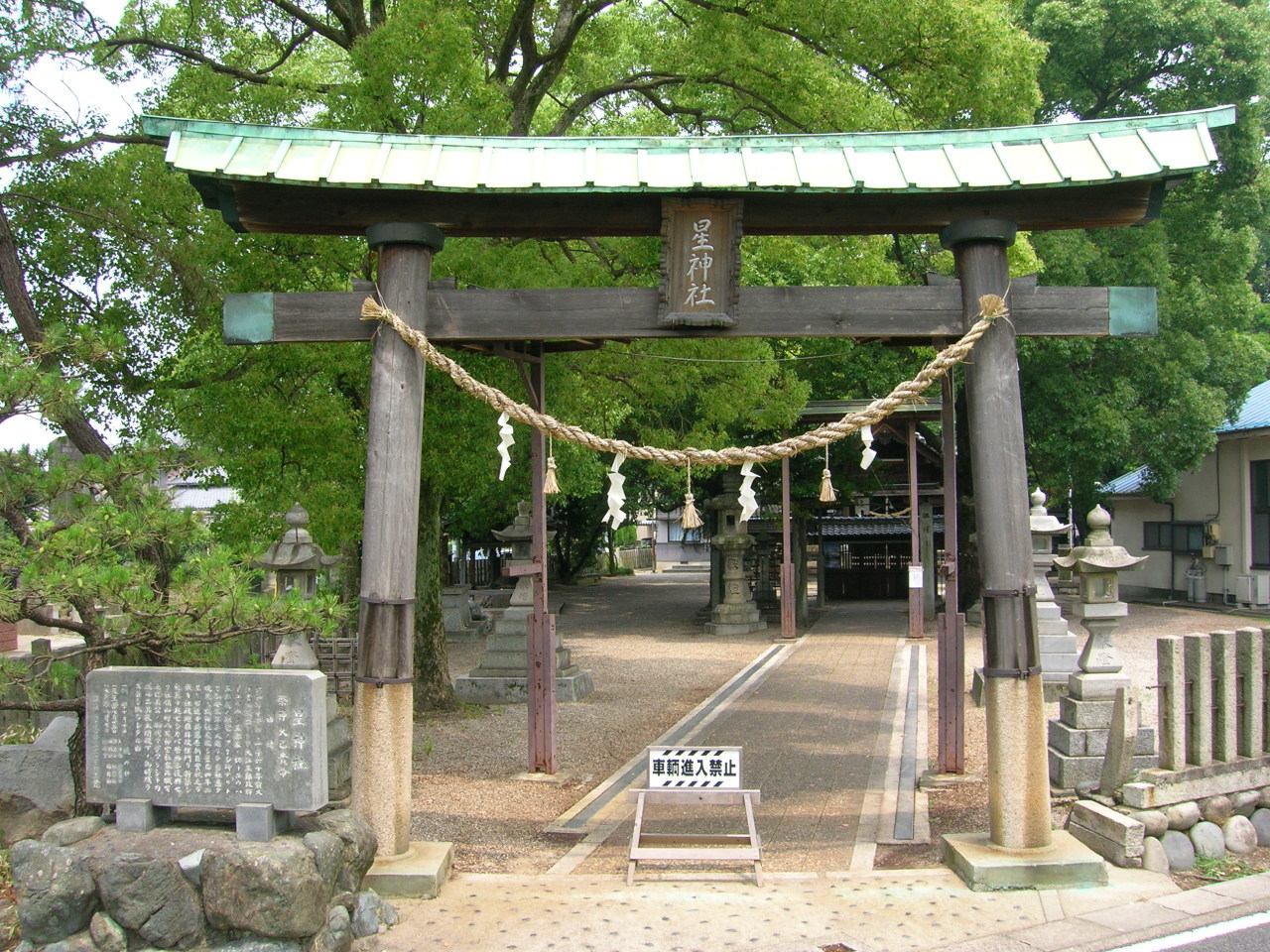
星神社
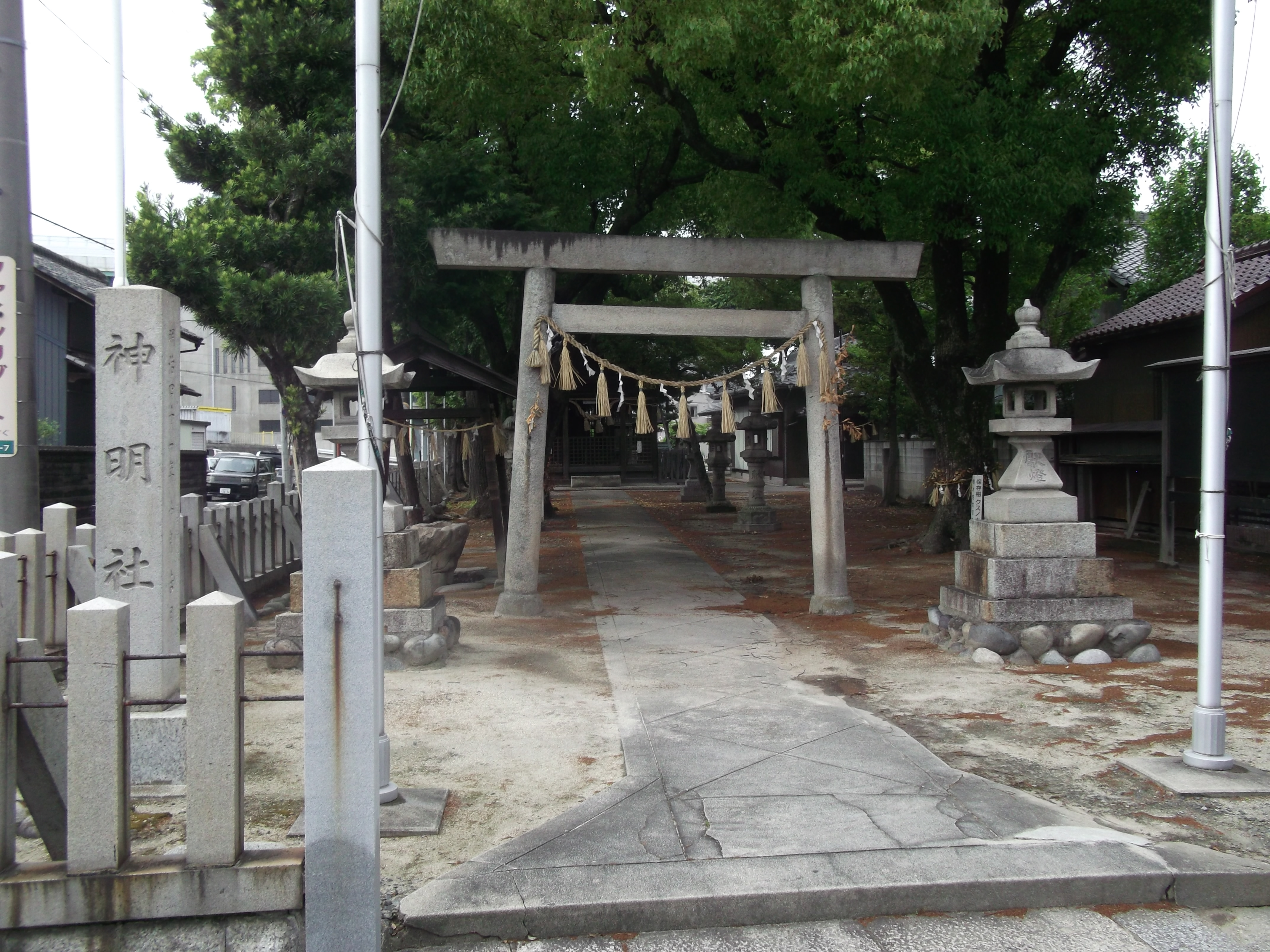
堀越神明社

城郭・砦・屋敷
- 大野木城
- 押切城
- 坂井戸城
- 長忠屋敷
- 名塚砦

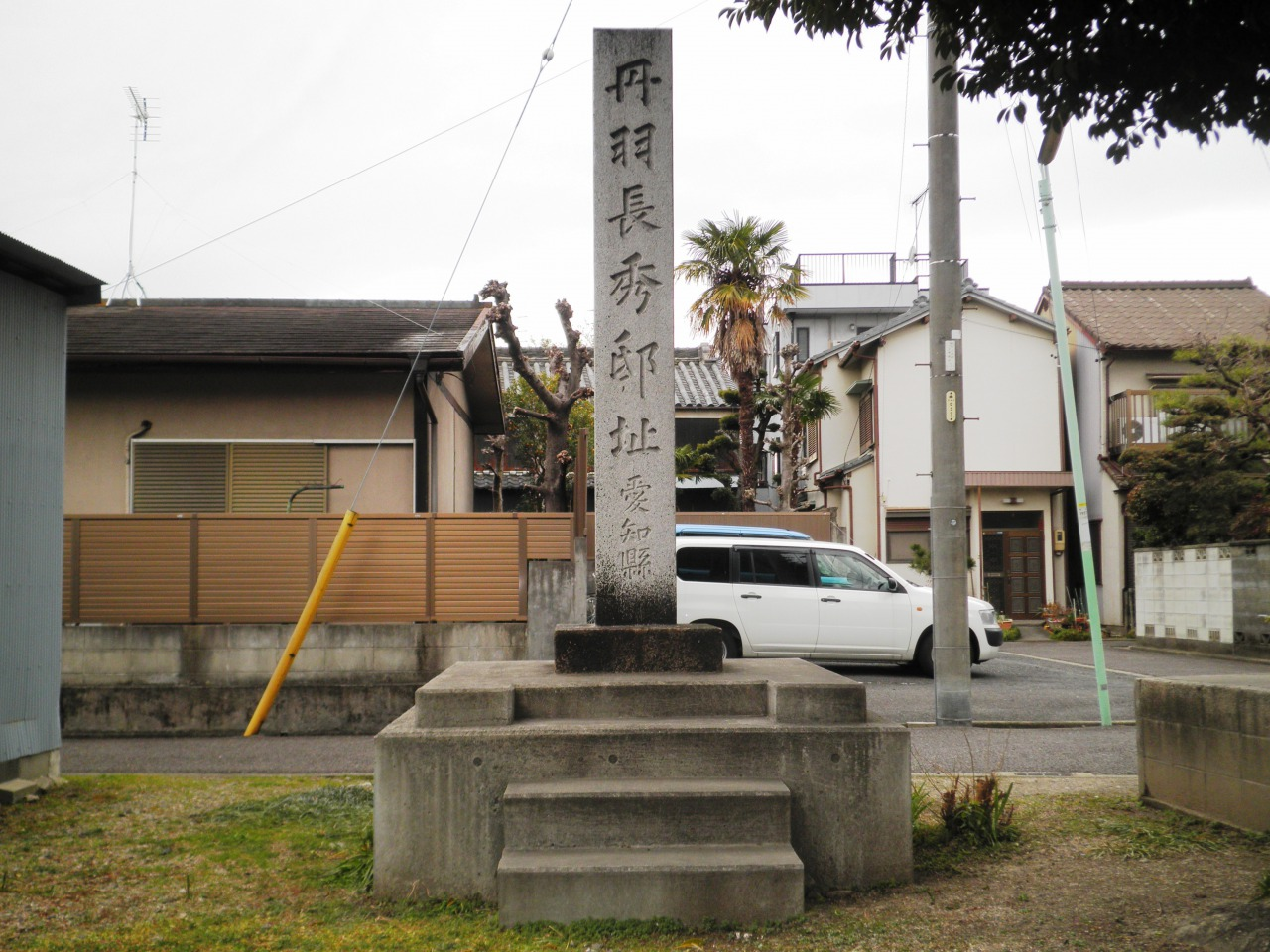
丹羽長秀屋敷
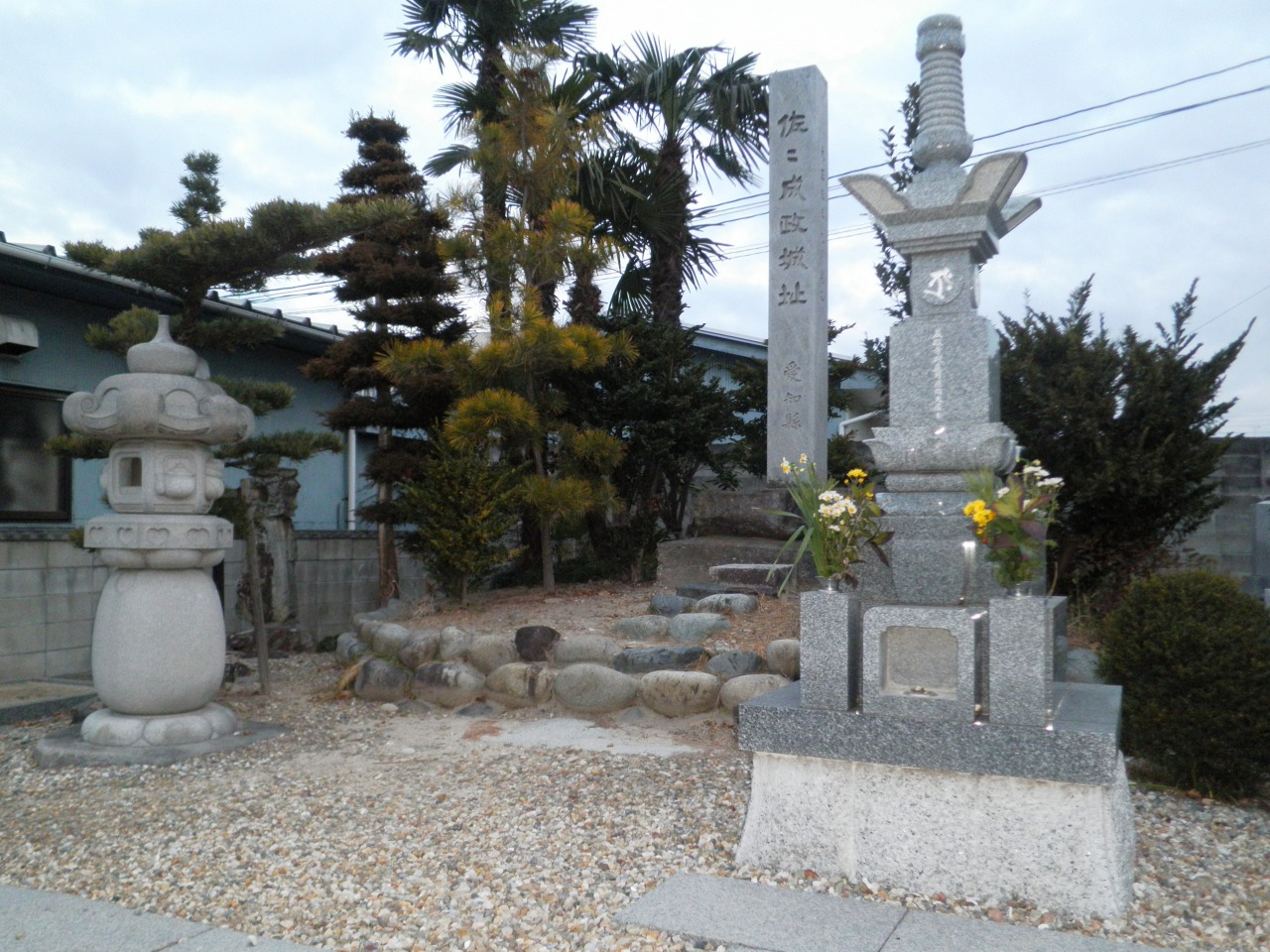
比良城
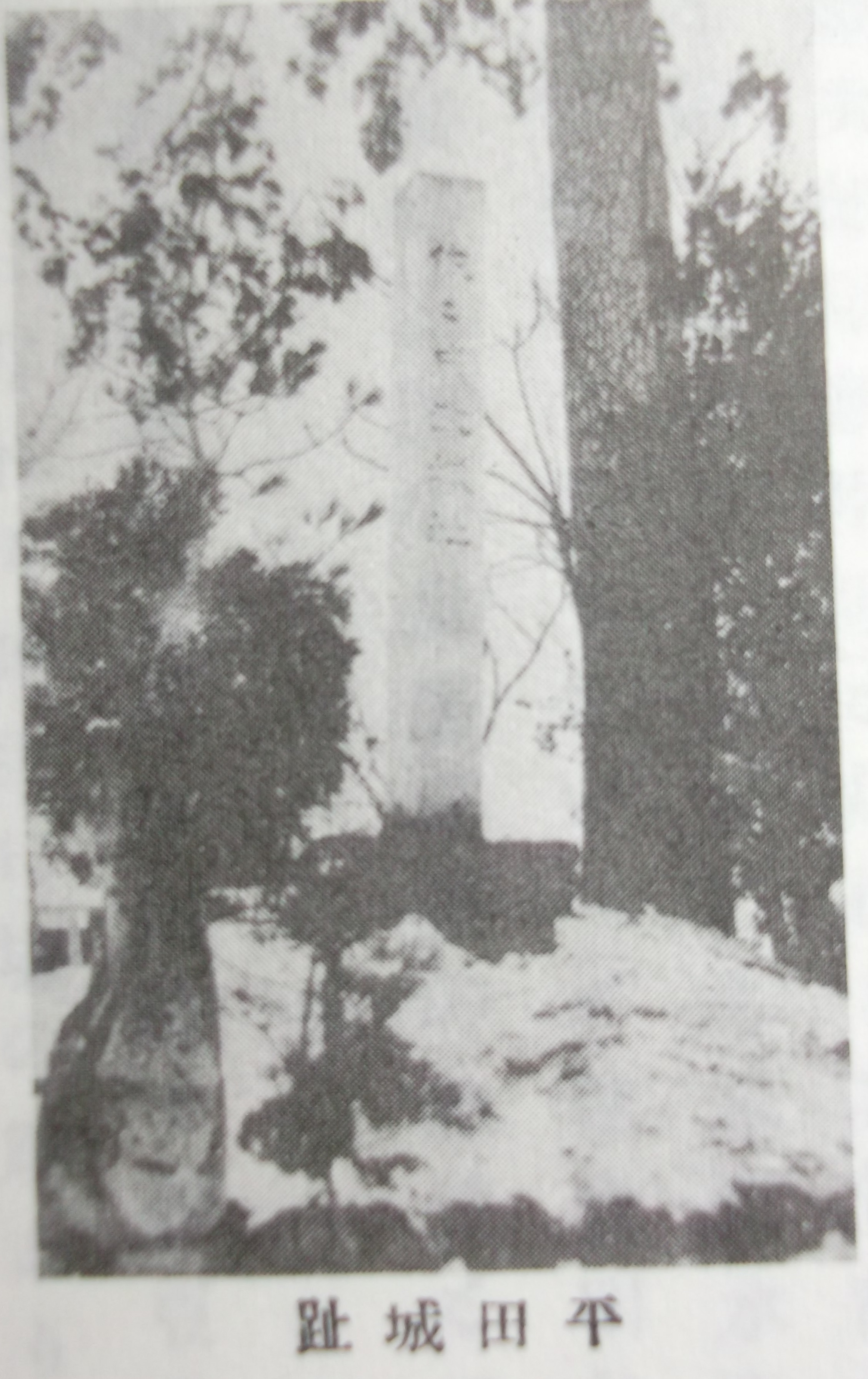
平田城

- 丹羽長秀邸址
- 比良城
- 平田城

寺院

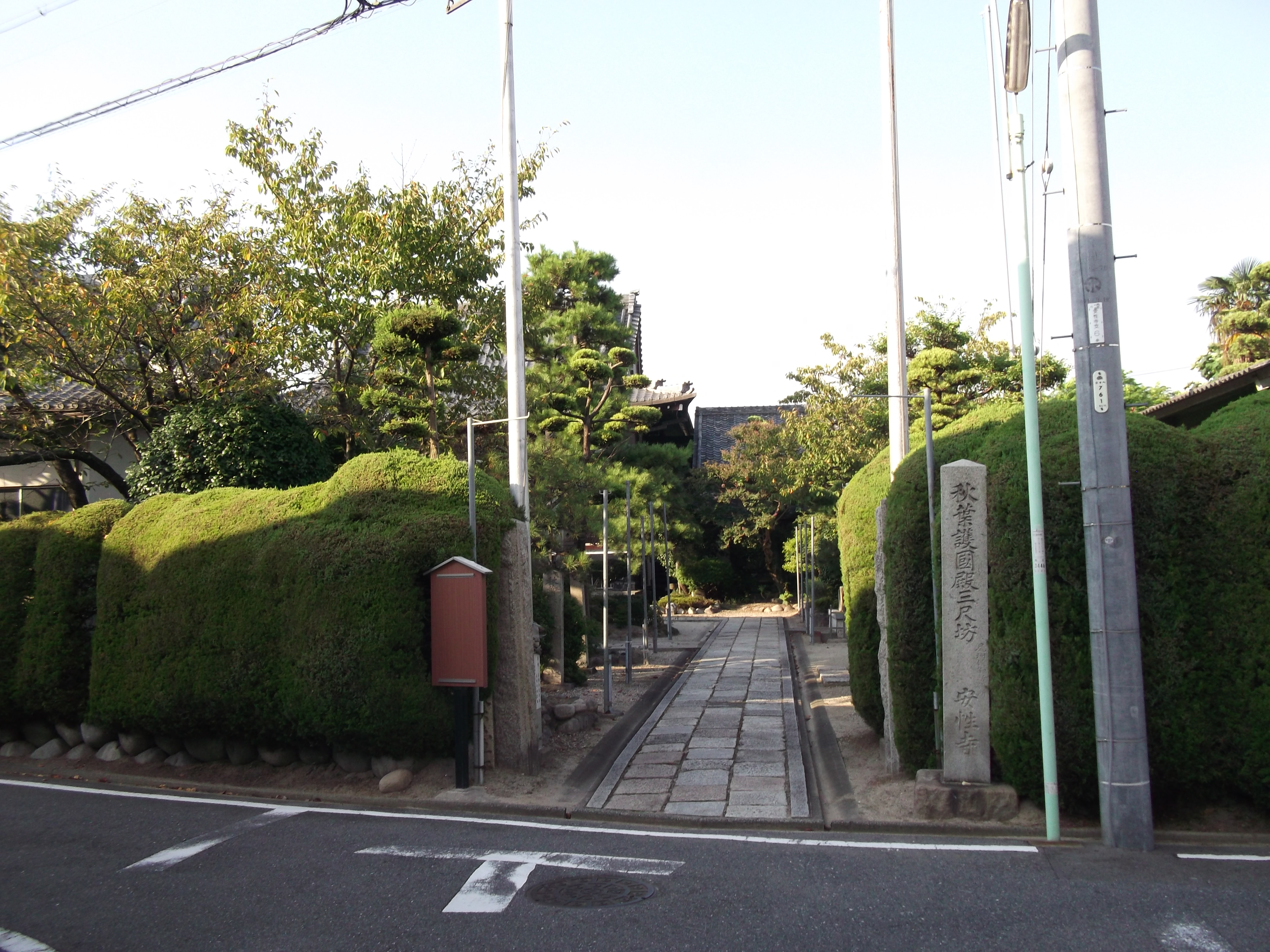
安性寺
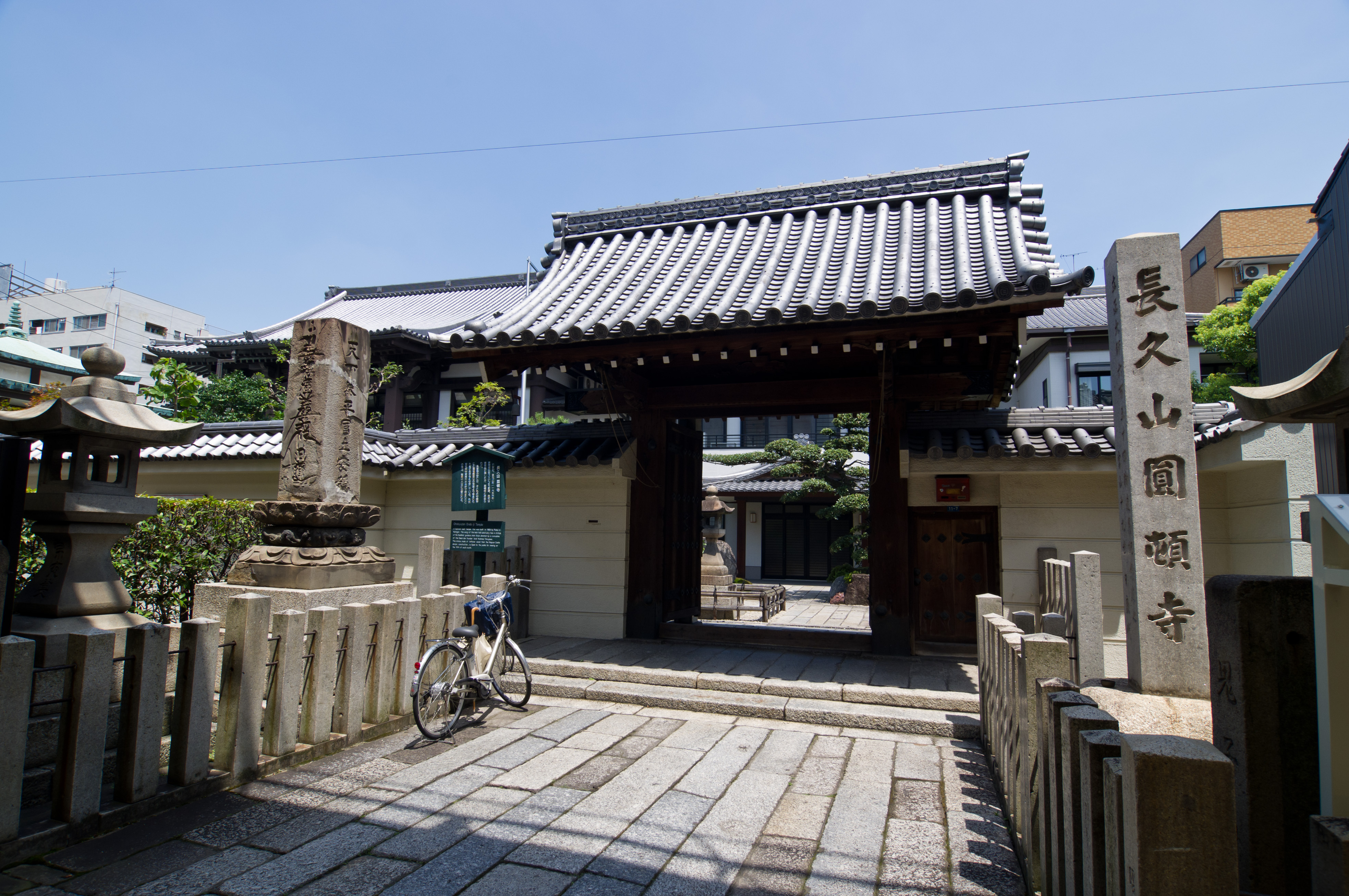
円頓寺
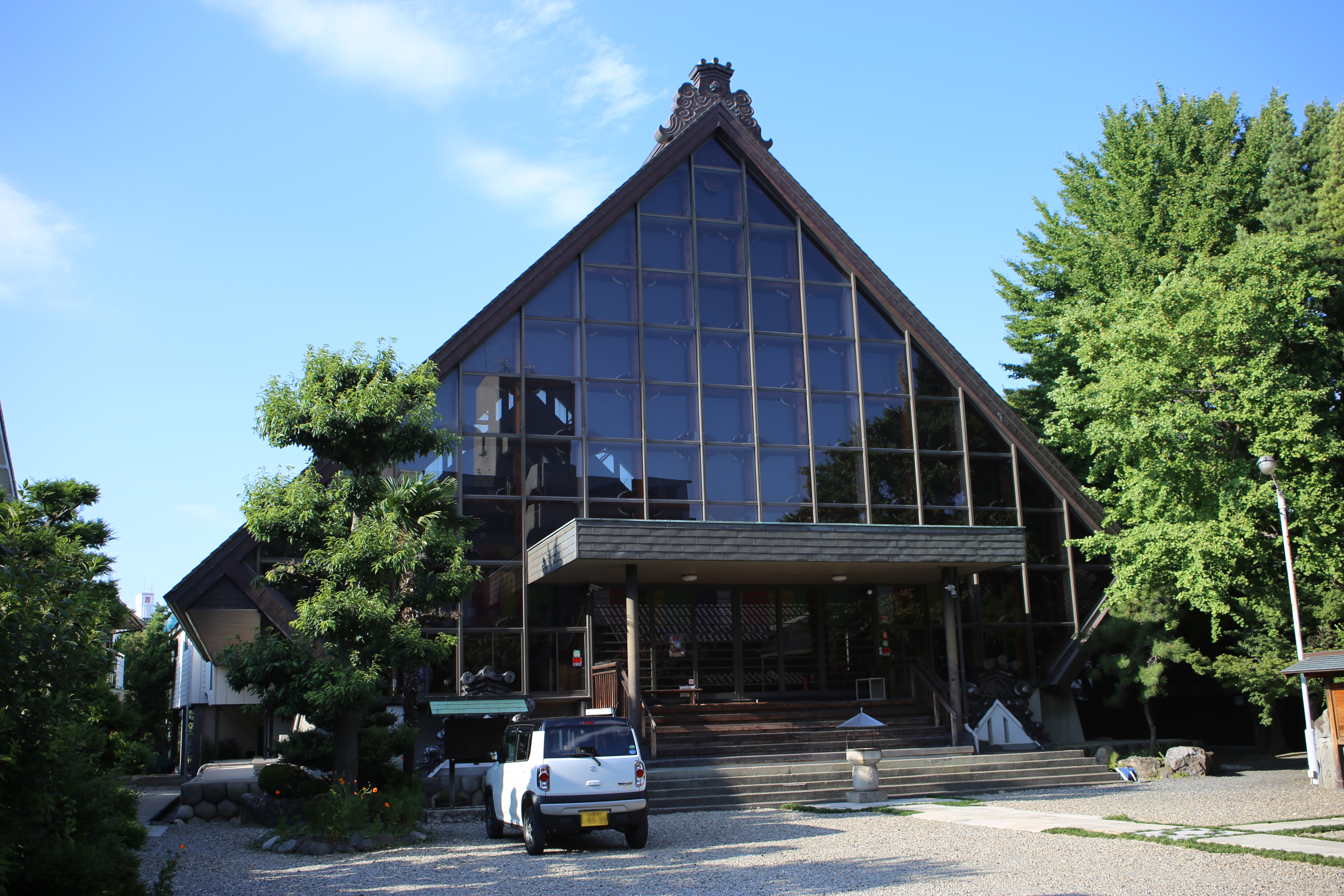
願王寺
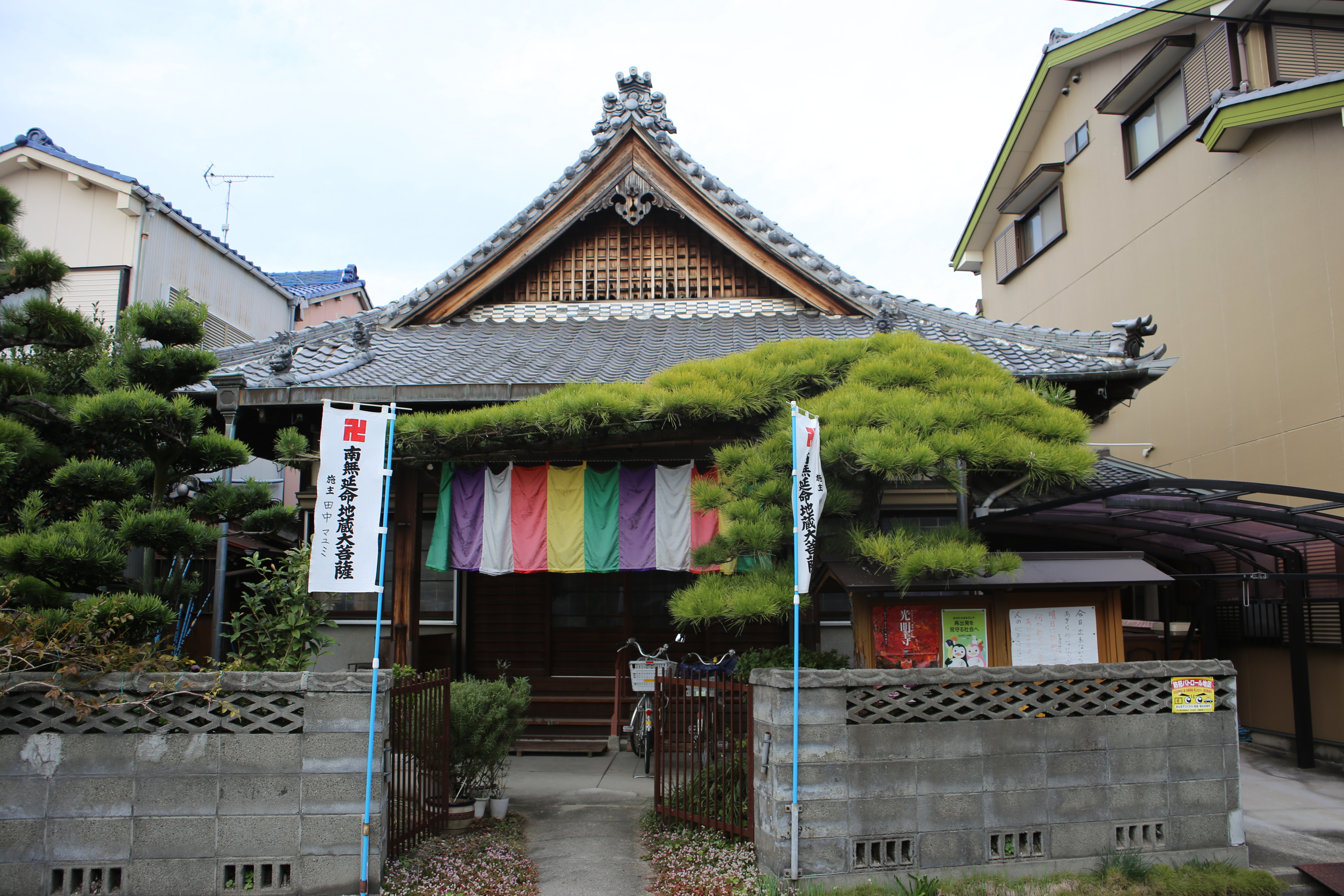
観音寺
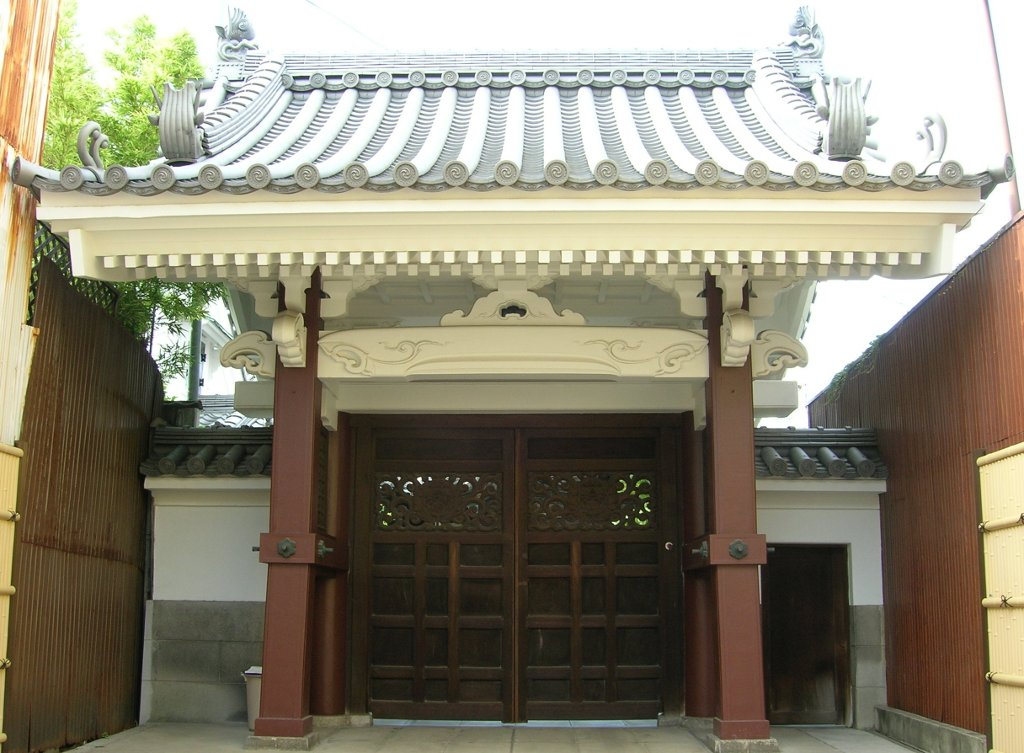
慶栄寺
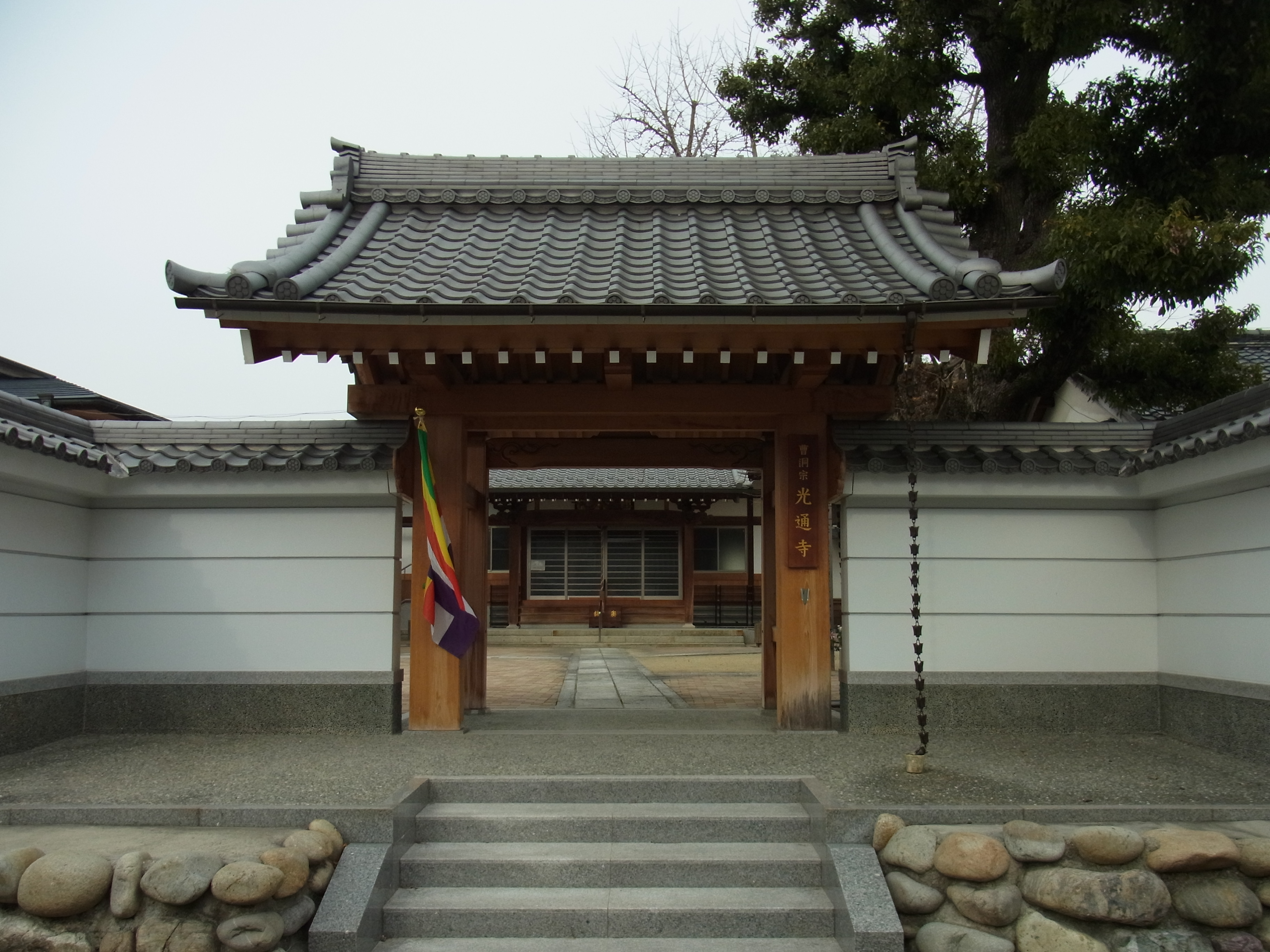
光通寺
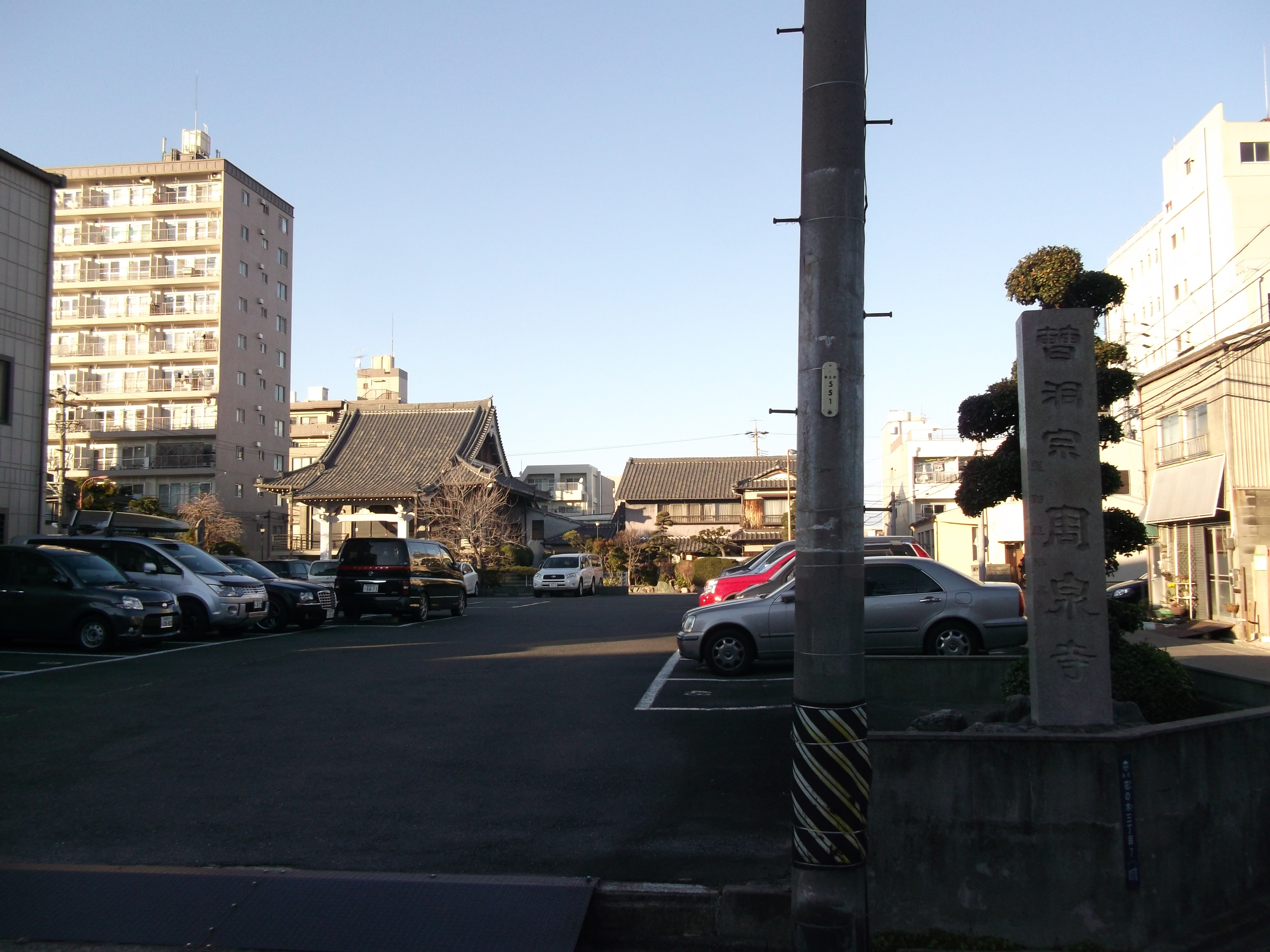
周泉寺
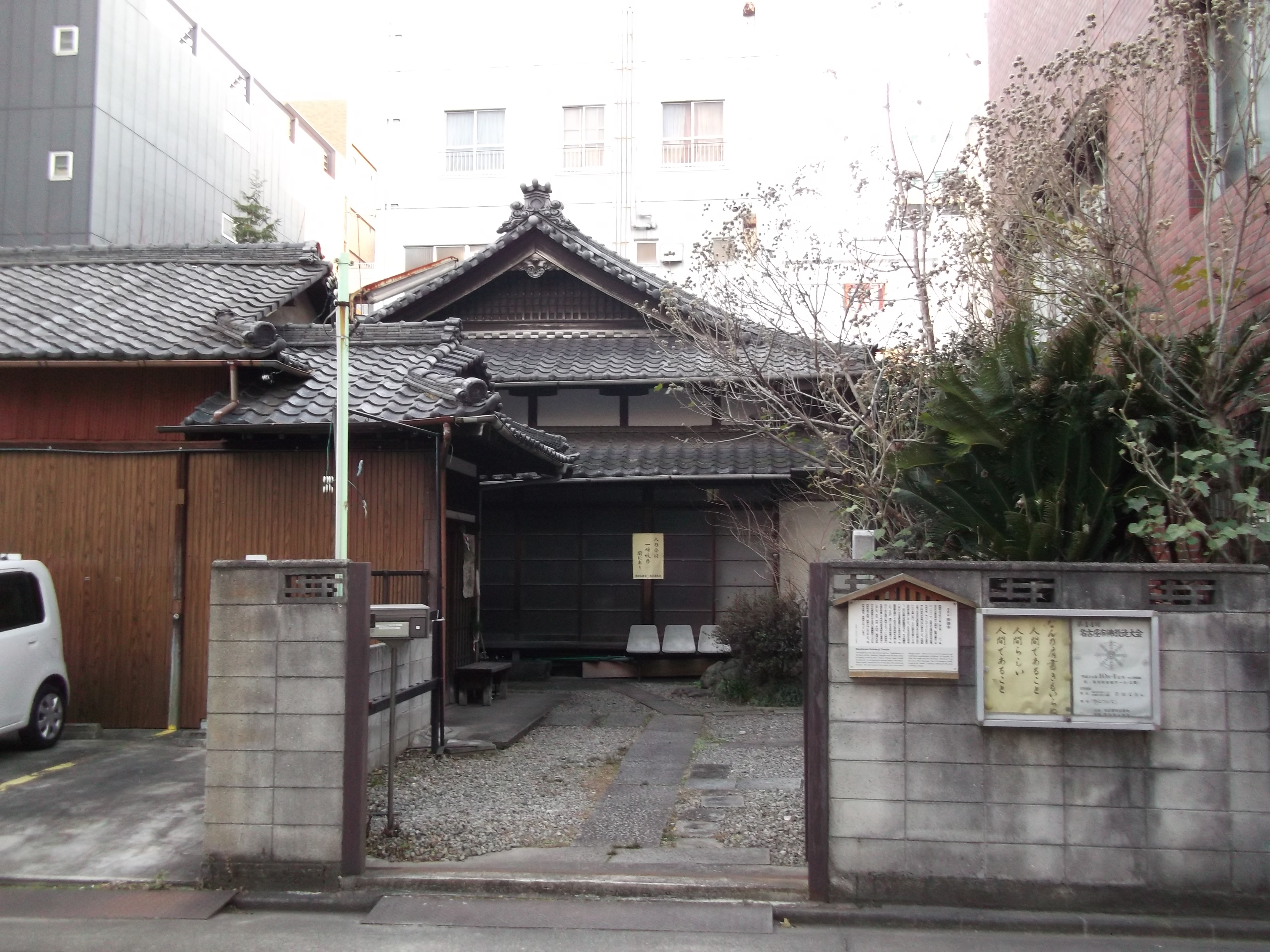
崇徳寺
- 浄心寺
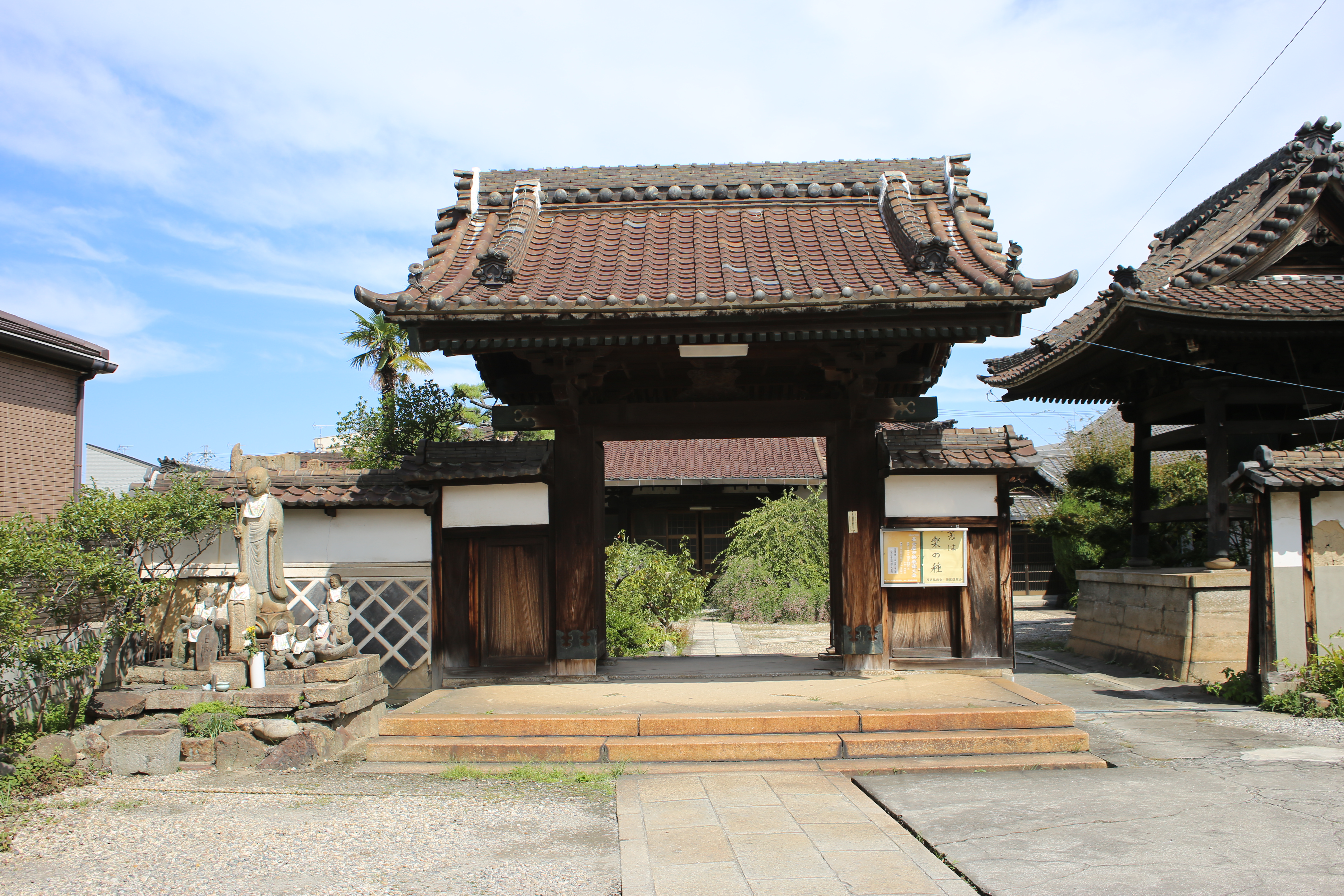
清音寺
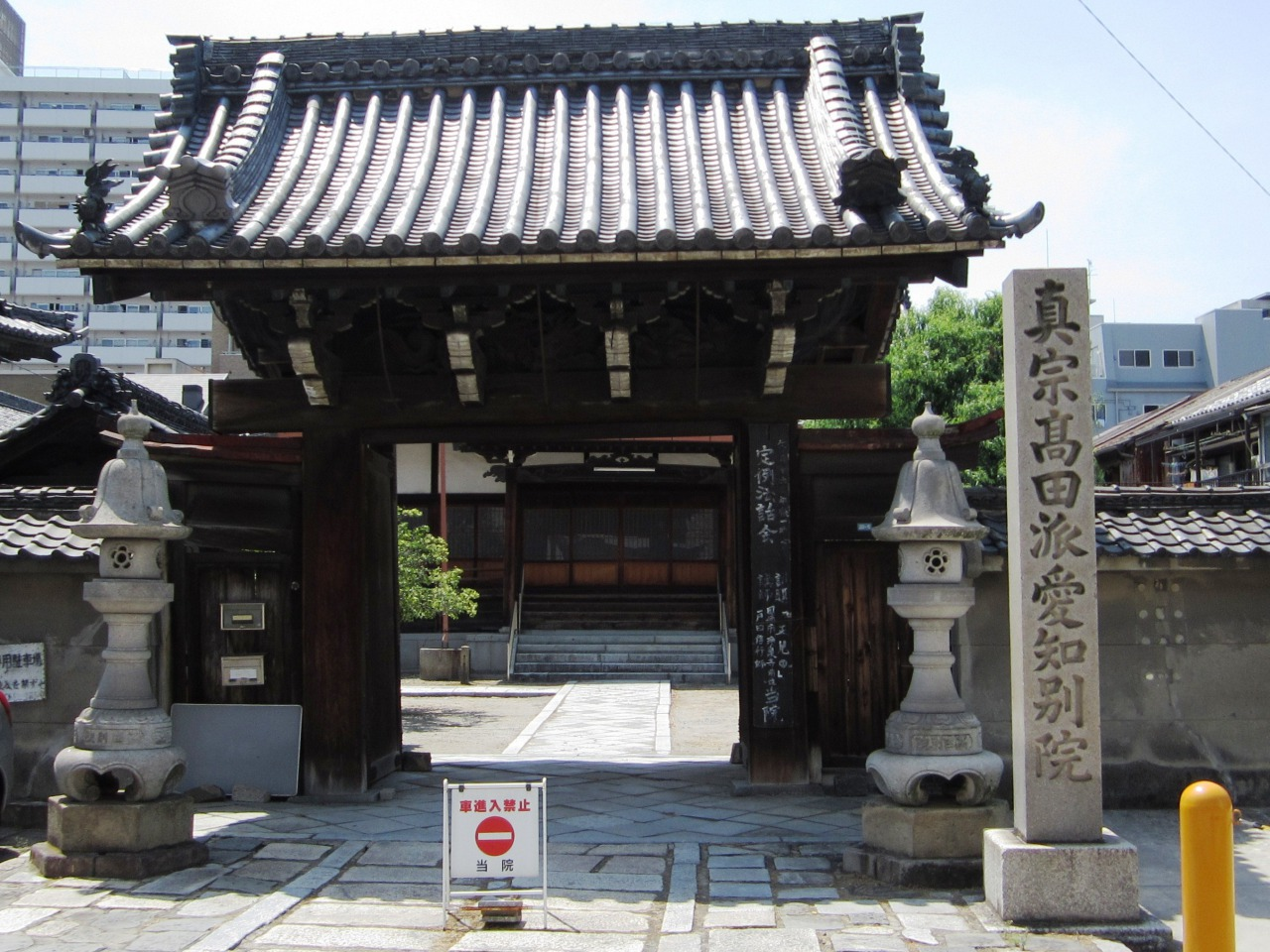
専修寺名古屋別院
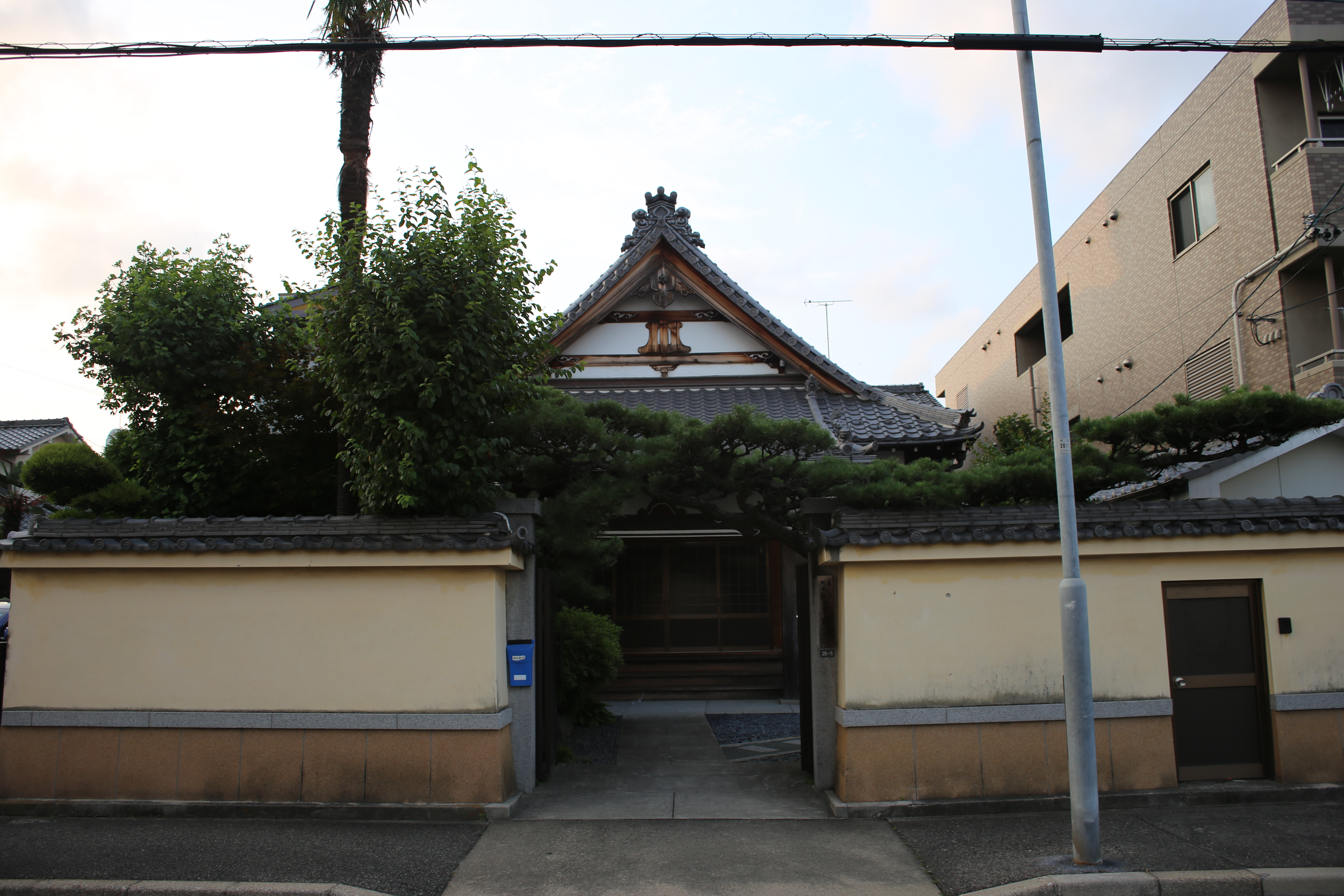
善徳寺
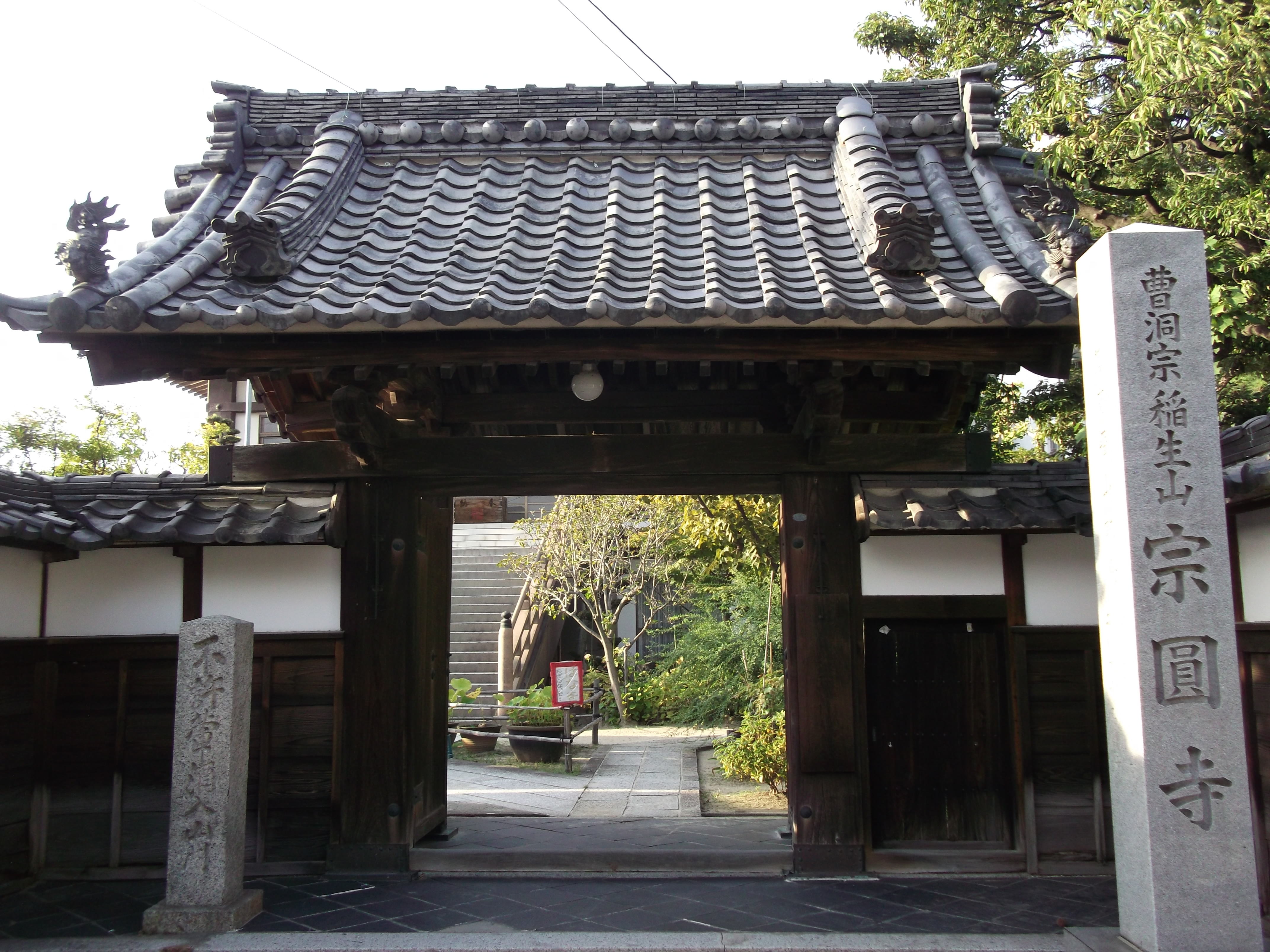
宗円寺
- 大道寺
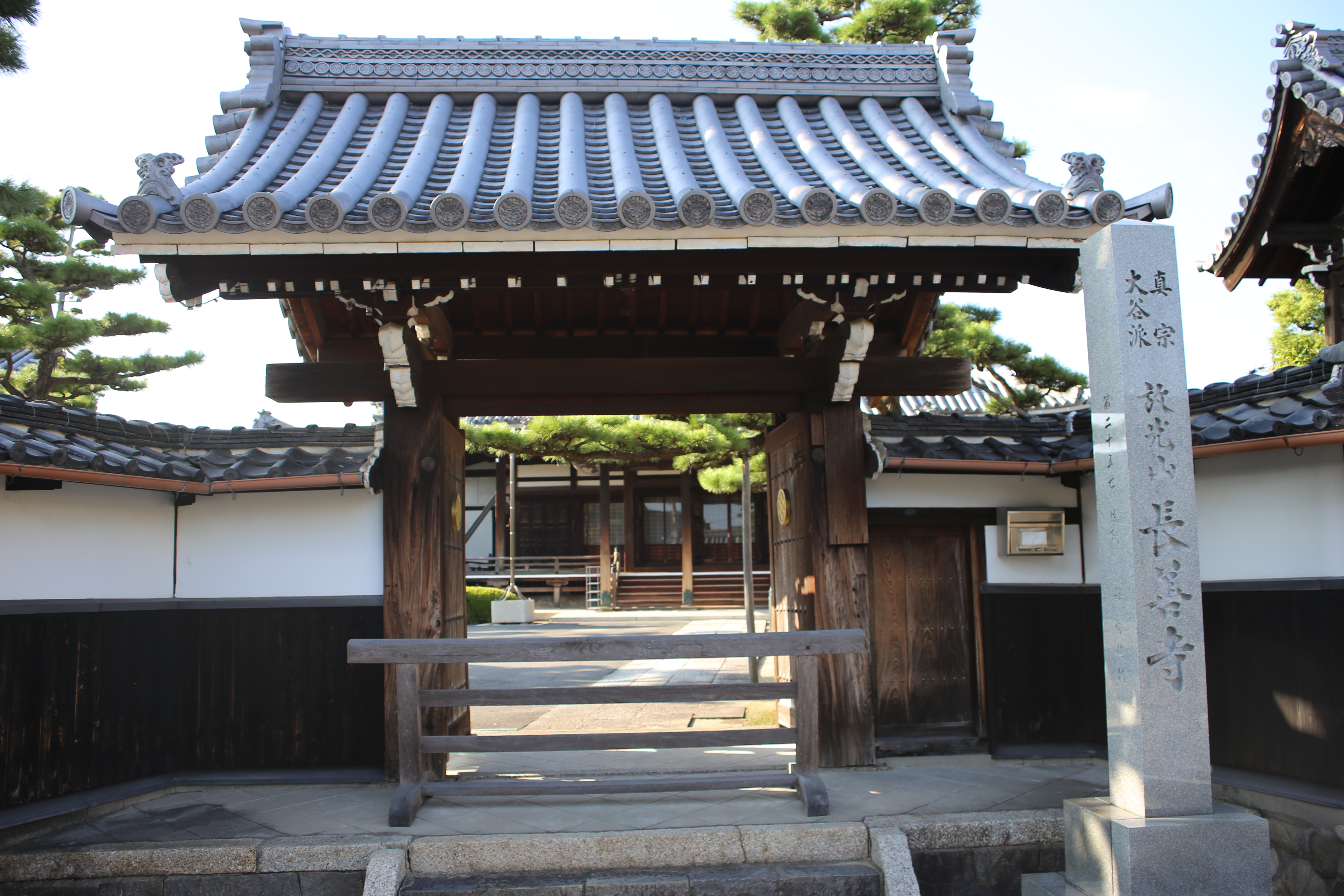
長善寺
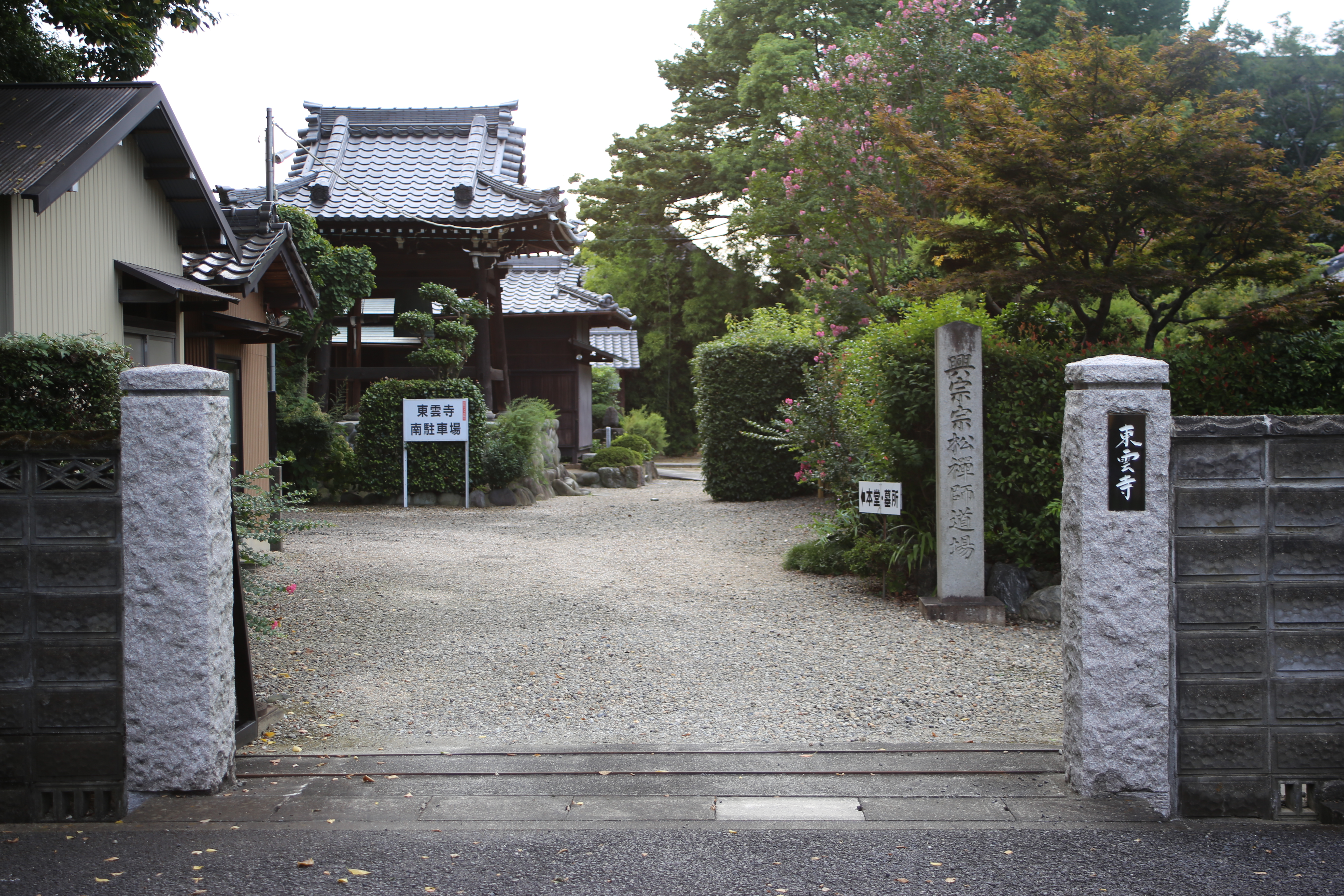
東雲寺
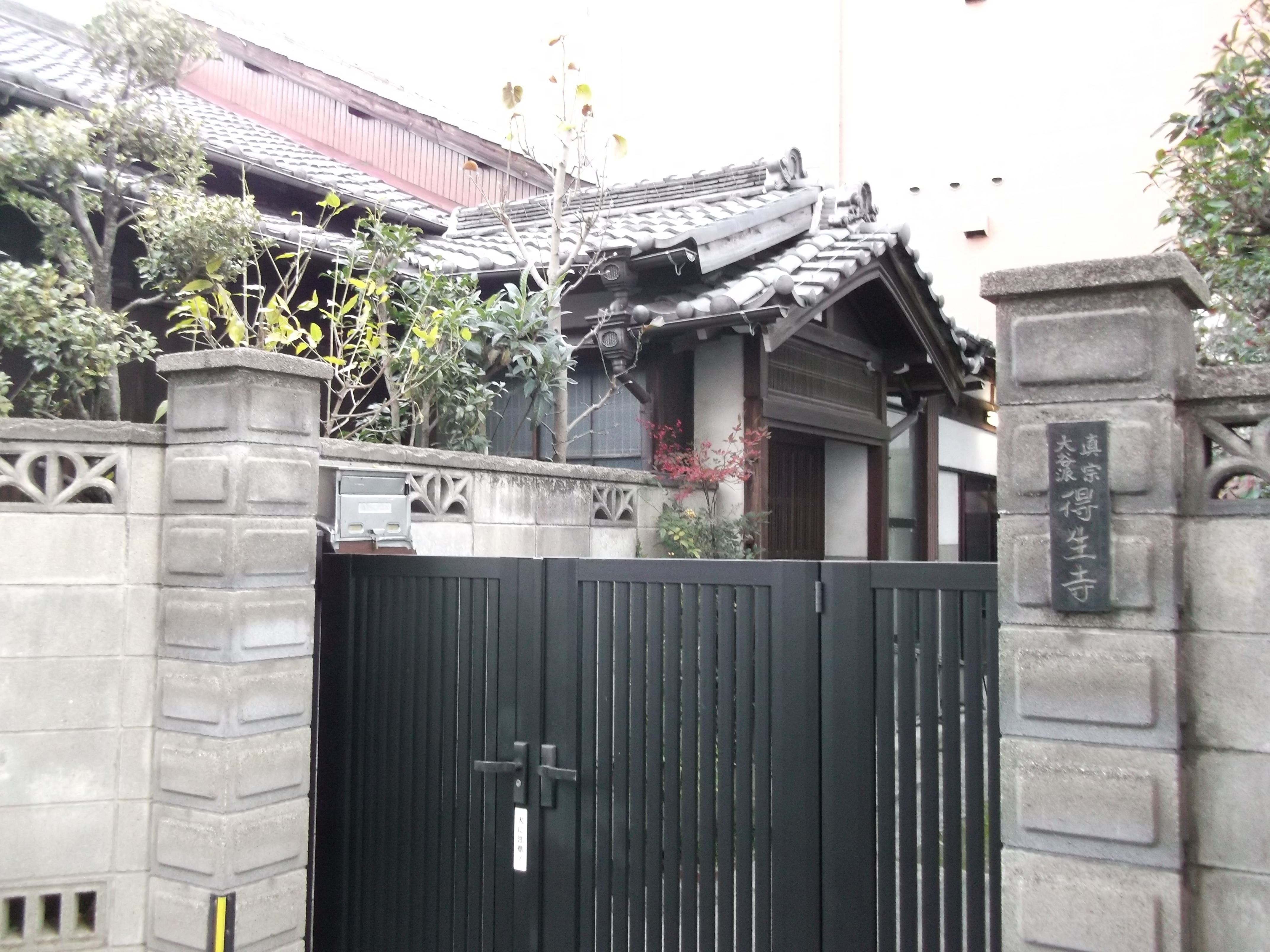
得生寺
- 福昌寺
- 寳塔寺
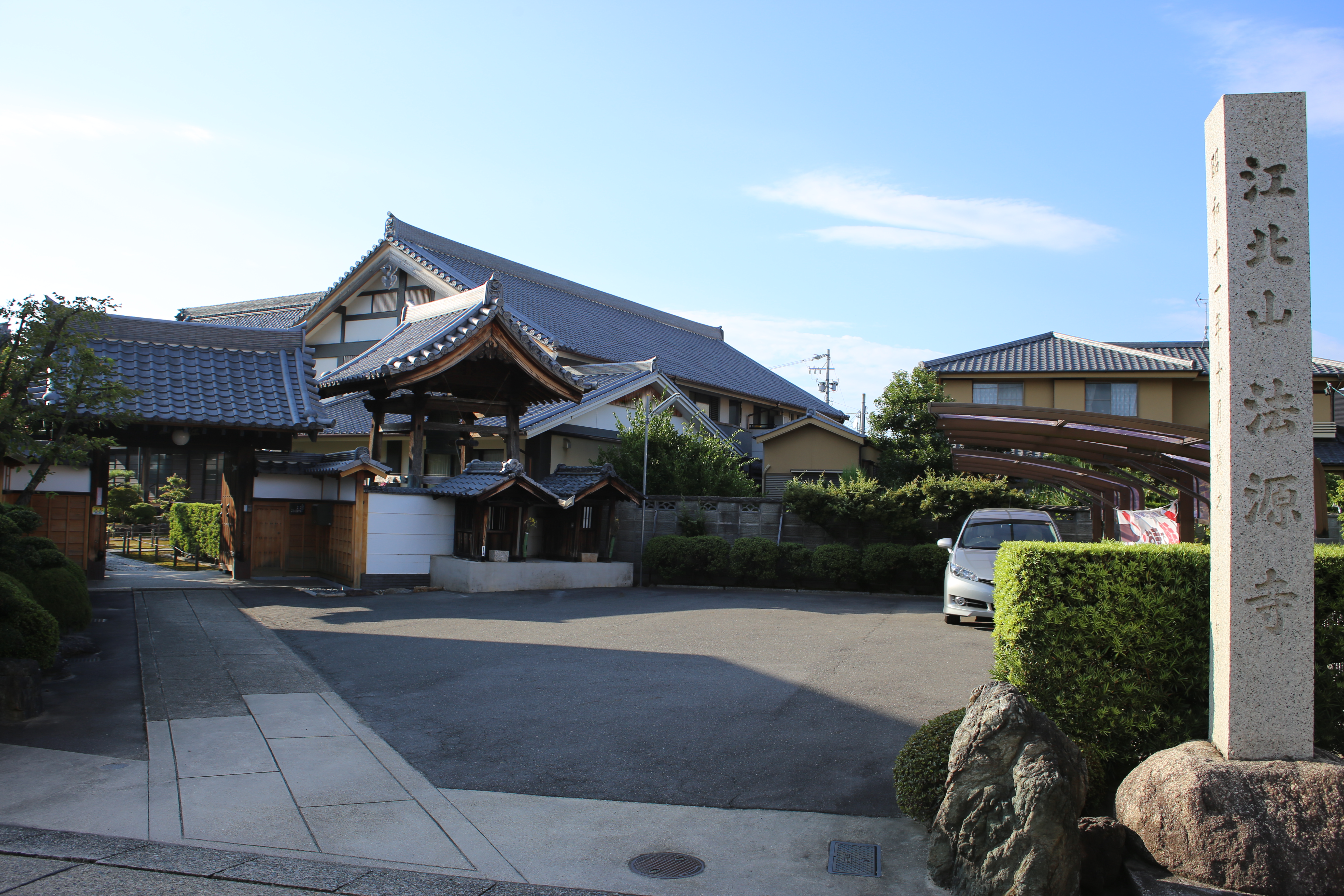
法源寺
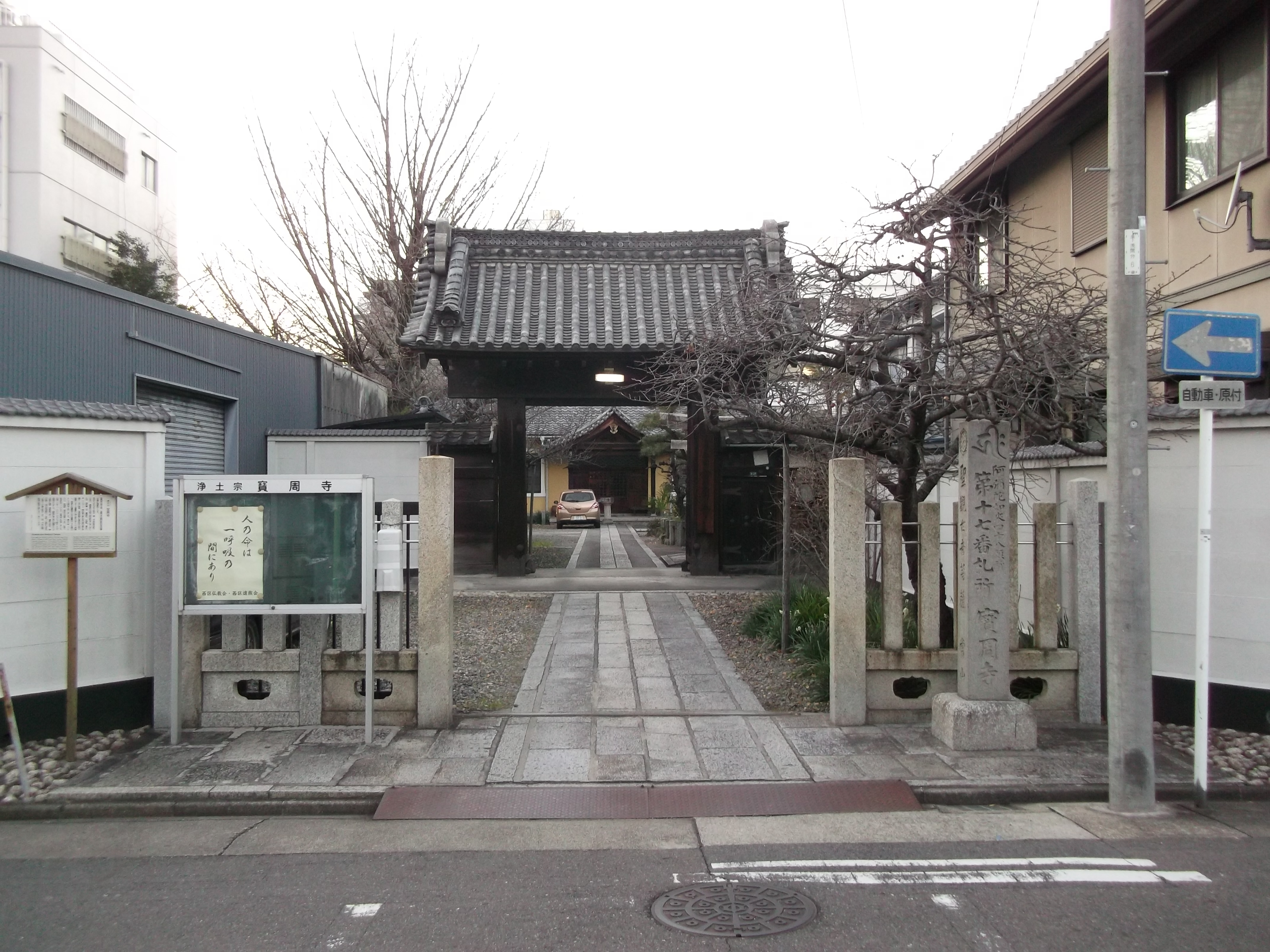
宝周寺
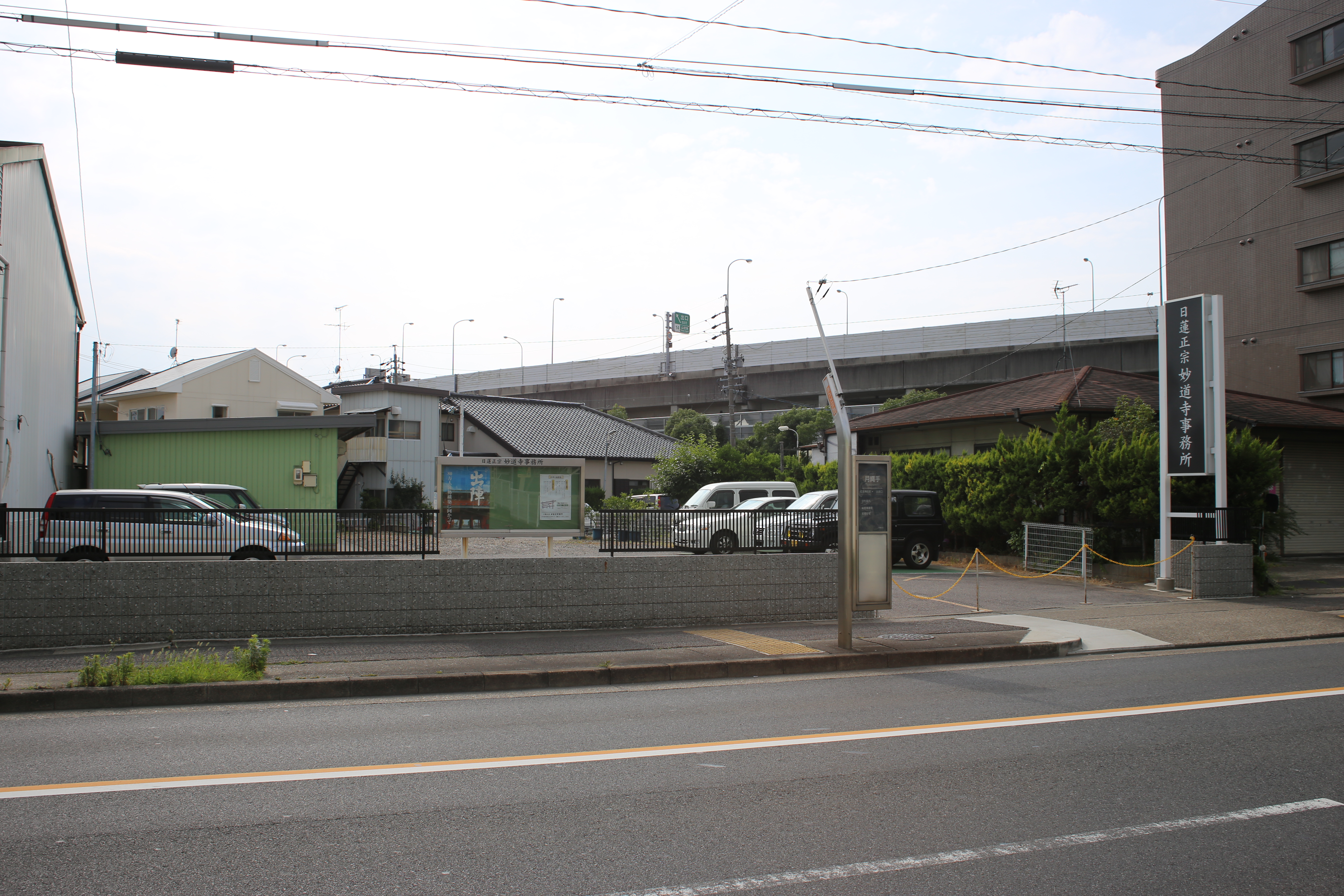
妙道寺
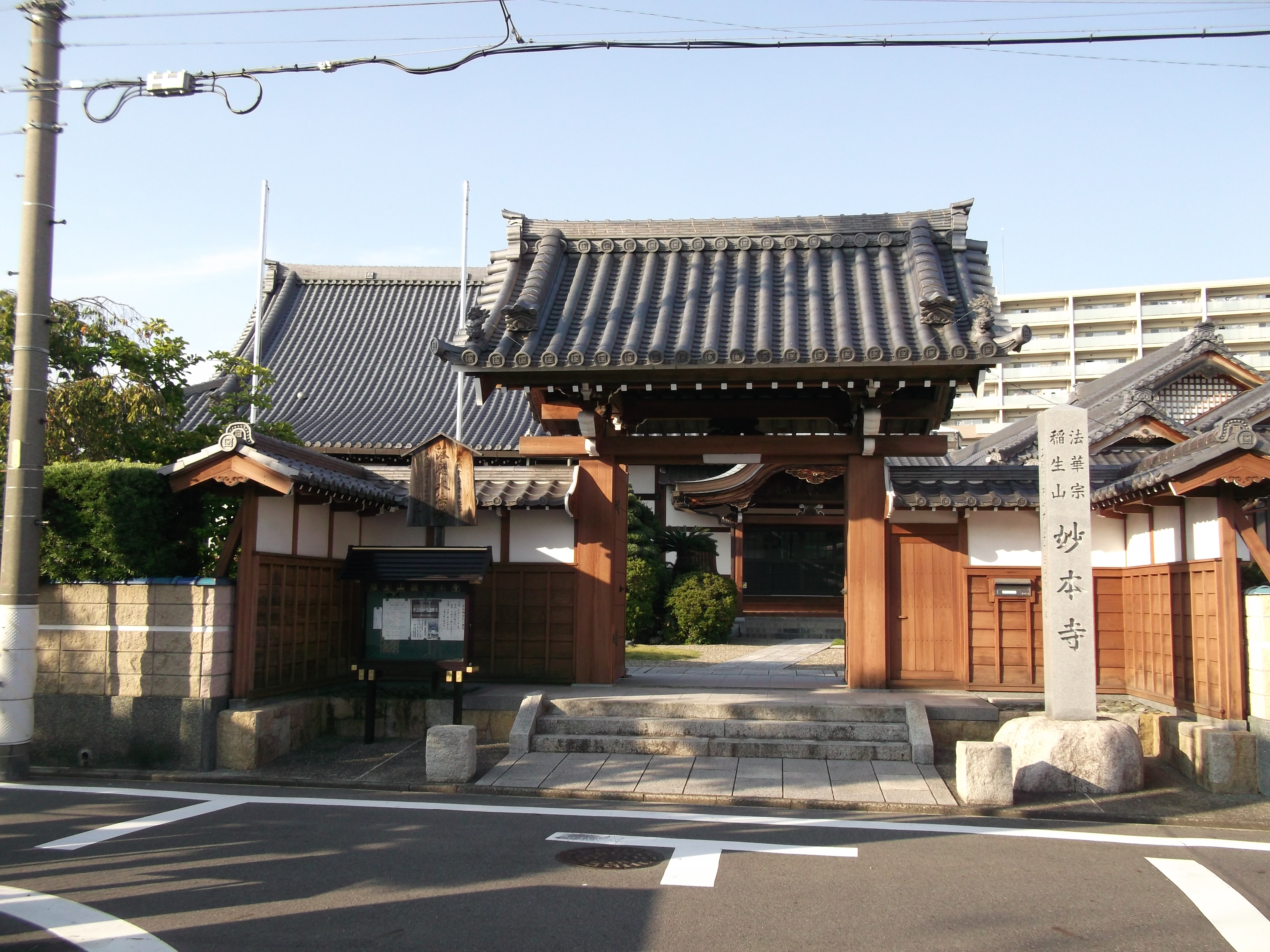
妙本寺
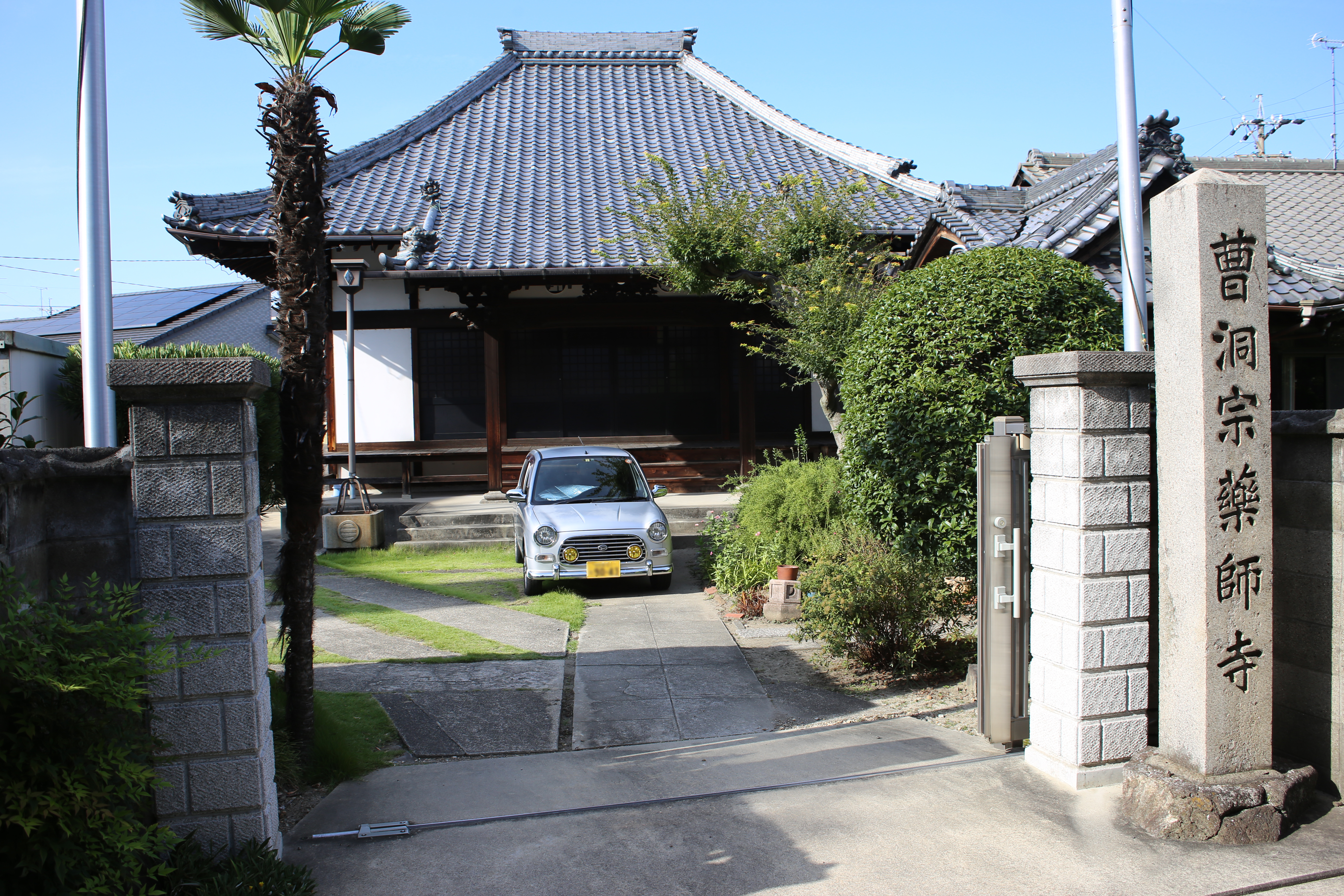
薬師寺
- 陽岳寺

- 安性寺
- 円頓寺
- 願王寺
- 観音寺
- 慶栄寺
- 光通寺
- 周泉寺
- 崇徳寺
- 清音寺
- 専修寺名古屋別院
- 善徳寺
- 宗円寺
- 長善寺
- 東雲寺
- 得生寺
- 法源寺
- 宝周寺
- 妙道寺
- 妙本寺
- 薬師寺

神社
- 伊奴神社
- 大乃伎神社
- 金刀比羅神社
- 蛇池神社
- 津島神社
- 枇杷島神社
- 富士浅間神社
- 星神社
- 堀越神明社

- 伊奴神社
- 金比羅神社
- 蛇池神社
- 津島神社
- 枇杷島神社
- 富士浅間神社
- 星神社
- 堀越神明社

街道
- 岩倉街道 中小田井 -（町並保存地区）

### 観光スポット

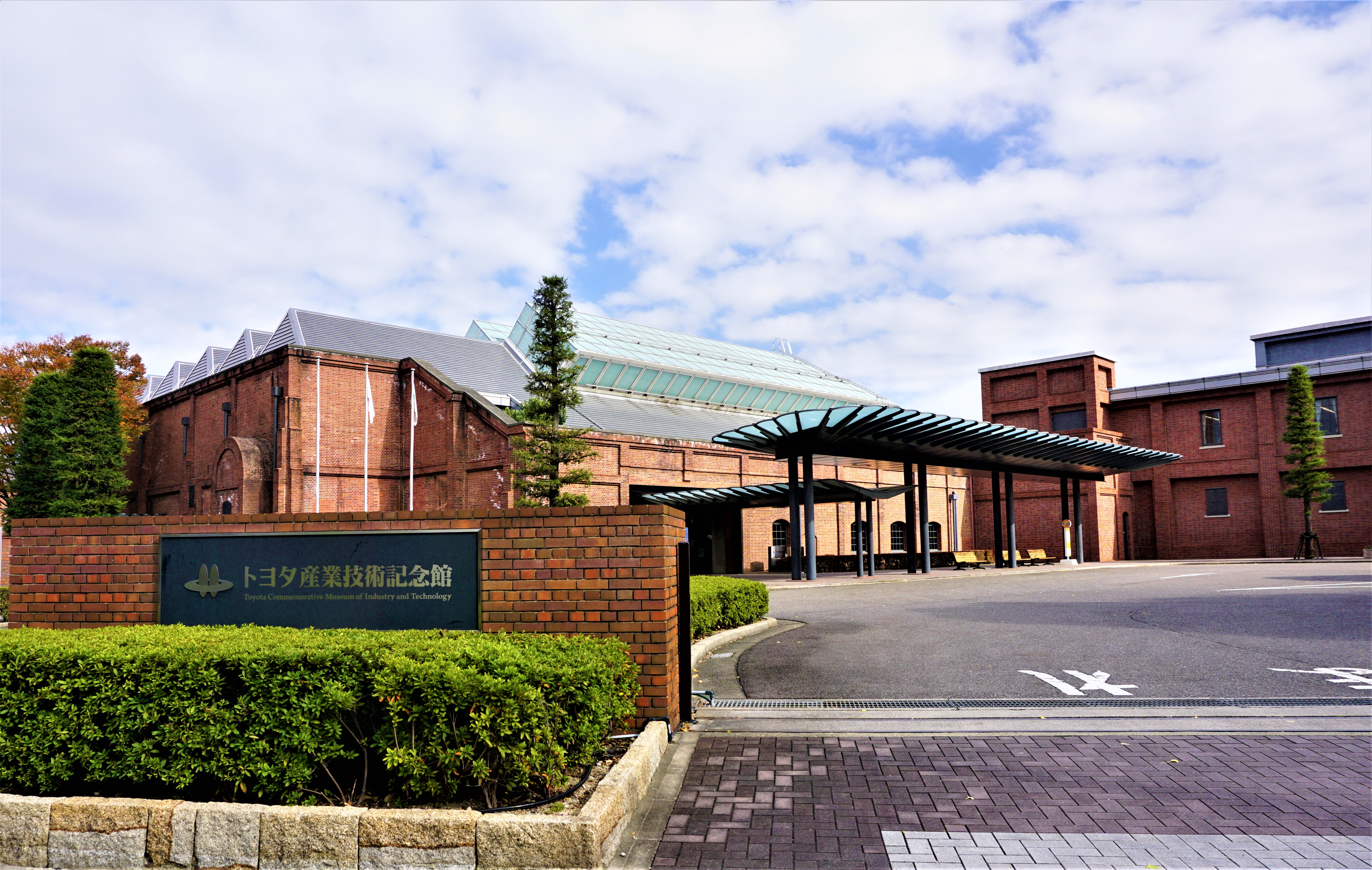
トヨタ産業技術記念館
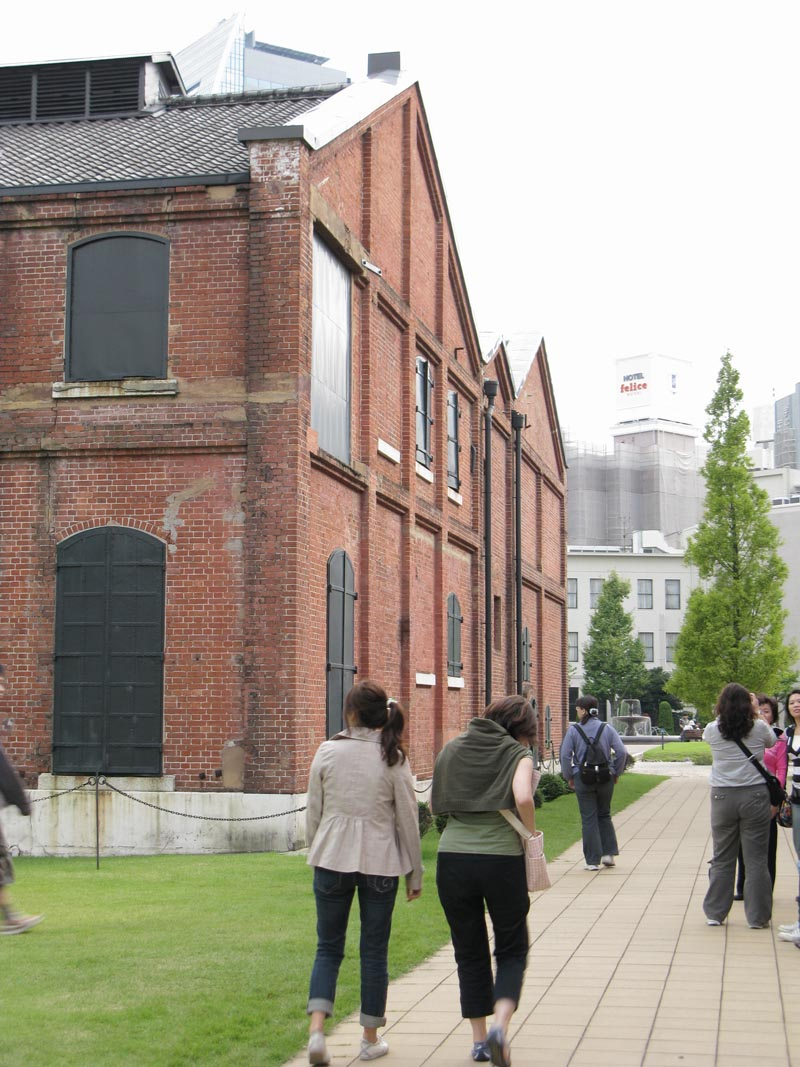
ノリタケミュージアム

町並み保存地区
歴史・文化・産業に関する遺産が残り、名古屋友禅、名古屋扇子や和菓子の伝統が受け継がれていることから「ものづくり文化の道」として官民一体の街づくりが推進されている。
- 那古野にある円頓寺界隈は、清洲越しの頃より城下町として発展、特に七代藩主徳川宗春の時代には商業地として成長した。一部だが戦災を免れたため、今でも城下町の面影が残っており四間道界隈は、「町並み保存地区」に指定されている[4]。
- 岩倉街道や美濃路界隈には神社・仏閣が多い。岩倉街道沿いの一部（中小田井）は、「町並み保存地区」に指定されている[4]。

主な公園

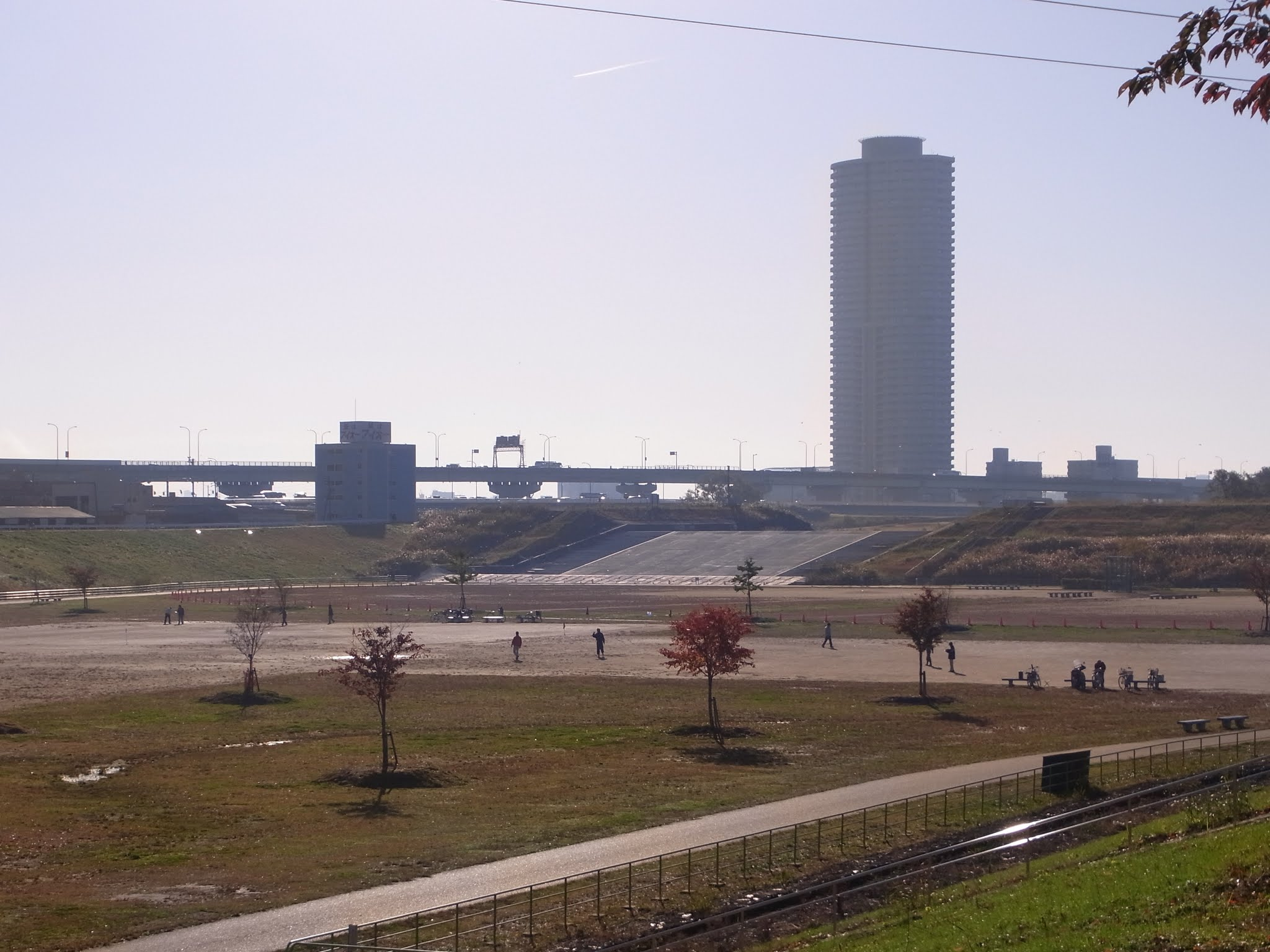
洗堰緑地公園
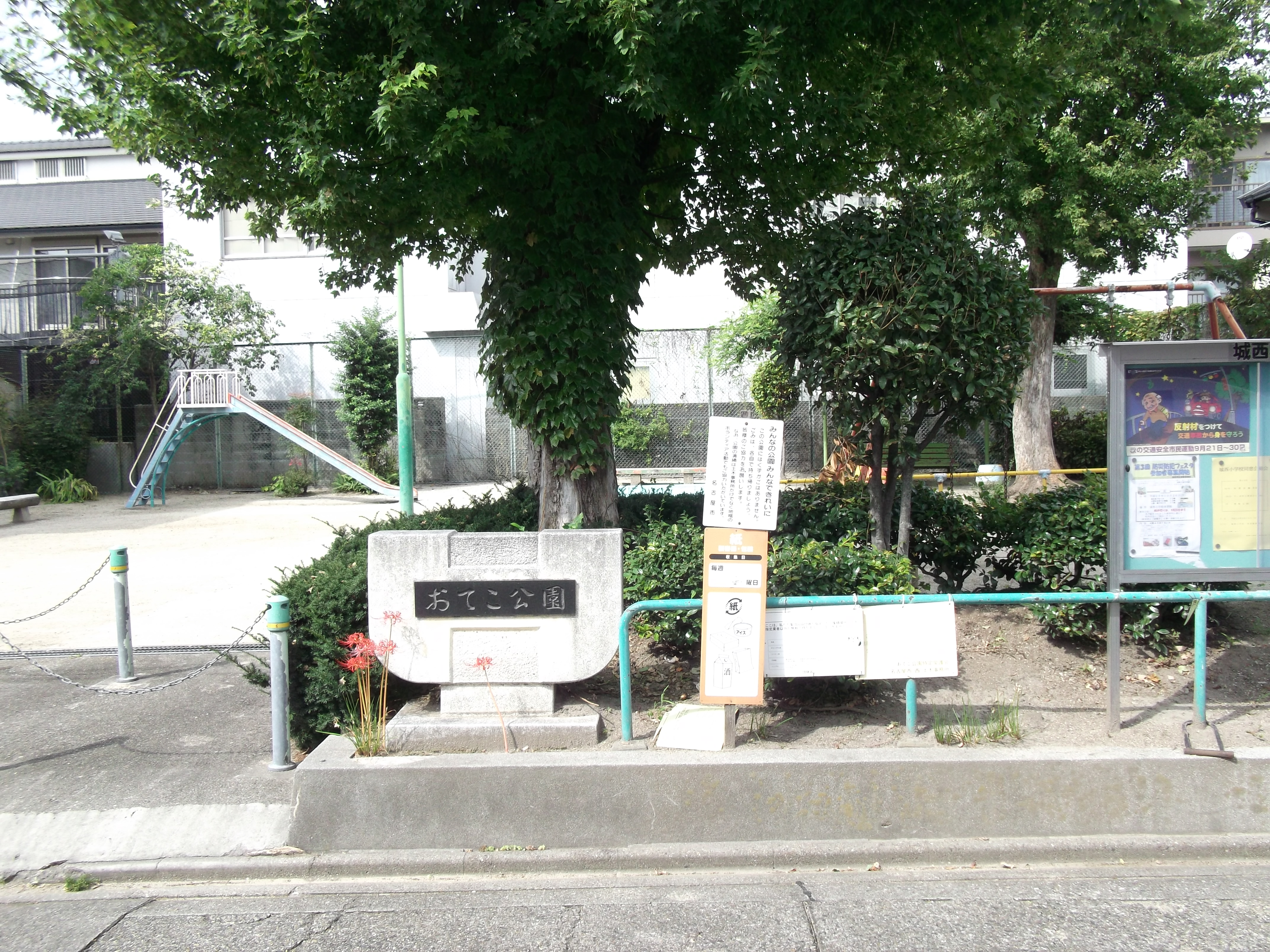
おてこ公園
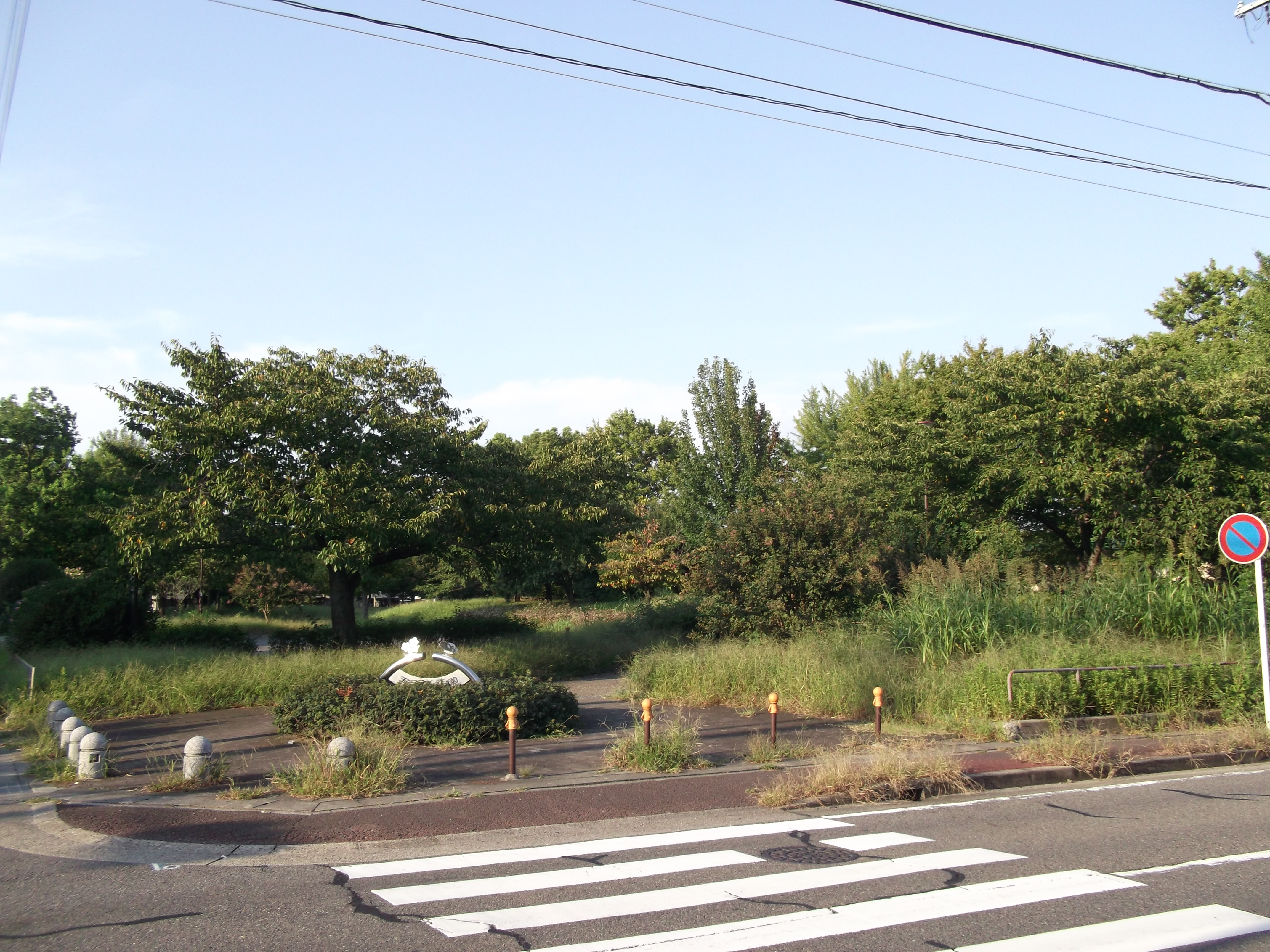
押切公園
- 五町公園
- 平塚公園
- 江向公園
- 又穂公園
- 城西公園
- 庄内緑地公園
- 新屋敷公園
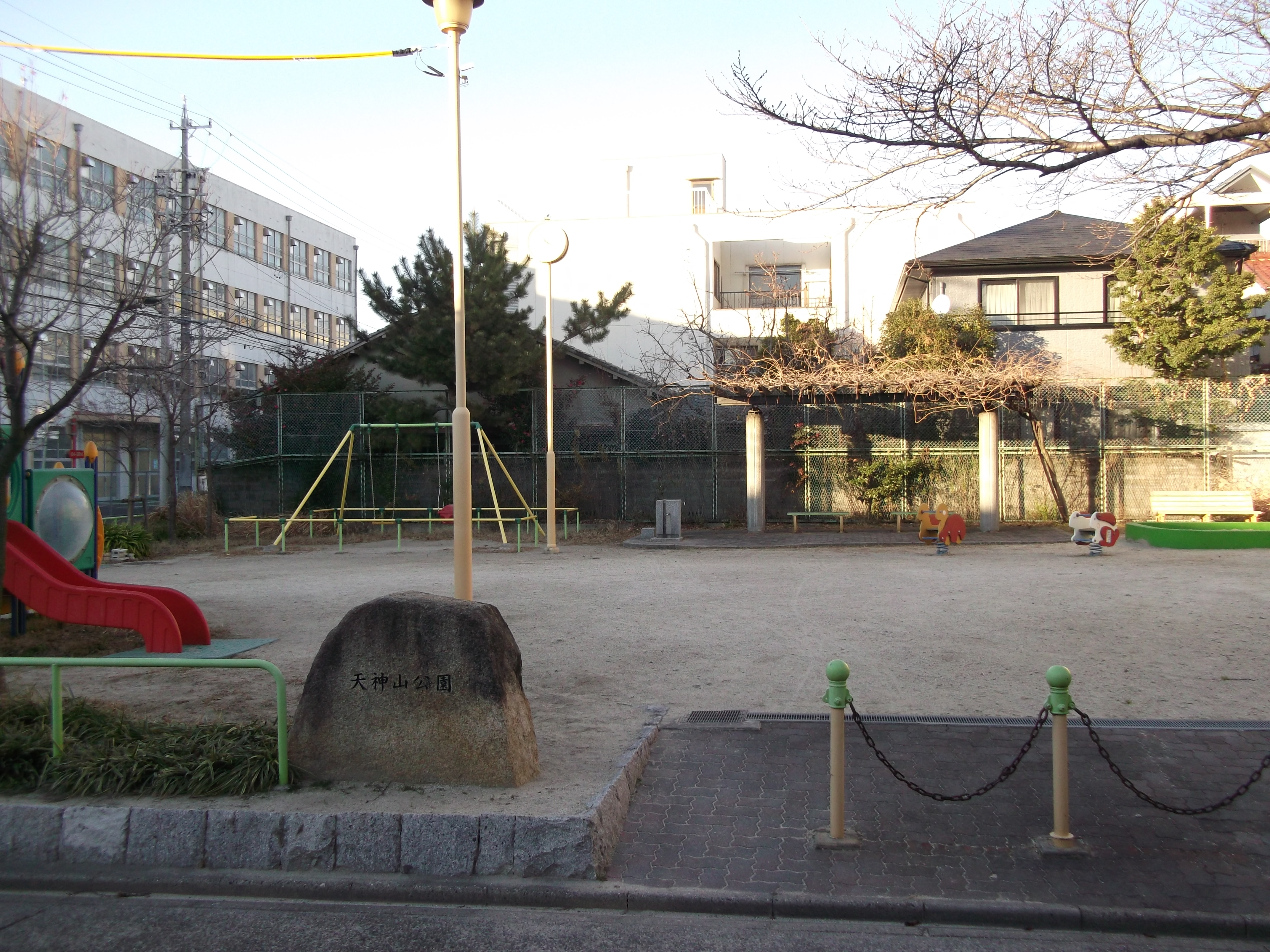
天神山公園
- 中小田井公園
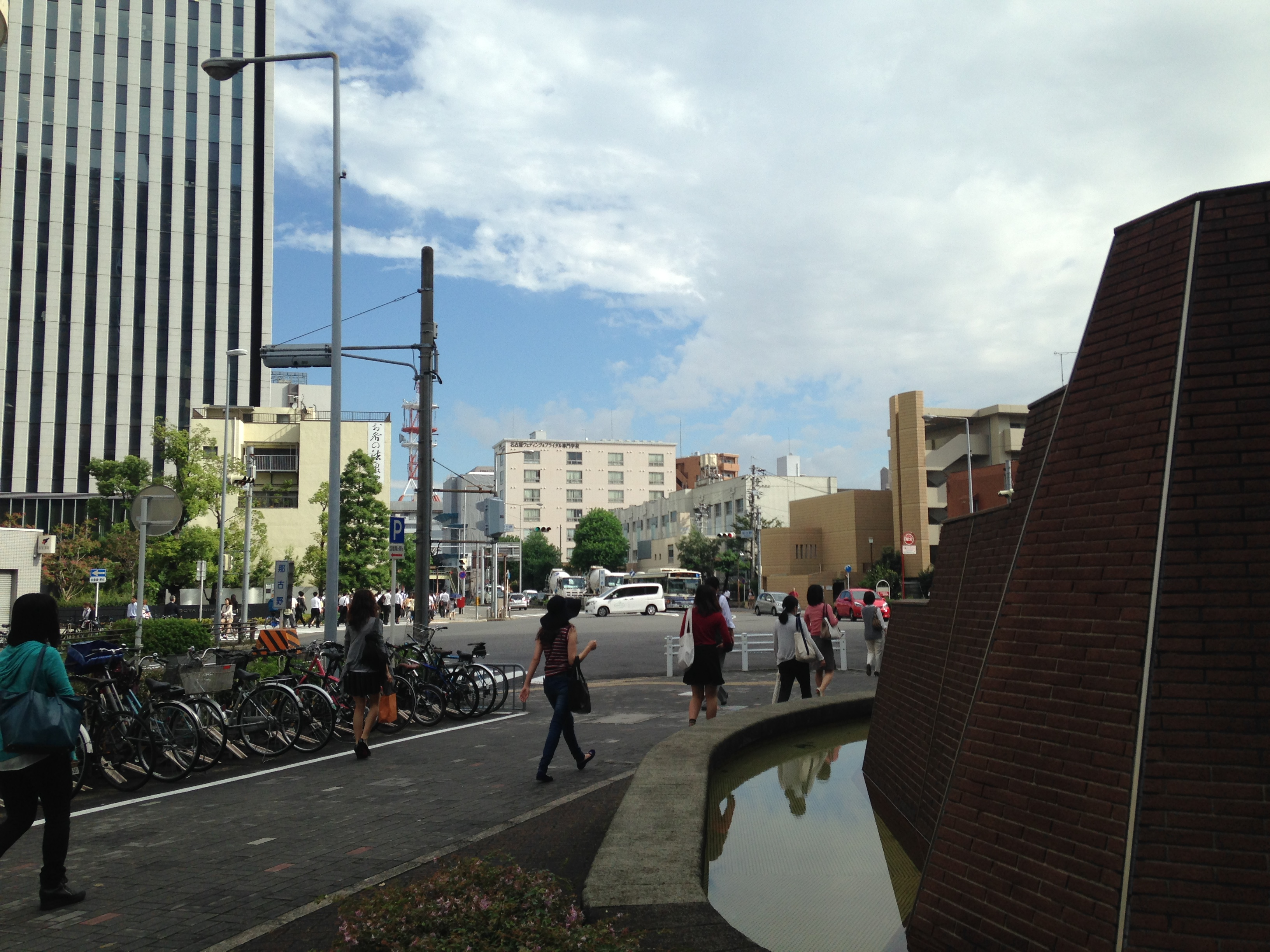
那古野街園
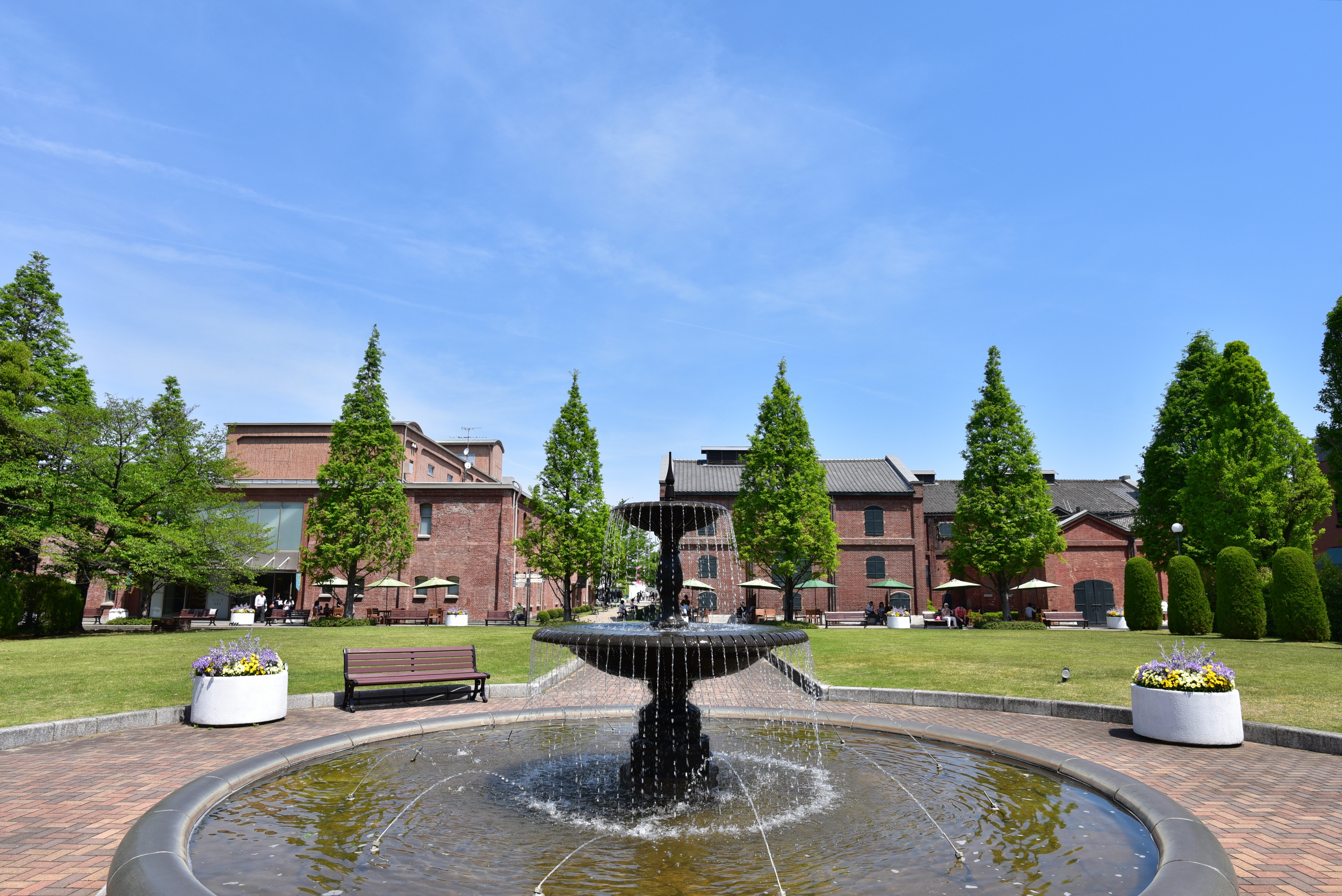
ノリタケの森
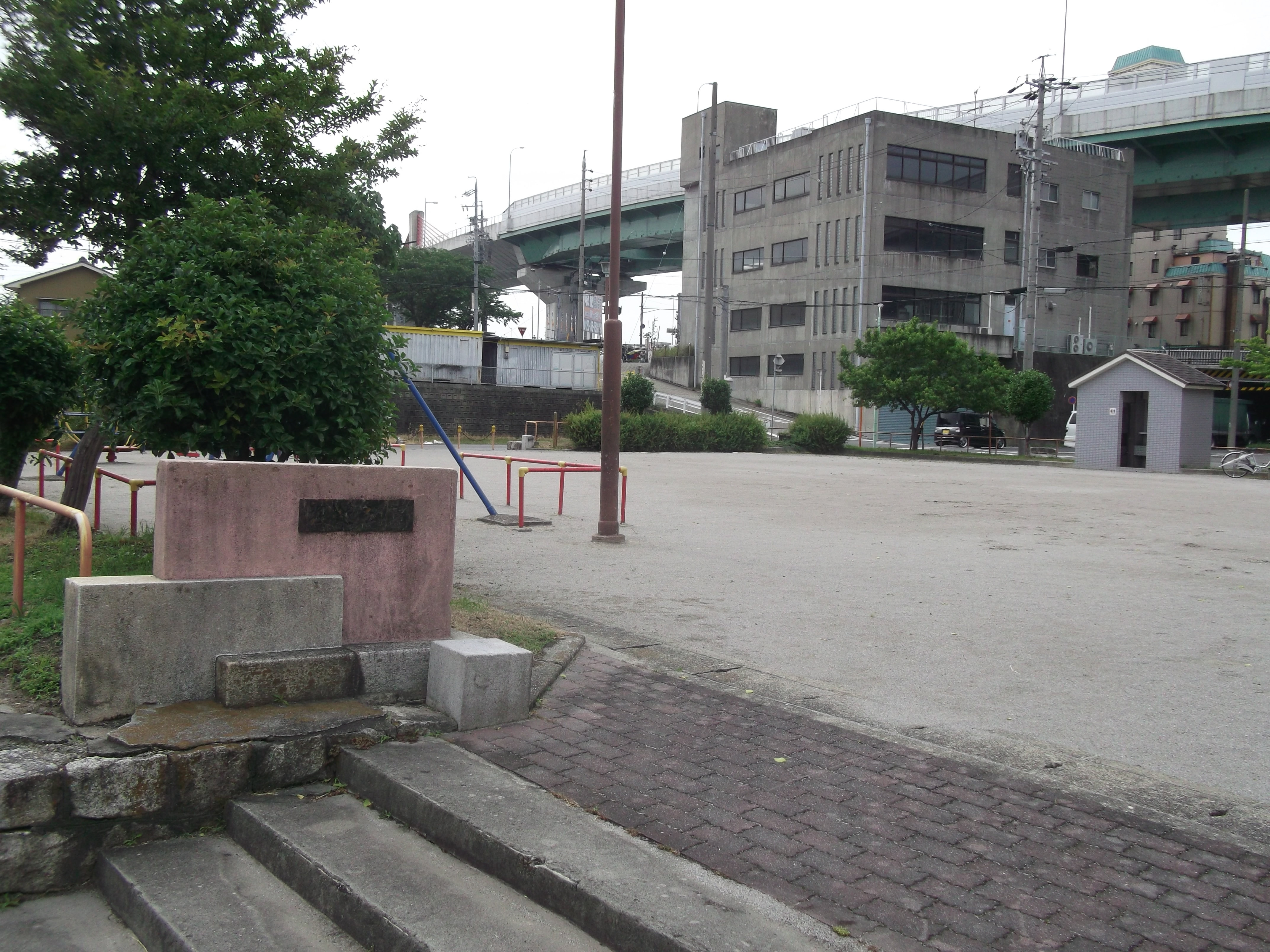
花ノ木公園
- 枇杷島公園
- 弁天通北街園
- 堀越公園

- 洗堰緑地公園
- おてこ公園
- 五町公園
- 天神山公園
- 那古野街園
- ノリタケの森
- 堀越公園

街
- 円頓寺商店街
- 岩倉街道 中小田井（町並保存地区）
- 四間道（町並保存地区）
- 明道町

建築物

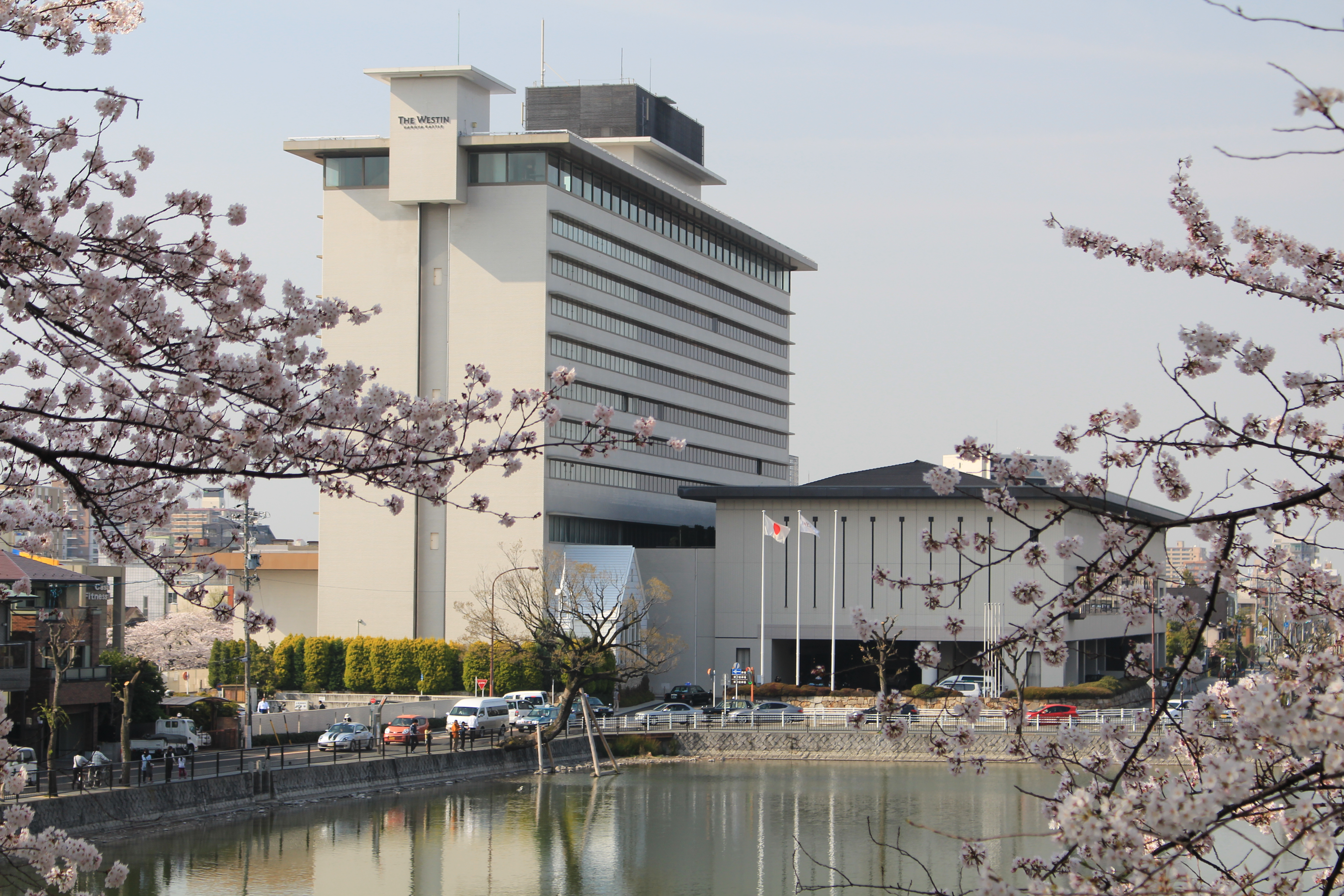
ホテルナゴヤキャッスル（※建て替え中）
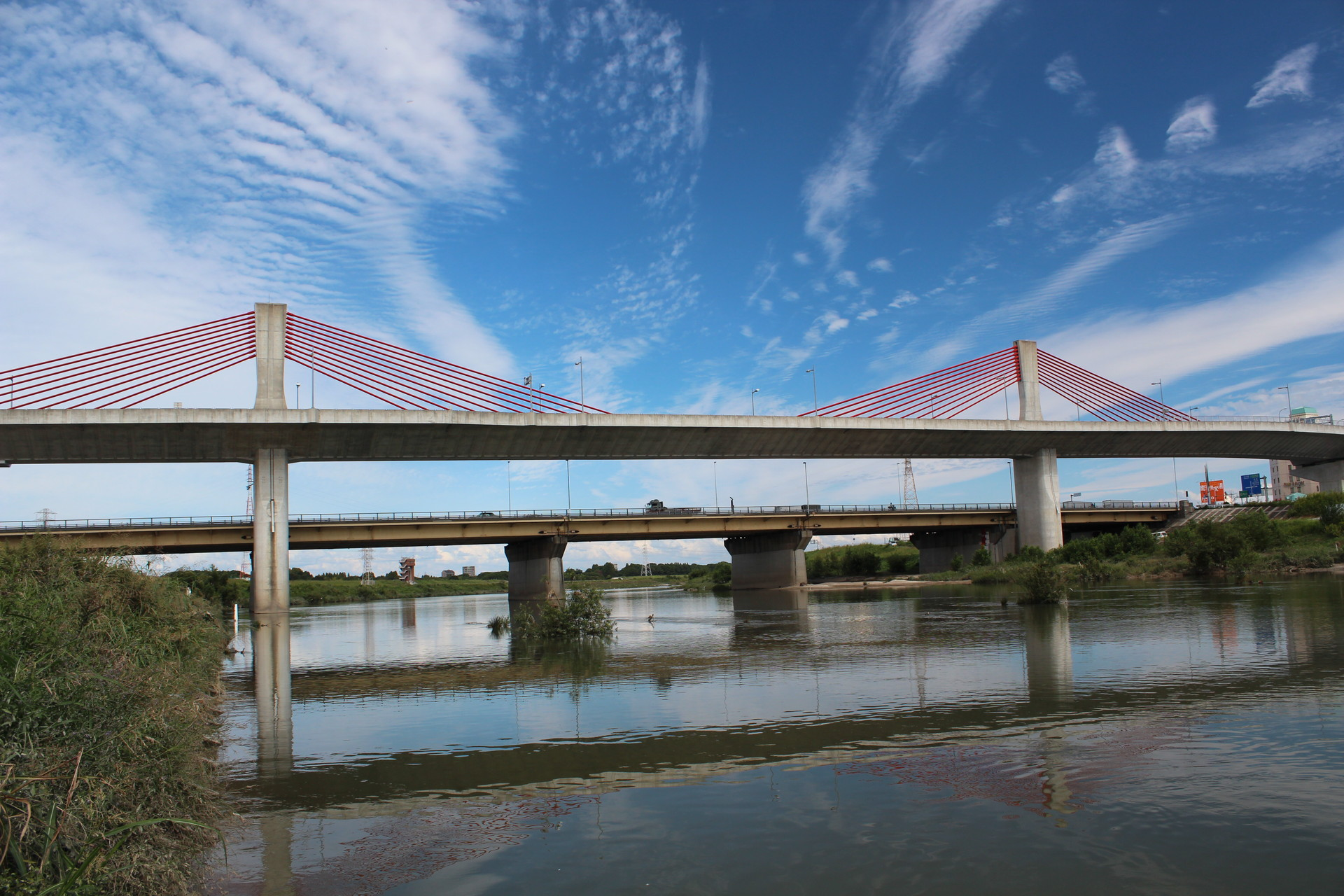
新名西橋
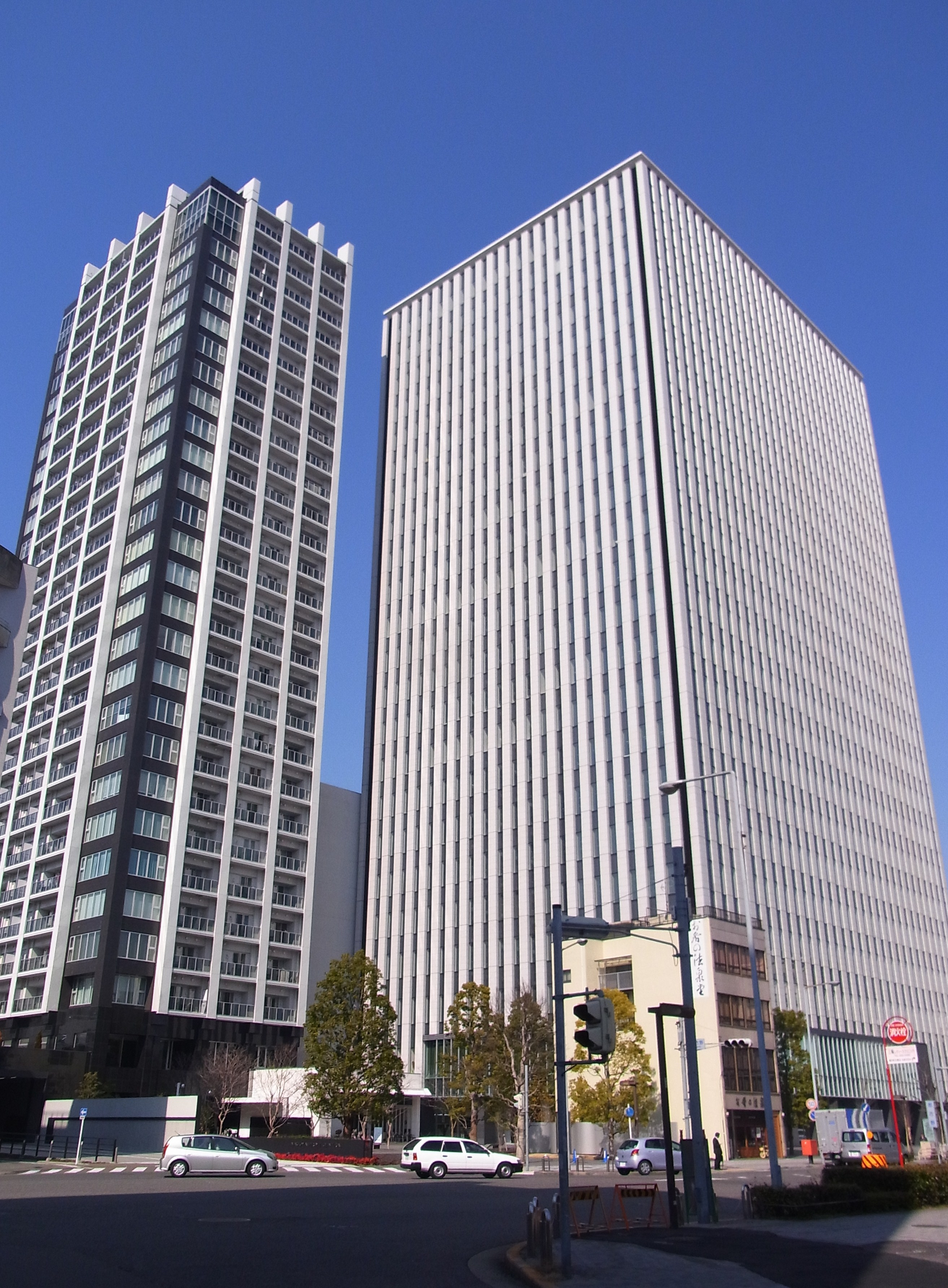
名古屋プライムセントラルタワー
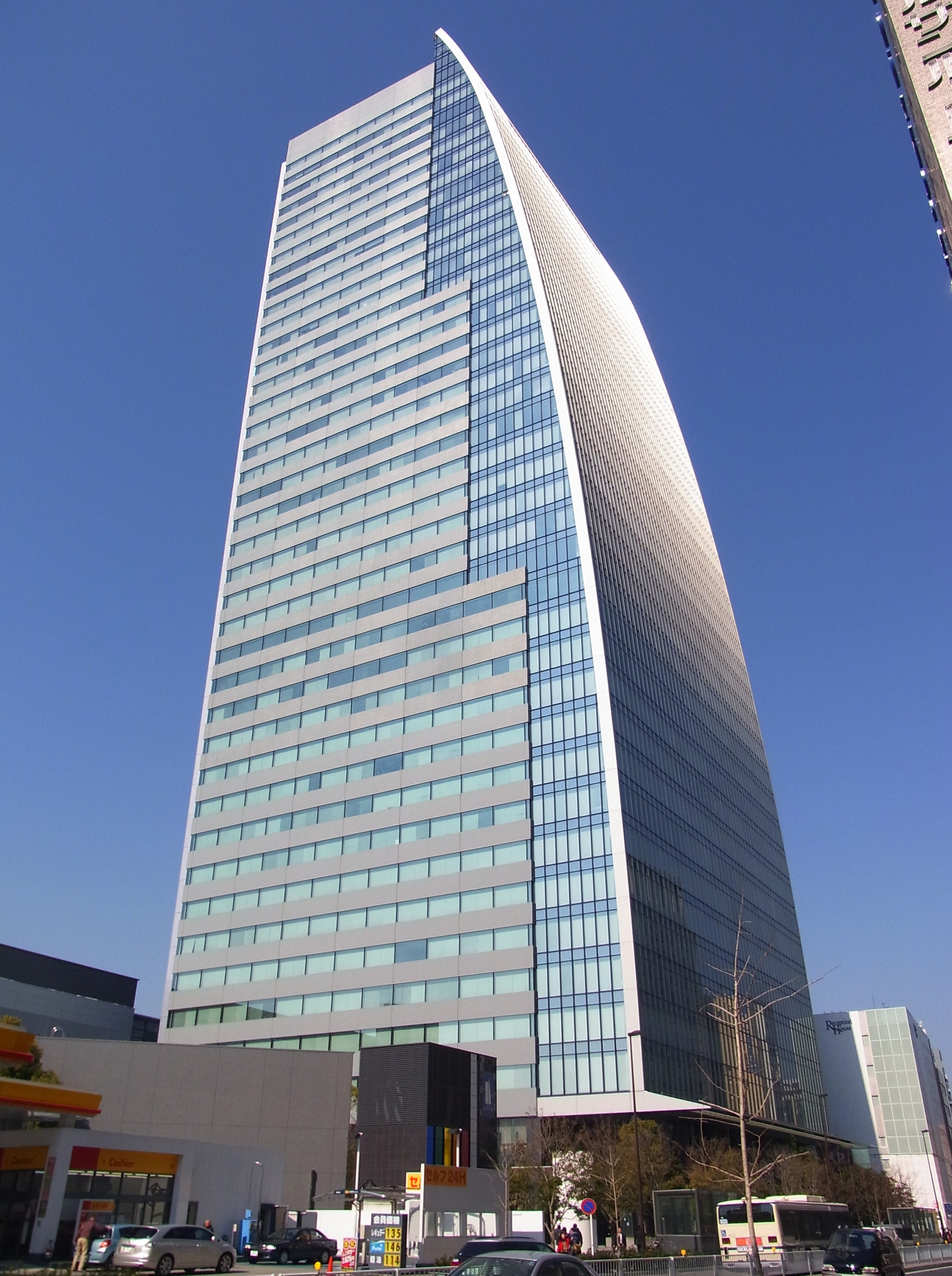
名古屋ルーセントタワー
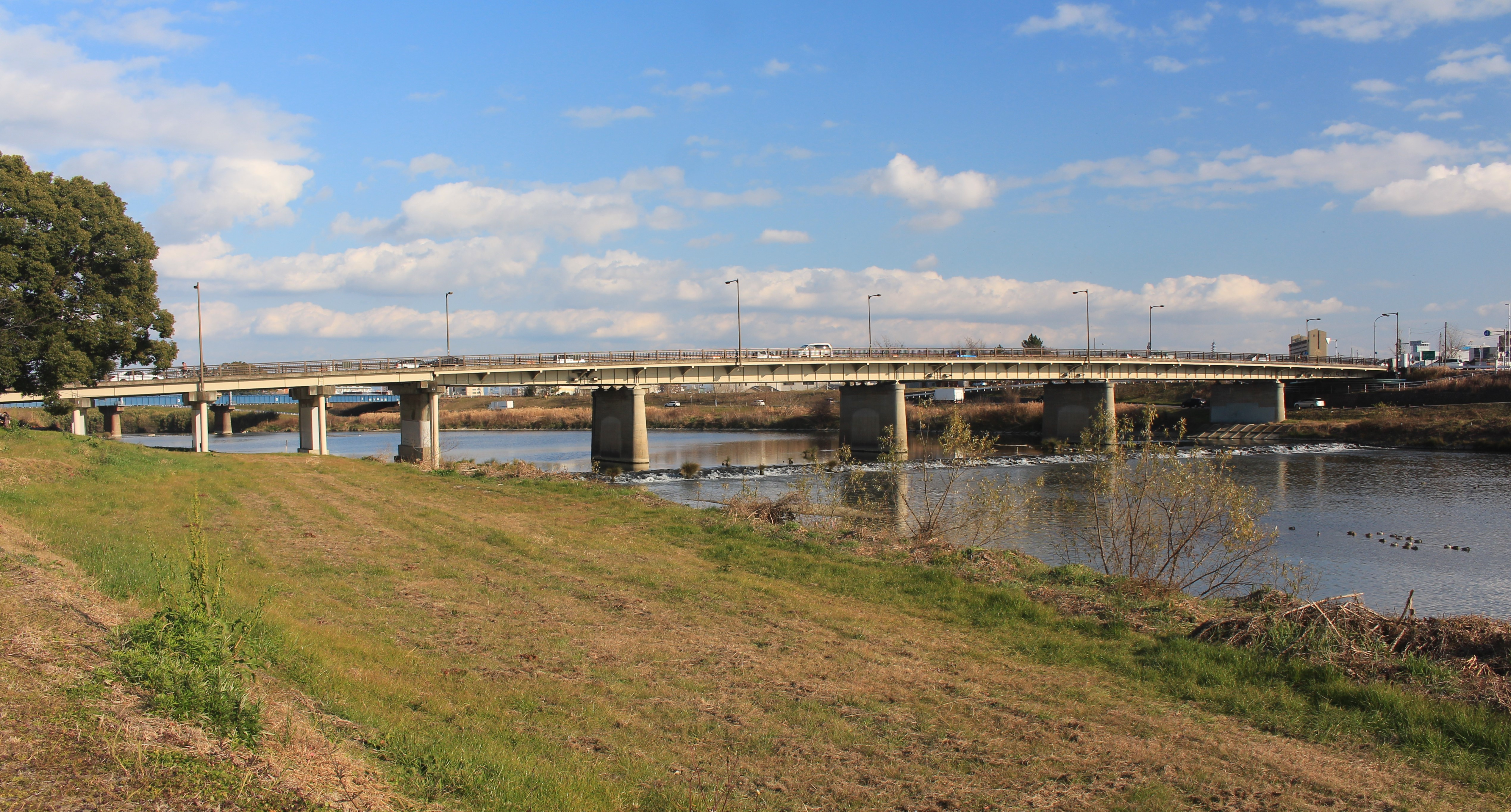
枇杷島橋 （日本百名橋）

- 枇杷島橋
- JPタワー名古屋（一部が西区にある）
- JRゲートタワー（一部が西区にある）

- ホテルナゴヤキャッスル
- 新名西橋
（赤とんぼ橋）
- 名古屋プライムセントラルタワー
- 名古屋ルーセントタワー
- 枇杷島橋
（日本百名橋）

博物館･記念館
- トヨタ産業技術記念館
- ノリタケミュージアム

- トヨタ産業技術記念館
- ノリタケミュージアム

## 文化・名物

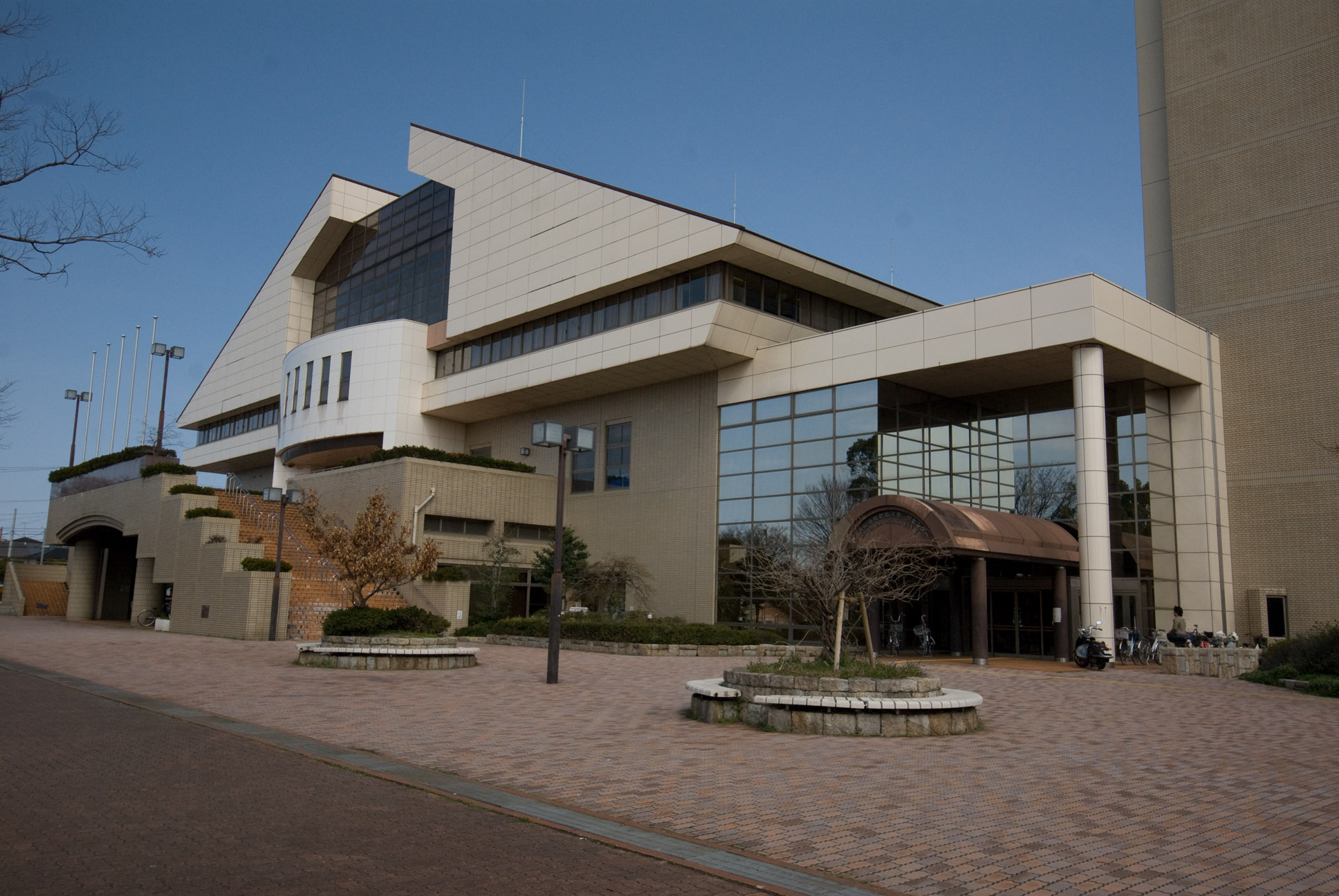
枇杷島スポーツセンター

### 祭事・催事
主な祭事
- 蛇池神社櫃流し
- 円頓寺七夕祭り
- 弁天祭り

### スポーツ
プロスポーツ
| チーム                         | スポーツ         | リーグ  | 本拠地                 | 設立   |
| ------------------------------ | ---------------- | ------- | ---------------------- | ------ |
| ファイティングイーグルス名古屋 | バスケットボール | Bリーグ | 枇杷島スポーツセンター | 1957年 |

## 出身･関連著名人
- 山田重忠（鎌倉武将･御家人）
- 丹羽長秀（戦国武将）
- 佐々成政（戦国武将）
- 川道良明（ラジオパーソナリティ）
- 諏訪哲史（芥川賞作家）

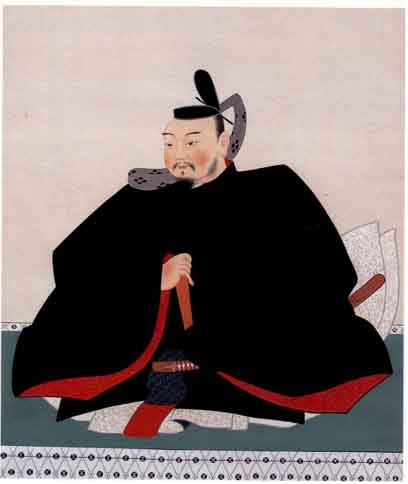
佐々成政

- 佐伯卓（東邦ガス社長、愛知県公安委員会委員長）
- 武田勝（オイシックス新潟アルビレックスBC監督）
- 辻恭彦（元プロ野球選手）
- 宮部和裕（中部日本放送(CBC)アナウンサー）
- 渡辺宜嗣（テレビ朝日アナウンサー）
- 熊田裕通（衆議院議員・海部俊樹元総理大臣秘書）
- 豊竹呂昇（女義太夫）
- 清水義範（小説家）
- ko-dai（Sonar Pocket：ボーカル）